# Hl. Sakrament (Dillingen)

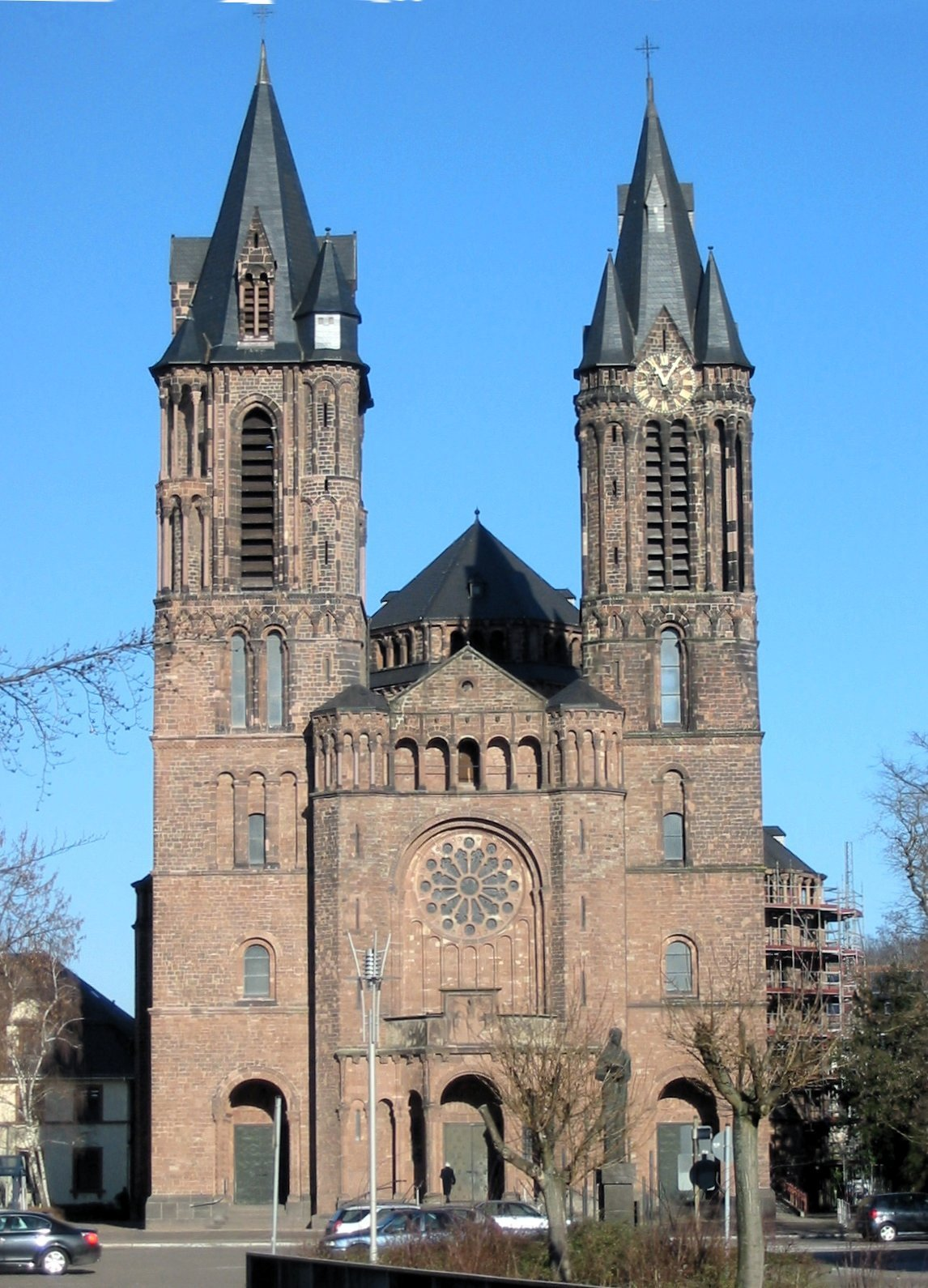
Doppelturmfassade des Saardoms vom Weinlingplatz

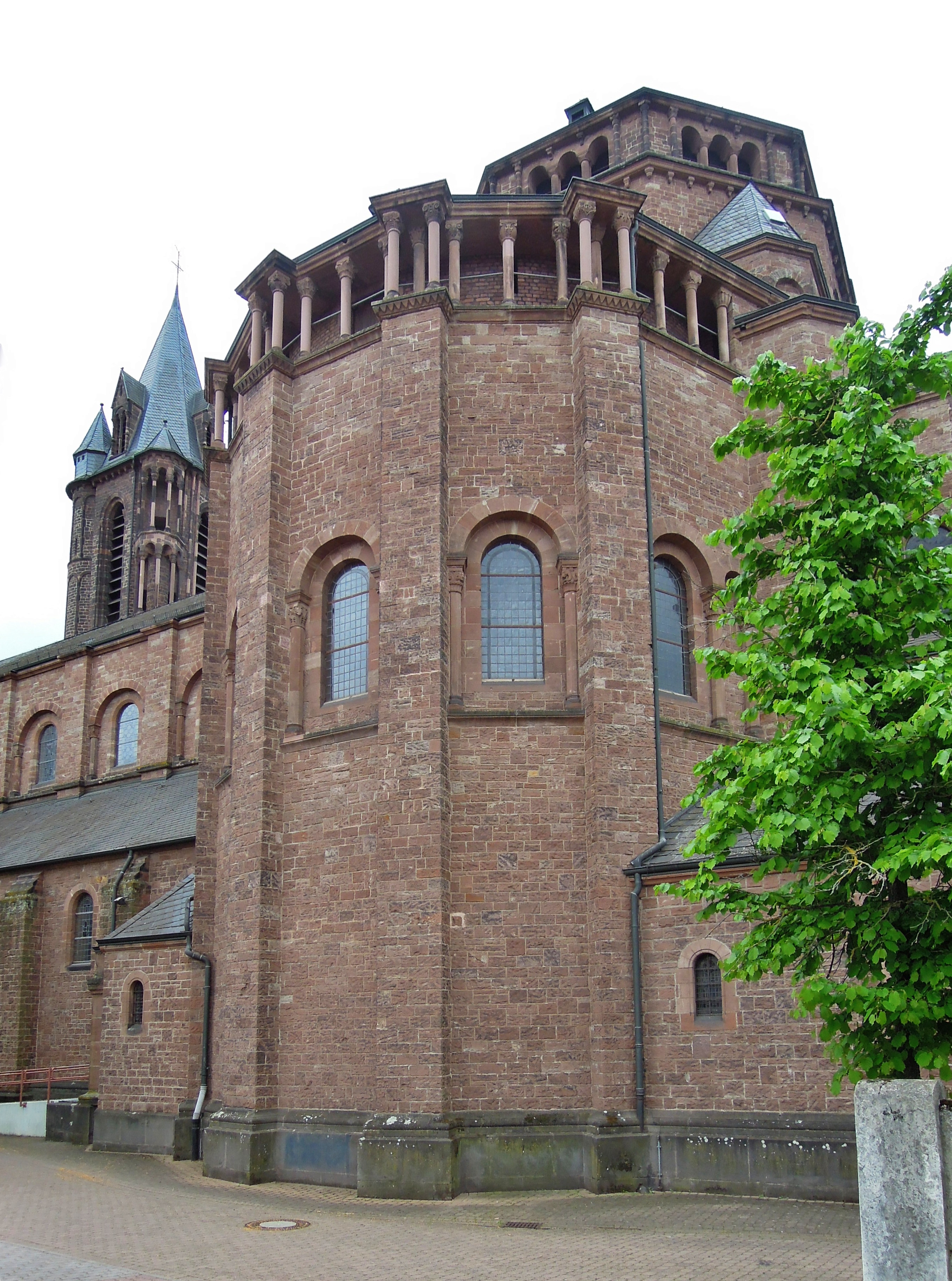
Querschiff

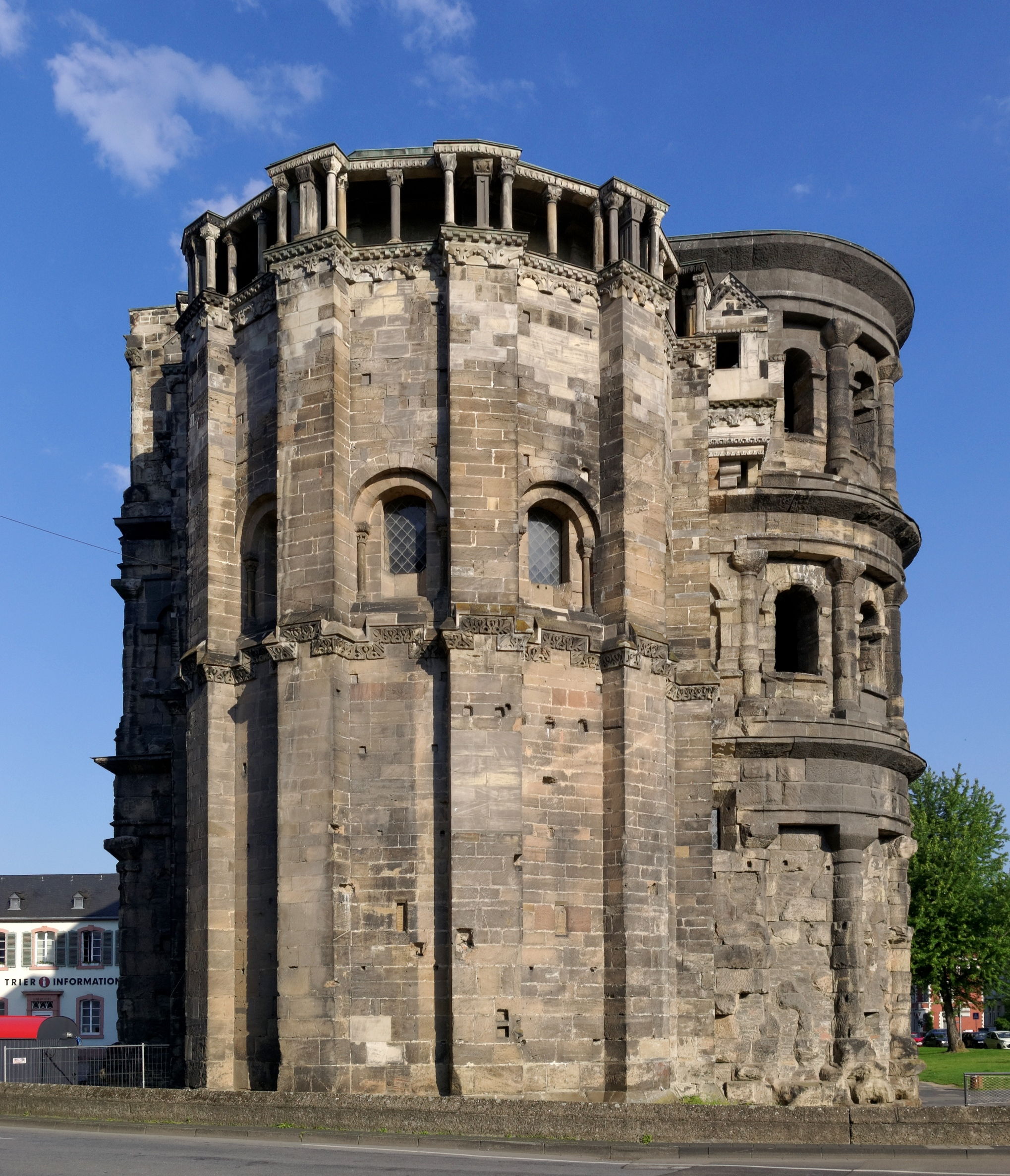
Trier, Porta Nigra, Apsis, Vorbild für das Querschiff des Saardomes

Hl. Sakrament ist der Name der Pfarrkirche der Pfarrei Sankt Odilia Dillingen in Dillingen/Saar. Der vollständige Titel der Kirche lautet Ecclesia Parochialis Catholica Sacratissimi Sacramenti Dioecesis Treverensis, „Katholische Pfarrkirche zum allerheiligsten Sakrament im Bistum Trier“, kurz Katholische Pfarrkirche Heilig Sakrament.
Der aufgrund seiner historisierend-architektonischen Orientierung am mittelalterlichen Kathedraltypus sogenannte Saardom gilt neben der St. Johanner Michaelskirche, der St. Ingberter Josefskirche sowie der Malstatter Josefskirche als größter Sakralbau des Saarlandes. Der Saardom ist der bedeutendste Kirchenbau des ausgehenden Historismus an der Saar und aufgrund der Verwendung zahlreicher mittelalterlicher Architekturzitate herausragendes Beispiel der historistischen „Bildungsarchitektur“. Die Baustruktur seines Inneren sowie das Chorhaupt stehen ganz in der Tradition der auvergnatischen Bauschule, die von der cluniazenischen Baukunst inspiriert ist.
Die kurz vor der Erbauung des Dillinger Saardomes errichtete Martinskirche in Saaralben wird zur Unterscheidung im Volksmund als „Saarkathedrale“ (Cathédrale de la Sarre) bezeichnet. Die Pfarrei gehört zur Pfarreiengemeinschaft Hl. Sakrament, St. Johann in Dillingen, St. Josef in Diefflen, St. Maximin in Pachten, sowie Maria Trost auf der Pachtener Heide. Die Kirche ist dem Bistum Trier zugeordnet. Patroziniumstag ist das Hochfest Fronleichnam.

## Architektur

### Abmessungen
Der Saardom hat folgende Abmessungen:
- Außenlänge (mit Vorhalle): 62,30 m
- größte Außenbreite im Querschiffbereich: 33,50 m
- äußere Turmfassadenbreite: 23,50 m
- Höhe des Vierungsturmes: 33,00 m
- Turmhöhe des östlichen Portalturmes mit Turmkreuz: 48,50 m
- Turmhöhe des westlichen Portalturmes mit Turmkreuz: 50,00 m
- Innenbreite des Mittelschiffes: 10 m
- Innenhöhe der Seitenschiffe: 6 m
- Innenhöhe des Mittelschiffes: 15 m
- Innenhöhe der Kuppel: 27 m
- Innenhöhe der Marien- und der Christkönig-Kapelle: 8 m
- Innenhöhe des Chormumganges: 7,40 m
- Interkolumnienweite der Arkaden zwischen Mittel- und Seitenschiff: 3,50 m
- Interkolumnienweite der Arkaden der Apsis: 2 m

Im Vergleich des Saardomes mit den größten Kirchen des Saarlandes misst die Michaelskirche in Saarbrücken-St. Johann 60 m in der äußeren Länge und 34,60 m in der größten äußeren Breite. Der Saardom und die Michaelskirche werden in der Länge von der neogotischen Josefskirche in Saarbrücken-Malstatt mit 68 m äußerer Länge übertroffen. Die beiden Türme des Saardomes werden von den Türmen der St. Ingberter Josefskirche (73 m) und der St. Johanner Johanneskirche (74 m) überragt. Bis zu seiner Zerstörung im Zweiten Weltkrieg war der Malstatter Josefsturm mit 75 m der höchste Kirchturm des Saarlandes.

### Vorbilder
Die Kirche wurde zwischen 1910 und 1913 nach Plänen des Trierer Kirchbaumeisters Peter Marx (1871–1958) vorwiegend im neoromanischen Stil erbaut, lässt aber in der für den Historismus bezeichnenden eklektizistischen Manier vor allem in der Gestaltung der Türme auch Anklänge an gotische Vorbilder erkennen (vgl. Bamberger und Naumburger Domtürme, letztlich von der Kathedrale von Laon abgeleitet).

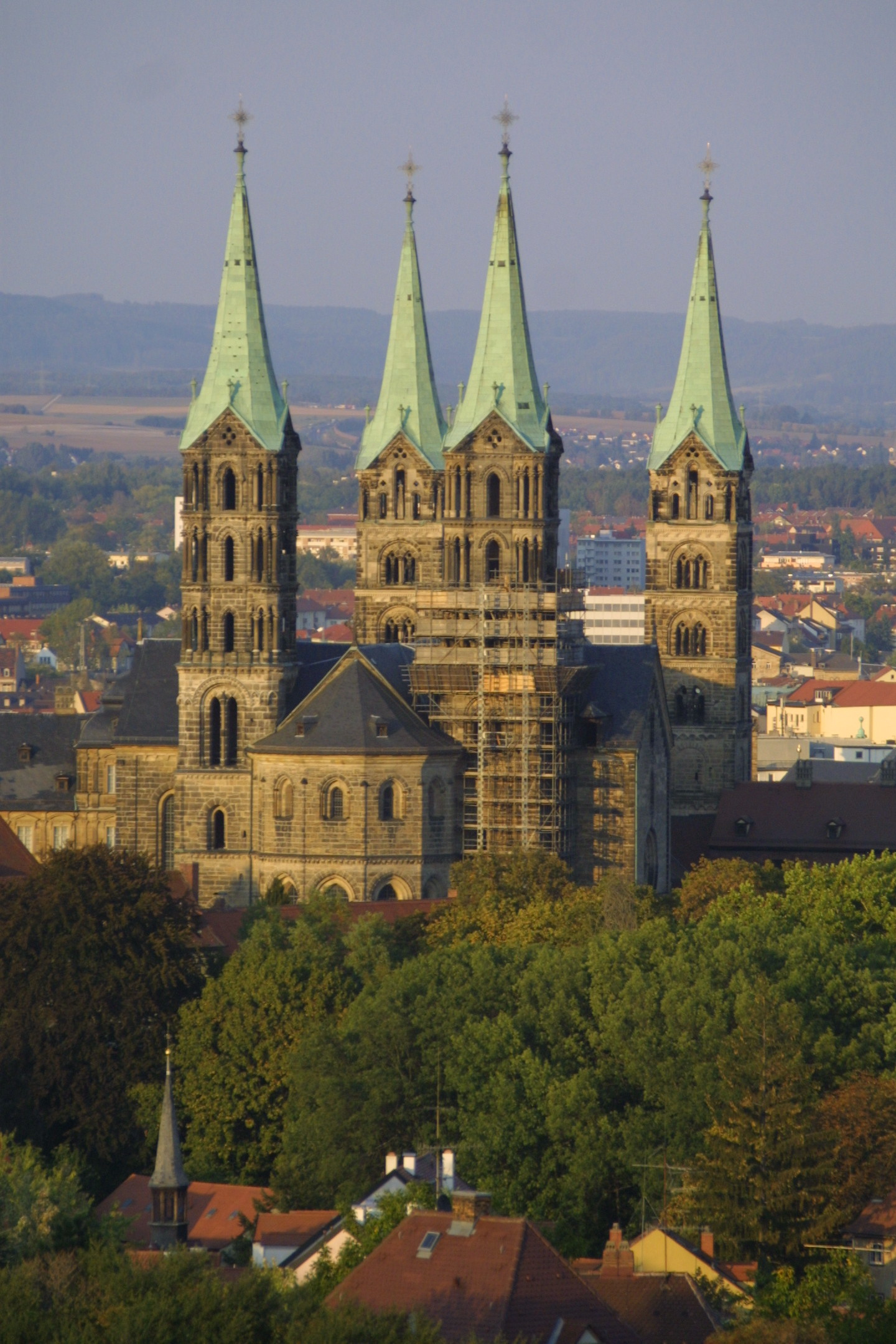
Bamberger Dom
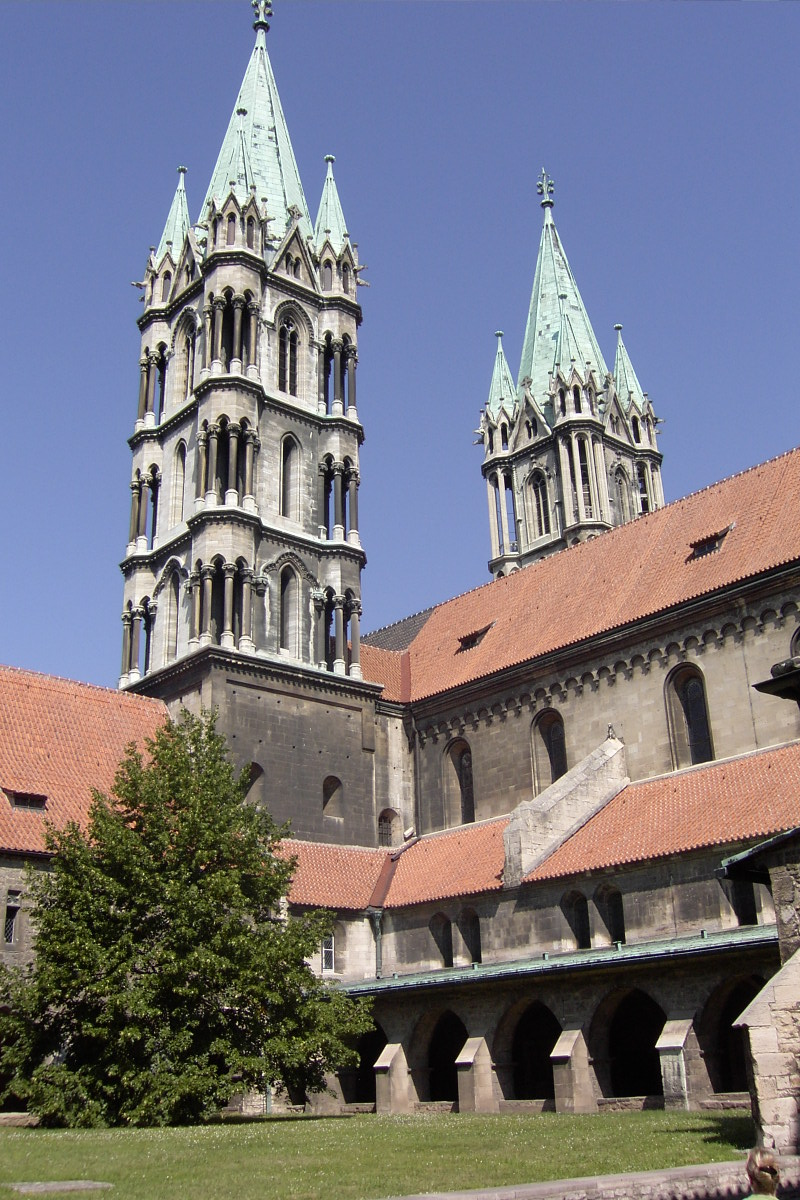
Naumburger Dom
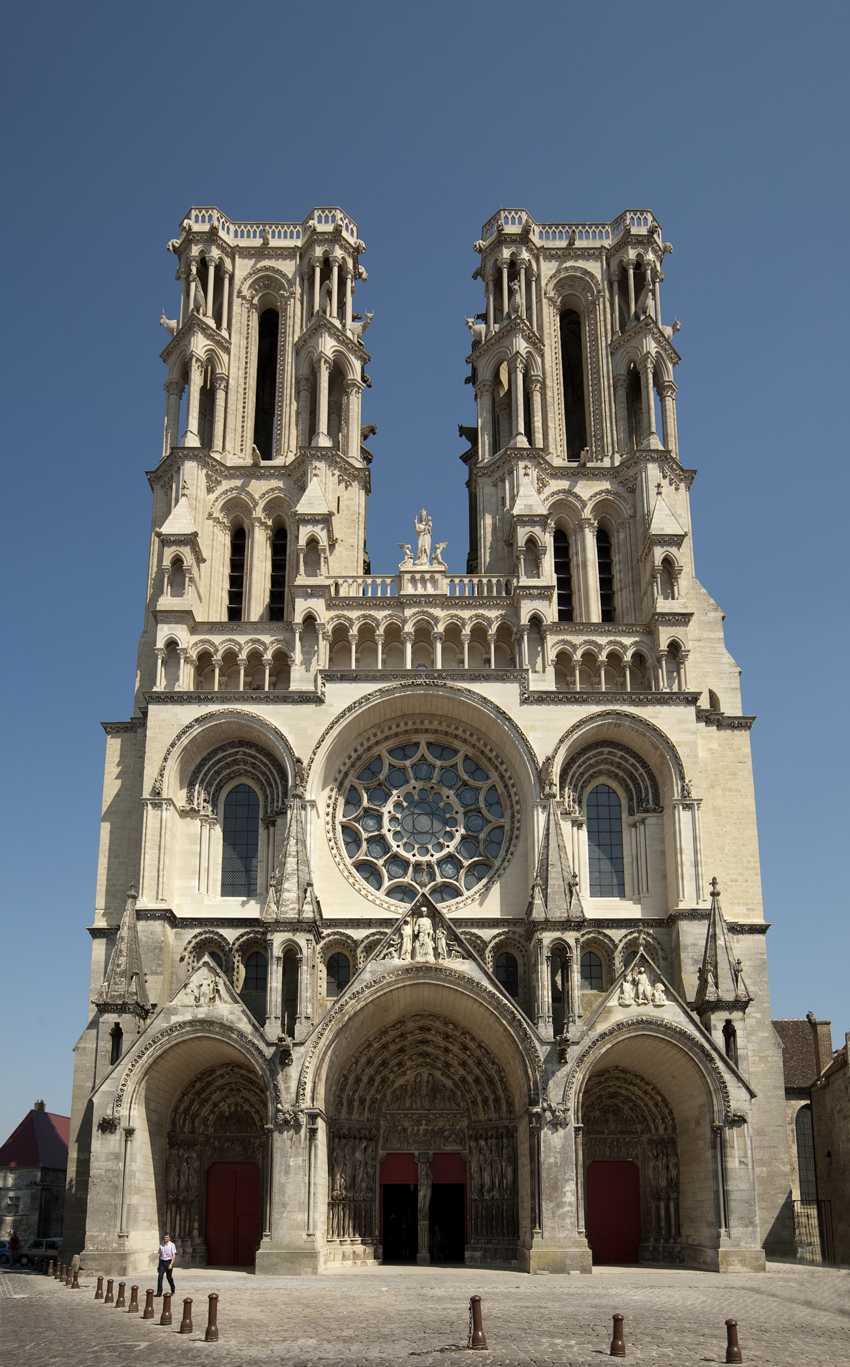
Kathedrale Notre-Dame in Laon
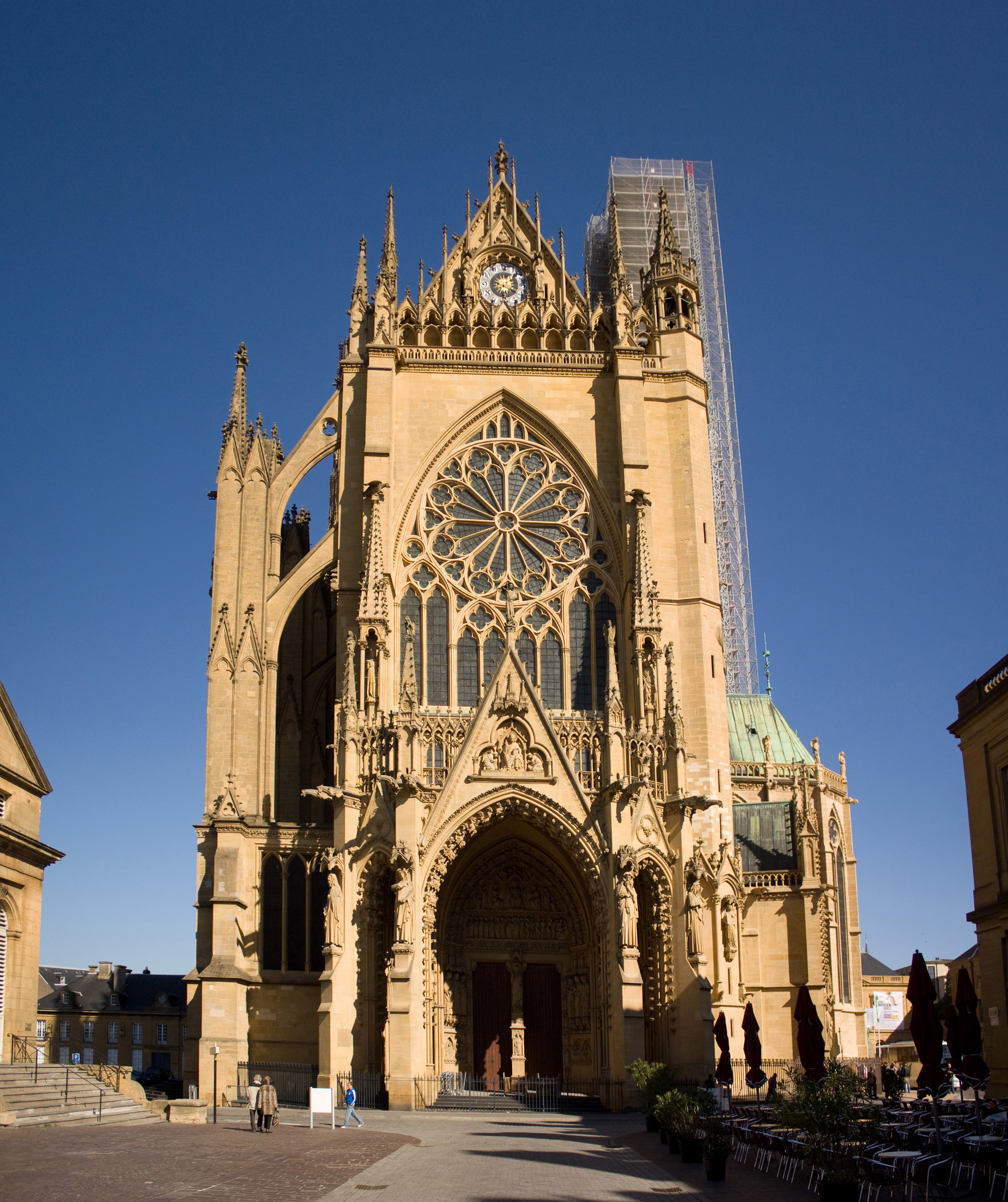
Kathedrale St. Stephan in Metz

### Grundriss
Der Grundriss des Saardomes beschreibt ein lateinisches Kreuz. Der Bau besteht aus einem Langhaus mit zwei Seitenschiffen (Basilika), Querschiffen nach Westen und Osten, sowie einer Apsis nach Norden mit Kapellenkranz. Im architektonischen Œuvre des Erbauers Peter Marx stellt der Saardom stilmäßig das konservativste späthistoristische Bauwerk dar. Darüber hinaus ist der Saardom das größte Sakralbauwerk, das Marx verwirklichen konnte. Eine gewisse architektonische Parallelstellung hinsichtlich Größe, Materialwahl, Erbauungszeitraum, neoromanischer Stilwahl und mittelalterlich-französischer Architekturzitate nimmt noch seine Trierer Kirche St. Martin ein.

### Vierungsturm

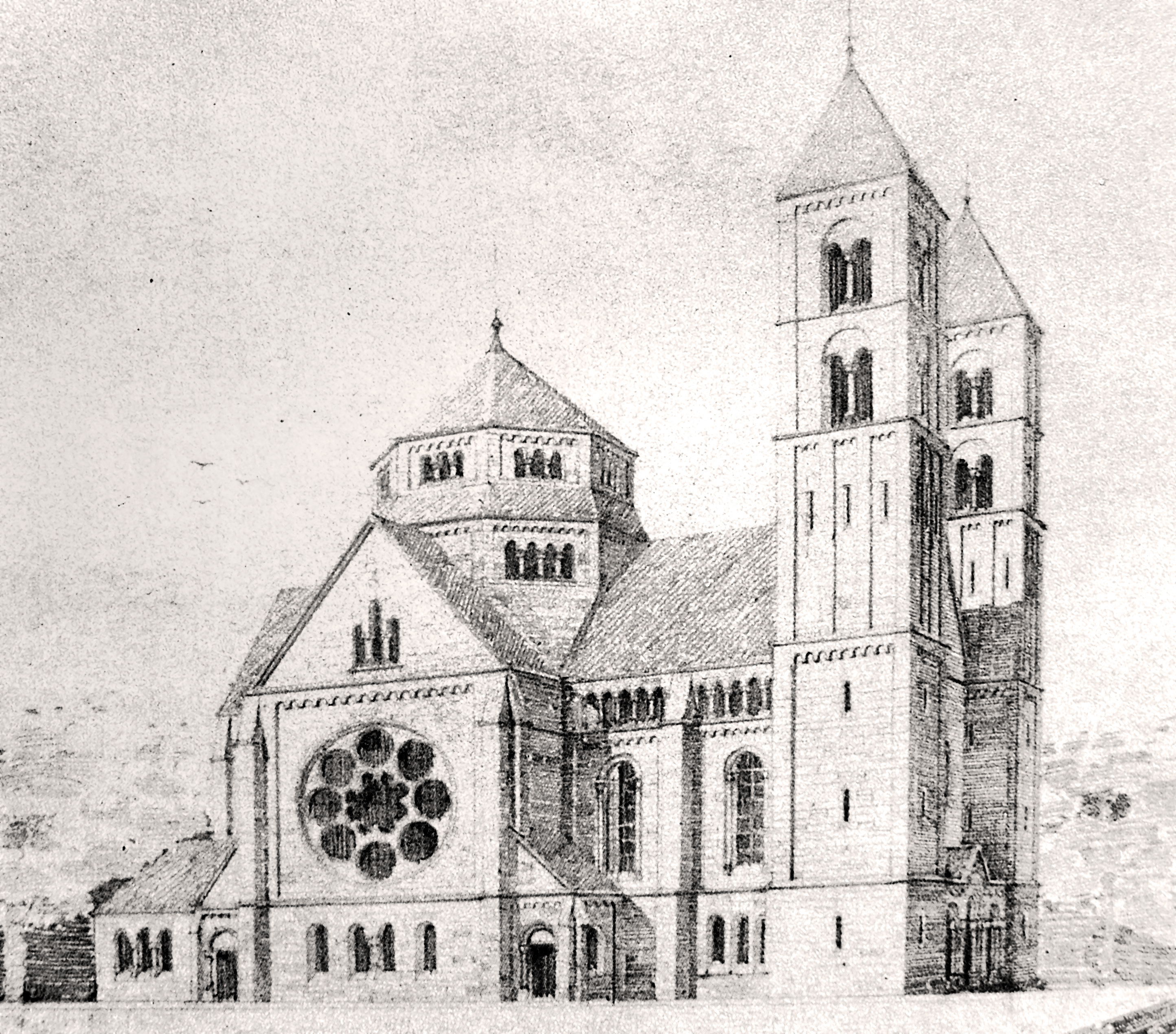
Vorentwurf zur evangelischen Stadtkirche Metz, mögliches Vorbild zum Vierungsturm des Saardomes

Die Vierung wird von einem Vierungsturm bekrönt, der auch die doppeltürmige (asymmetrische) Fassade mit ihrer Rosette prägt. Der oktogonale Vierungsturm verfügt über eine Zwerggalerie, die im Architekturraum des Rheinlandes öfter zu finden ist. Der Vierungsturm von Hl. Sakrament ist in seinem unteren Teil mit dem der Kirche St. Aposteln in Köln (11.–13. Jahrhundert) vergleichbar.
In seiner kompletten Gestaltung entspricht der Vierungsturm des Saardomes nahezu vollständig dem geplanten Vierungsturm des neoromanischen Vorentwurfs (Plan I) zur evangelischen Stadtkirche in Metz (heute Temple Neuf), die der Metzer Stadtbaumeister Conrad Wahn 1898/1899 entworfen hatte. Jedoch musste Wahn nach dem persönlichen Eingreifen Kaiser Wilhelms II. in die Planung den ursprünglichen Entwurf stark überarbeiten. Dabei wurde der Metzer Vierungsturm zum dominierenden Baukörper mit stadtbildprägender Wirkung umgestaltet (Umsetzung 1901–1904). Das Vormodell des Metzer Vierungsturmes modifizierte Architekt Marx beim Saardom dahingehend, dass zur Begehbarmachung der Kuppel Treppentürme hinzugefügt wurden.

### Querschiffe und Langschiff

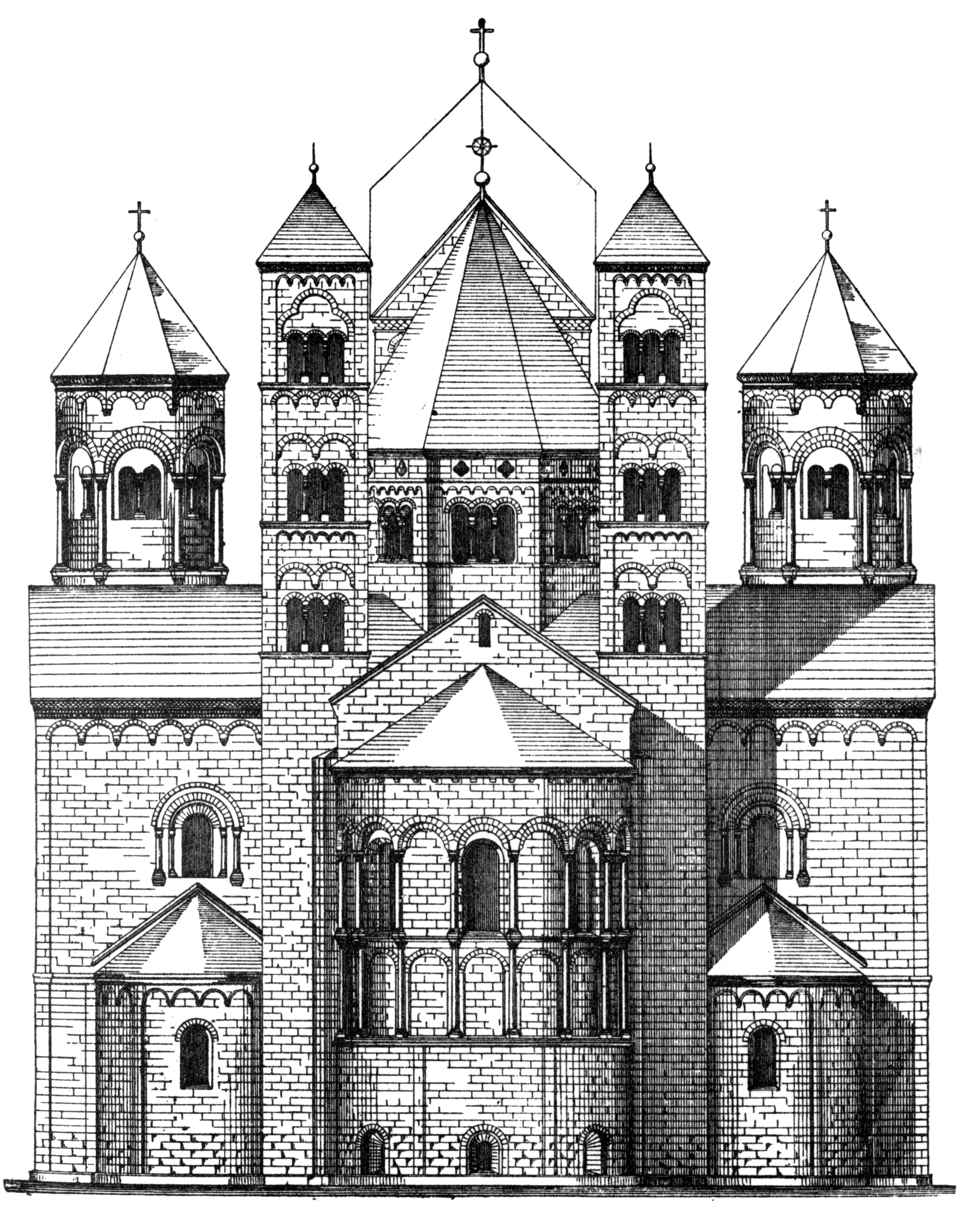
Zweizonige Blendarkadengliederung der Apsis der Abteikirche Maria Laach, Vorbild der Innengliederung der Saardom-Querhäuser

Auch die Arme der Querschiffe und der Chor schließen außen mit einer Zwerggalerie ab. Die Form des offenen Arkadengangs gehört zu den wenigen gliedernden Schmuckelementen des klar strukturierten Baugefüges. Ebenso die kräftigen Pilaster, die die Fensterachsen von Mittelschiff und Seitenschiffen markieren und an Apsis und Querschiffarmen wiederkehren. Das Querschiff zitiert außen detailgetreu die romanische Apsis des St. Simeons-Stiftes an der Porta Nigra in Trier. Die Dreikonchenform des Dillinger Saardomes scheint von der Kölner Kirche St. Maria im Kapitol (11. Jahrhundert) abgeleitet zu sein. Die innere Wandgliederung der beiden Querhäuser des Saardomes scheint sich mit ihren zweizonigen Blendarkaden stark an die Gestaltung der Außenseite der Apsis der Abteikirche Maria Laach anzulehnen.

### Doppelturmfassade

#### Turmfreigeschosse
Die Doppelturmfassade orientiert sich an spätromanischen, gotischen und historistischen Motivvorlagen. Dabei ist der linke Turm größer als der rechte. Damit versuchte der Architekt Peter Marx, der Fassade in der Art eines „historischen Zeitraffers“ ein über Jahrhunderte gewachsenes Erscheinungsbild ähnlich einer mittelalterlichen Kathedrale zu geben, bei der die ausufernde Bauzeit zu verschiedenen Ausformungen der Türme führte.
Die Freigeschosse der Türme verjüngen sich nach oben. Darüber erheben sich runde Ecktürmchen, die entweder offene oder vorgeblendete Säulenarkaden vorweisen. Der linke Turm schließt mit einem oktogonalen Helm ab, der mit Giebelgauben bereichert ist. Der rechte Turm verfügt über kleine gemauerte Giebel. Die Mittelfront des Langhauses schiebt sich vor die Türme und ist von achteckigen Flankentürmchen begleitet, die die Turmtreppen aufnehmen. Die Orientierung an historischen Stilvorgaben nimmt hinsichtlich der aufwändigen Durchbildung der oberen Turmgeschosse konkrete Formen an. So lassen sich deutliche Bezüge zur französischen Sakralbaukunst der romanischen bzw. frühgotischen Epoche, speziell zu den Kathedralen von Laon (1155–1235) und Reims (13.–15. Jahrhundert) herstellen. Die Turmspitzen kommen den Bekrönungen der Domtürme von Naumburg (13. Jahrhundert) und Bamberg (13. Jahrhundert) gleich. Als noch früheres Turmvorbild innerhalb der Epoche der Romanik könnte für die Turmgestaltung des Saardomes mit Giebelgauben und Ecktürmchen der spätromanische Vierungskuppelturm (Torre del Gallo) der Catedral Vieja de Santa María del Asedio in Salamanca angeführt werden. Er wurde um 1150 begonnen und ist mit seinen schmalen Maueröffnungen mit gestelzten Rundbögen beispielhaft für den Formenreichtum der Übergangszeit von der Romanik zur Frühgotik. Ein weiteres Vorbild der Freigeschosse des Saardomes könnten ebenfalls die oberen Stockwerke des Glockenturms der Kirche Santa Maria dell’Ammiraglio in Palermo sein.

#### Polygonvorhalle

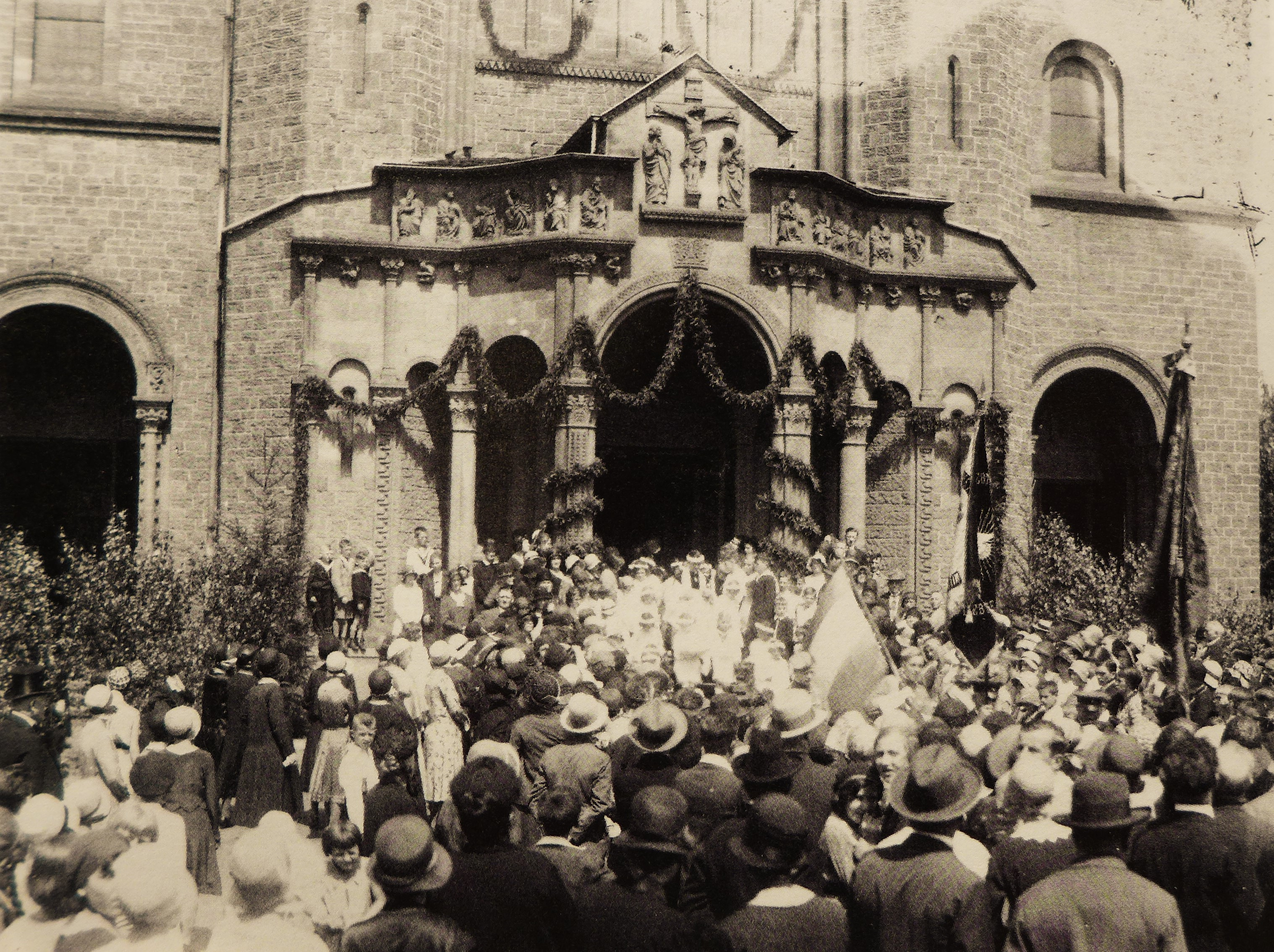
Ursprüngliche Portalvorhalle der Kirche vor der Zerstörung im Zweiten Weltkrieg und der Neugestaltung durch Günther Maas

Die polygonale Vorhalle des Saardoms, wie auch die ganze Mittelfront des Langhauses transponiert das einige Jahre zuvor durch den Metzer Dombaumeister Paul Tornow im Auftrag Kaiser Wilhelms II. errichtete neogotische Westportal (errichtet 1900–1903) des Metzer Domes (Portikus, Maßwerkrose, Galerie, Mittelschiffgiebel) mit den beiden sich dahinter erhebenden gotischen Domtürmen beim Saardom ins Neoromanische. Der Architekt zitiert dabei die offizielle wilhelminische Staatsarchitektur, denn die Metzer Domfassadengestaltung war von Kaiser Wilhelm II. persönlich geprüft und genehmigt worden.

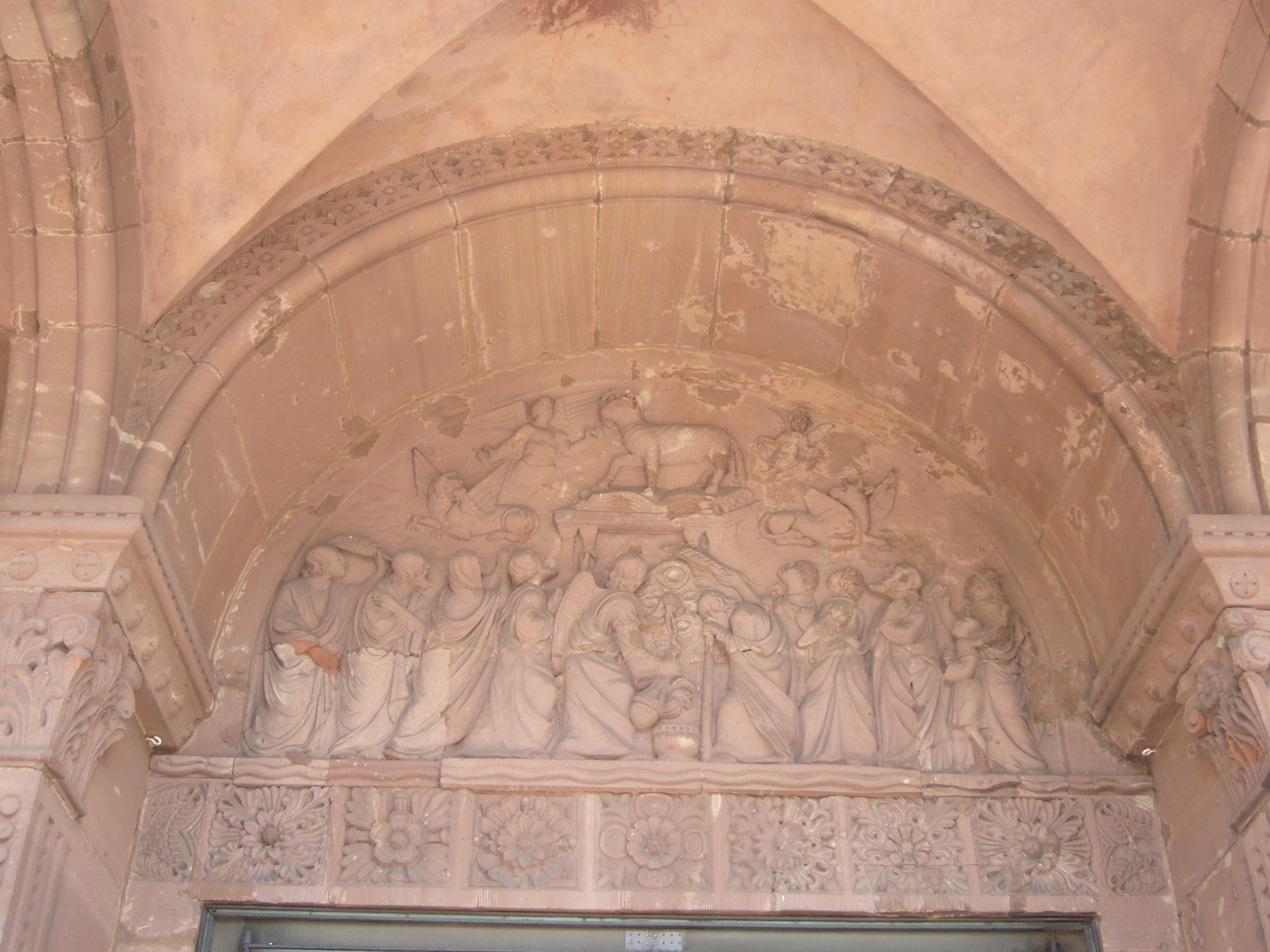
Portalrelief, Die Anbetung des Lammes auf dem Buch mit den sieben Siegeln

Die polygonale Vorhalle am Hauptportal des Saardomes erinnert an den Lettner der Marienkirche (Gelnhausen) aus dem 13. Jahrhundert und weist große Ähnlichkeit mit der neogotischen Vorhalle der Schauseite der Metzer Kathedrale auf (wobei Peter Marx das neogotische Tornowsche Vorbild in Metz quasi ins Romanische rücktransponiert).
Die figürlichen Bildhauerarbeiten in Sandstein, sowohl außen als auch innen, führte die Trierer Werkstatt des aus Brügge stammenden belgischen Bildhauers Gustave Arthure Sobry (dt. Gustav Sobry) aus. Sobry (* 1853) hatte sich nach der Ausbildung zum Bildhauer an der Akademie Antwerpen und Stationen in Düsseldorf (1884), Linz (1885) und ab dem Jahr 1887 wieder in Düsseldorf im Bistum Trier einen Namen gemacht, als er in den Jahren 1896 bis 1906 im Trierer Dom im Rahmen der historistischen Domrenovierung sämtliche Grabdenkmäler, Monumente und die steinerne Kanzel einer gründlichen Sanierung unterzog und auch die bildhauerischen Restaurierungsarbeiten in der Trierer Liebfrauenkirche sowie der Gervasiuskirche (im Zweiten Weltkrieg zerstört) leitete.
Nach ihrer teilweisen Zerstörung im Zweiten Weltkrieg weist die Vorhalle des Saardomes nach ihrer Neugestaltung (1946–1950) durch den Künstler Günther Maas aus Saarbrücken wieder reichen Bildschmuck auf.
Die über dem mittleren Bogen dargestellte Kreuzigung Jesu wird flankiert durch Darstellungen der triumphierenden Ecclesia und der blinden Synagoge (→ Ecclesia und Synagoge) sowie biblischen Personen (rechts: die vier Evangelisten Markus, Matthäus, Lukas, Johannes; links: Mose, David, Jesaja, Jeremia).
Nach einer mittelalterlichen Deutung stellt die Ecclesia das neutestamentliche Evangelium und die Synagoge das alttestamentliche Gesetz dar. Das Figurenpaar von Ecclesia und Synagoge flankiert die Darstellung Jesu am Kreuz im Zentralrelief und die des apokalyptischen Lammes im Bogenfeld. Das Kirchenportal wird dadurch ikonographisch als Tür des Himmels bzw. des Heiles gekennzeichnet. Unter Bezugnahme auf das jesuanische Gleichnis von den klugen und törichten Jungfrauen (Matthäus 25,1–13 ) sind die beiden Frauengestalten dabei als „Bräute Christi“ zu deuten. Während die Ekklesia auf das himmlische Hochzeitsmahl vorbereitet erscheint, wendet sich die Synagoge in blindem Unverständnis ab. Wenn auch blind für das christliche Heilsgeschehen, so wird nach neutestamentlichem Verständnis der aus christlicher Sicht wahre Messias am Ende der Welt schließlich den Schleier von den Augen der Synagoge, der Allegorie des von Gott erwählten Volkes (Dtn 7,6–9 ), entfernen, um sie ebenfalls zum Heil zu führen (Röm 11,1–36 ).
Vor der kriegsbedingten Zerstörung sah man als Bildwerke der Vorhalle auf der einen Seite Vertreter des Alten Bundes: Aaron (als Führer des Gottesvolkes und Hoherpriester) und die alttestamentlichen Propheten Jesaja, Jeremia, Ezechiel, Daniel (als Verkünder des verheißenen Messias):
- Jesaja sah nach dem Zeugnis der Bibel Gott im Allerheiligsten umgeben von sechsflügeligen Seraphim, die dessen Heiligkeit verkünden (Jes 6,1–3 EU). Er prophezeit die Verheißung der jungfräulichen Geburt des Messias (Jes 7,14 EU) als Nachkommen Davids und kündigt den Sühnetod des Messias an (Jes 52,13–15 EU bis Jes 53,1–12 EU).
- Jeremia hebt sich besonders durch seine Lehre vom neuen Bund des Friedens und der Gerechtigkeit hervor und kündigt den Messias aus dem Hause Davids an (Jer 23,1–8 EU). In der Passion des Lebens des Jeremia und dessen Unterwerfung unter den Dienst Gottes prophezeit sich für christliche Theologen im Sinne der Präfigurationstheologie das Schicksal Jesu Christi (Jer 11,19 EU). Der Vers „Ihr alle, die ihr des Weges zieht, schaut doch und seht, ob ein Schmerz ist wie mein Schmerz, den man mir angetan hat.“ aus den Klageliedern Jeremias (Klgl 1,12 EU) wird traditionell als Hinweis auf das Leiden und Sterben Jesu gesehen.
- Ezechiels Gottesvision mit dem Tetramorph (Viergestalt) (Hes 1,4–28 EU) wurde von dem Autor der neutestamentlichen Apokalypse übernommen. Ezechiels Ankündigung des Messias als „Guter Hirt“ wird von christlichen Theologen auf Jesus hin gedeutet (Hes 34,1–31 EU). Der in (Hes 47,1 ff EU) beschriebene unter der rechten Seite des Jerusalemer Tempels hervorquellende Strom der göttlichen Gnade  wird in der kirchlichen Präfigurationstheologie als alttestamentliche Vorausdeutung des Erlösungstodes Jesu am Kreuz verstanden. Dementsprechend ist auf Darstellungen des Gekreuzigten stets die im Johannesevangelium (Joh 19,33–37 EU) beschriebene Seitenwunde Christi, aus der Blut und Wasser herauslaufen, auf der rechten Seite Jesu – also nicht auf der Herzseite – zu sehen, obwohl der Text des Johannesevangeliums keine spezifische Seite nennt.
- Daniel verkündete, dass das Reich des Messias alle Völker umfassen und ohne Ende sein würde. Es sei ein Reich der Heiligen (Dan 7,13–18 EU, Dan 3,33 EU, Dan 4,31 EU).

Die gezeigten alttestamentlichen Propheten Jesaja, Jeremia, Ezechiel und Daniel erlitten nach biblischer oder legendarischer Überlieferung jeweils Verfolgung bzw. den Märtyrertod für die Verbreitung der Botschaft Gottes: Jesaja soll von König Manasse zersägt, Jeremia gesteinigt, Ezechiel gevierteilt und Daniel in eine Löwengrube geworfen worden sein. Somit dienten sie im Sinne der Präfigurationstheologie innerhalb der Reliefkomposition ebenfalls als Vorläufer des gekreuzigten Gottessohnes.
Den alttestamentlichen Propheten korrespondierten auf der anderen Seite Vertreter des Neuen Bundes: Petrus (als Führer der pilgernden Kirche und als erster Papst) sowie die abendländischen Kirchenväter Ambrosius, Augustinus, Hieronymus, Gregor der Große und der sogenannte „Apostel der Deutschen“, der heilige Bonifatius (als Verkünder Jesu Christi bei den Heiden).
Der Bildhauer Günter Maas modifizierte beim Wiederaufbau der Vorhalle nach den Zerstörungen des Zweiten Weltkrieges das theologische Programm nach den Vorgaben von Pfarrer Josef Goergen (Amtszeit 1946 bis 1947). Sämtliche Vertreter des alttestamentlichen Hohepriestertums sowie der Kirche wurden aus dem Bildprogramm entfernt und durch die Evangelisten ersetzt. Ezechiels und Daniels Charakterisierungen des guten Messias passten nicht mehr ins neue theologische Konzept. Eine Konstante zum ursprünglichen Bildprogramm bilden lediglich Jesaja und Jeremia. Die Darstellungen von Aaron, Ezechiel und Daniel wurden ersetzt durch die Reliefs von Mose und David. Deren Bezug zum dargestellten Zentralbild der Kreuzigung Jesu kann folgendermaßen gedeutet werden:
- Mose: In der mosaischen Satzung des Pessach (Ex 12,43–49 EU) steht zur Zubereitung des Paschalammes: „Ihr sollt kein Bein [d.h. keinen Knochen] an ihm [d.h. an dem Passahlamm] zerbrechen.“ In der christlichen Tradition deutete man das Pessachmahl als Hinweis auf Christus als neuem Paschalamm  (1 Kor 5,7 EU). Das Johannesevangelium (Joh 19,36 EU) macht deutlich, dass dieser Vers am Kreuz von Golgatha eine wörtliche Erfüllung gefunden habe. Als die Soldaten zu dem Kreuz in der Mitte kamen, um Jesus die Beine zu zerbrechen, weil dadurch das Sterben beschleunigt würde, war Jesus bereits gestorben, und sie unterließen die geplante Handlung. Ebenso wird Psalm 34 (Ps 34,21 EU) in der christlichen Tradition gedeutet.

Nach dem Auszug aus Ägypten richtet Mose als Anführer der Israeliten eine Eherne Schlange an einem (Kreuz-)Stab auf, um der Strafe Gottes zu entgehen (Num 21,6–9 ). Die Heilung derer, die die Schlange anblickten, wird zu den Heilstaten Gottes gezählt (vgl. Dtn 8,15 ). Die Weisheitsliteratur spricht davon, dass Gott seinem Volk damit ein „rettendes Zeichen“ gegeben habe (Weish 16,5–11 ). Die Geschichte von der Schlange wird im Neuen Testament aufgegriffen, als Jesus mit Nikodemus spricht und dabei die Geschichte als Analogie verwendet (Joh 3,14–15 ): „Und wie Mose die Schlange in der Wüste erhöht hat, so muss der Menschensohn erhöht werden, damit jeder, der (an ihn) glaubt, in ihm das ewige Leben hat.“ Die Heilung, welche die Israeliten durch den Blick auf die Schlange fanden, steht bildhaft für das Heil, das Jesus durch seinen Tod am Kreuz, also ebenso „erhöht“ an einem Holz hängend, erwirkt hat. Der Gläubige erfährt Heilung, wenn er auf den Gekreuzigten blickt wie die Israeliten auf die Schlange.
- David: Im Psalm (Ps 22 EU) – nach der Überlieferung ist David der Schöpfer der Davidpsalmen – wird nach kirchlicher Tradition das Leiden des Messias beschrieben: Die Verlassenheit am Kreuz (V. 2), der Spott und Hohn seiner Feinden (V. 7–9), sein Tod durch Kreuzigung (V. 17) sowie die Verteilung seiner Kleider (V. 19).

Manfred Kostka meint diesbezüglich, dass durch die neue Wahl der dargestellten Personen die Zusammengehörigkeit der beiden Testamente stärker herausgestellt wird, als dies Gustav Sobry in der Erstfassung der Reliefs getan hätte. Das gesamte theologische Programm ist in der Neukonzeption des Baldachins nun auf das Leiden des Messias bezogen. Ganz im Sinne der Präfigurationstheologie deuten die alttestamtentlichen Vertreter in verhüllter Form darauf hin, was die Evangelisten (enthüllend) verkünden.
Im Tympanon des Hauptportals ist die in der Offenbarung des Johannes (Offb 5,6–14 ) beschriebene Anbetung des Lammes, das gerade das Buch mit den sieben Siegeln öffnet, zu sehen. Dem entspricht die Gestaltung der Türflügel darunter mit den Buchstaben XP (Christusmonogramm) und den Buchstaben Alpha und Omega. Jesus Christus selbst soll dem Eintretenden als Tor zum himmlischen Jerusalem und als Tür zum ewigen Leben dargestellt werden.

#### Turmportale

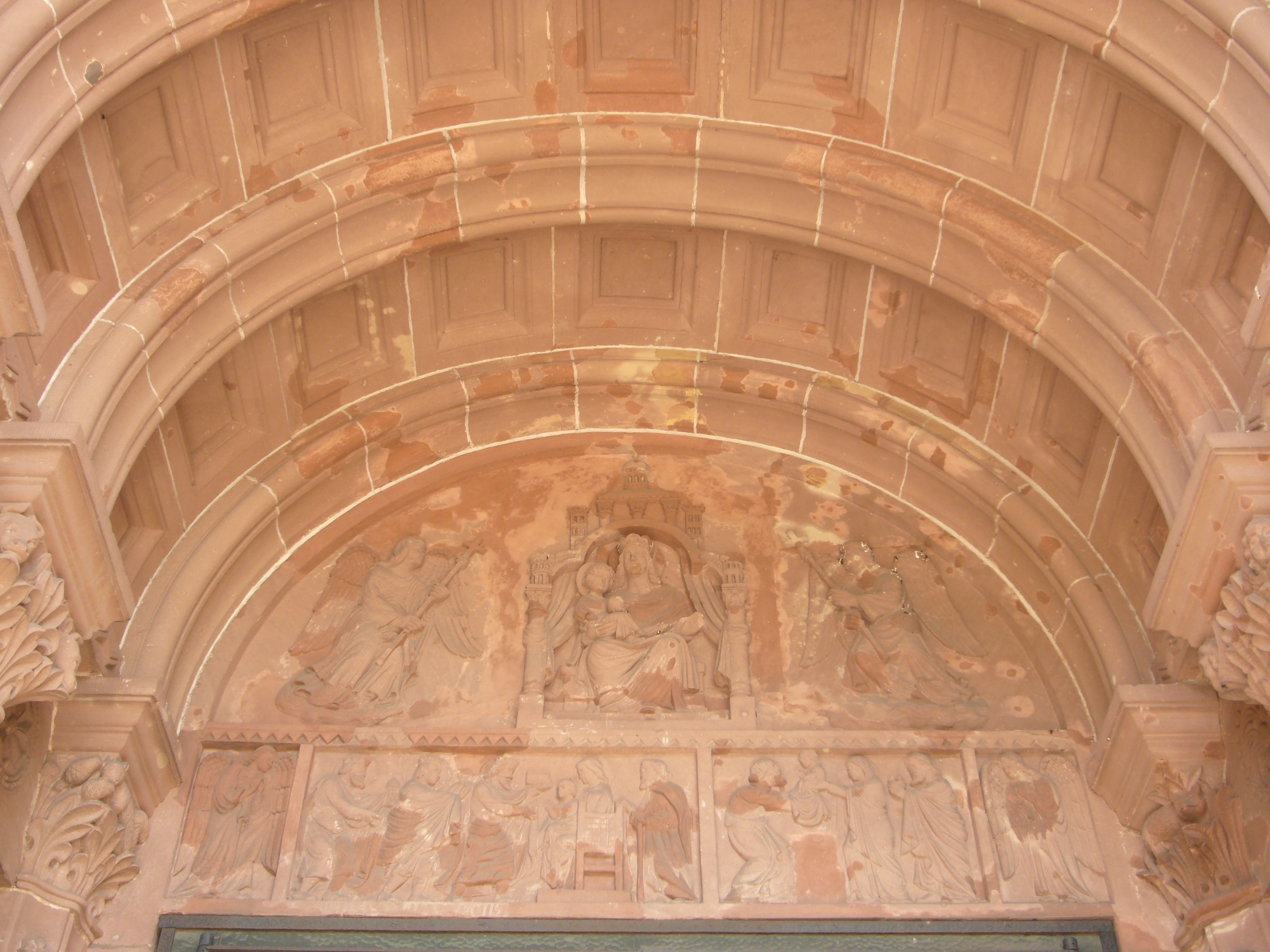
Seitenportalrelief, Die Jungfrau Maria mit dem Jesuskind und Marienleben

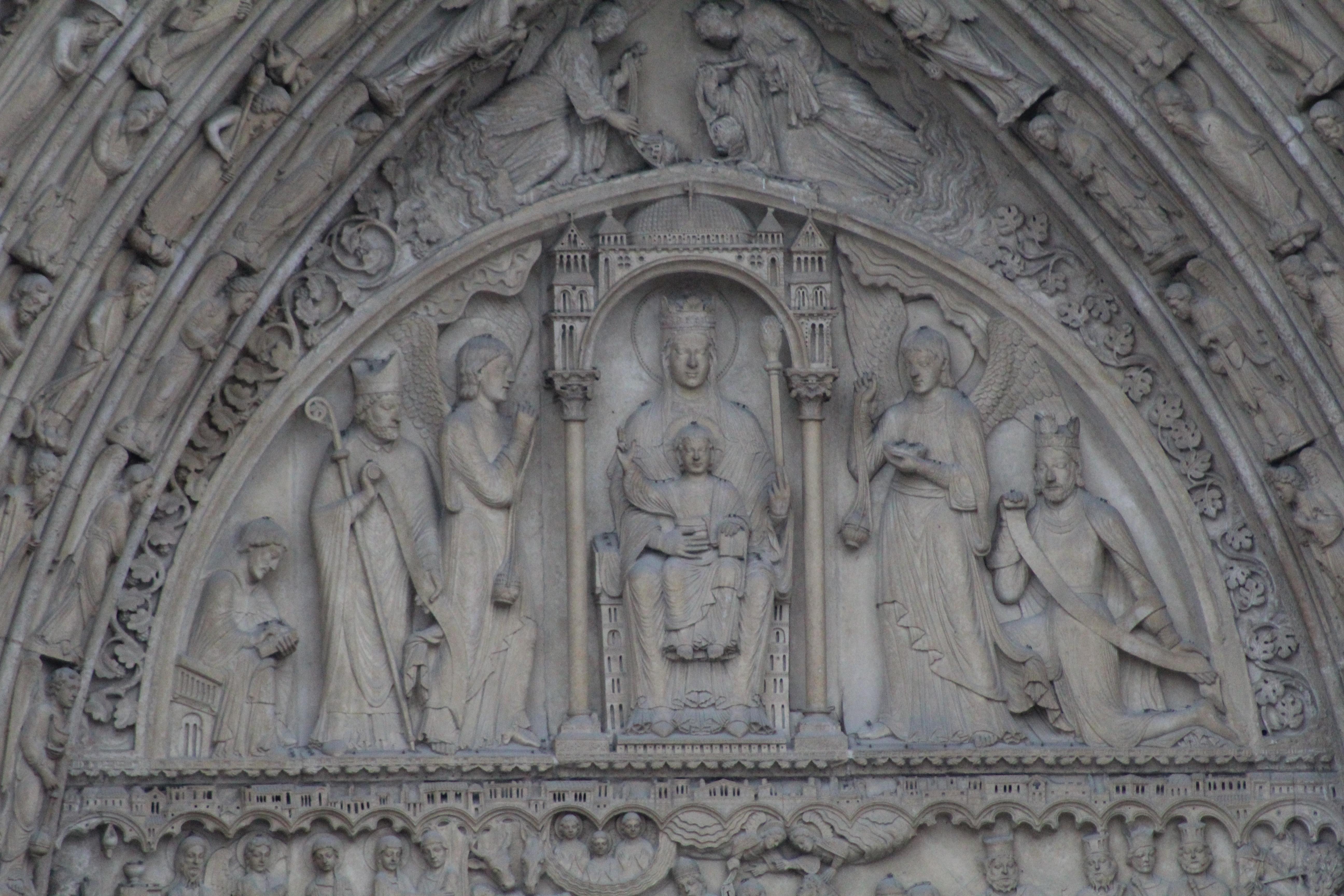
Annenportal, Kathedrale Notre-Dame de Paris

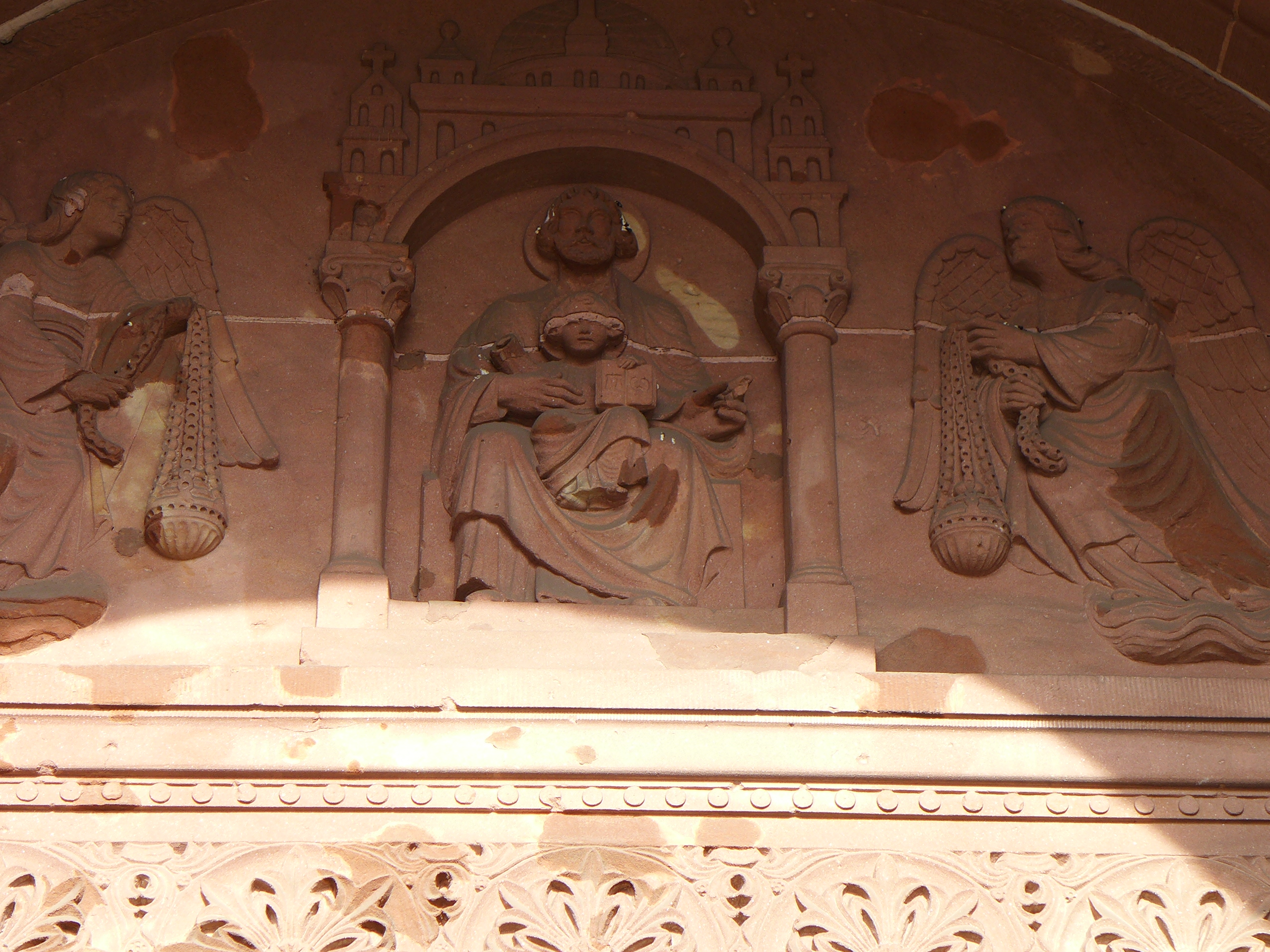
Relief am Josefsportal

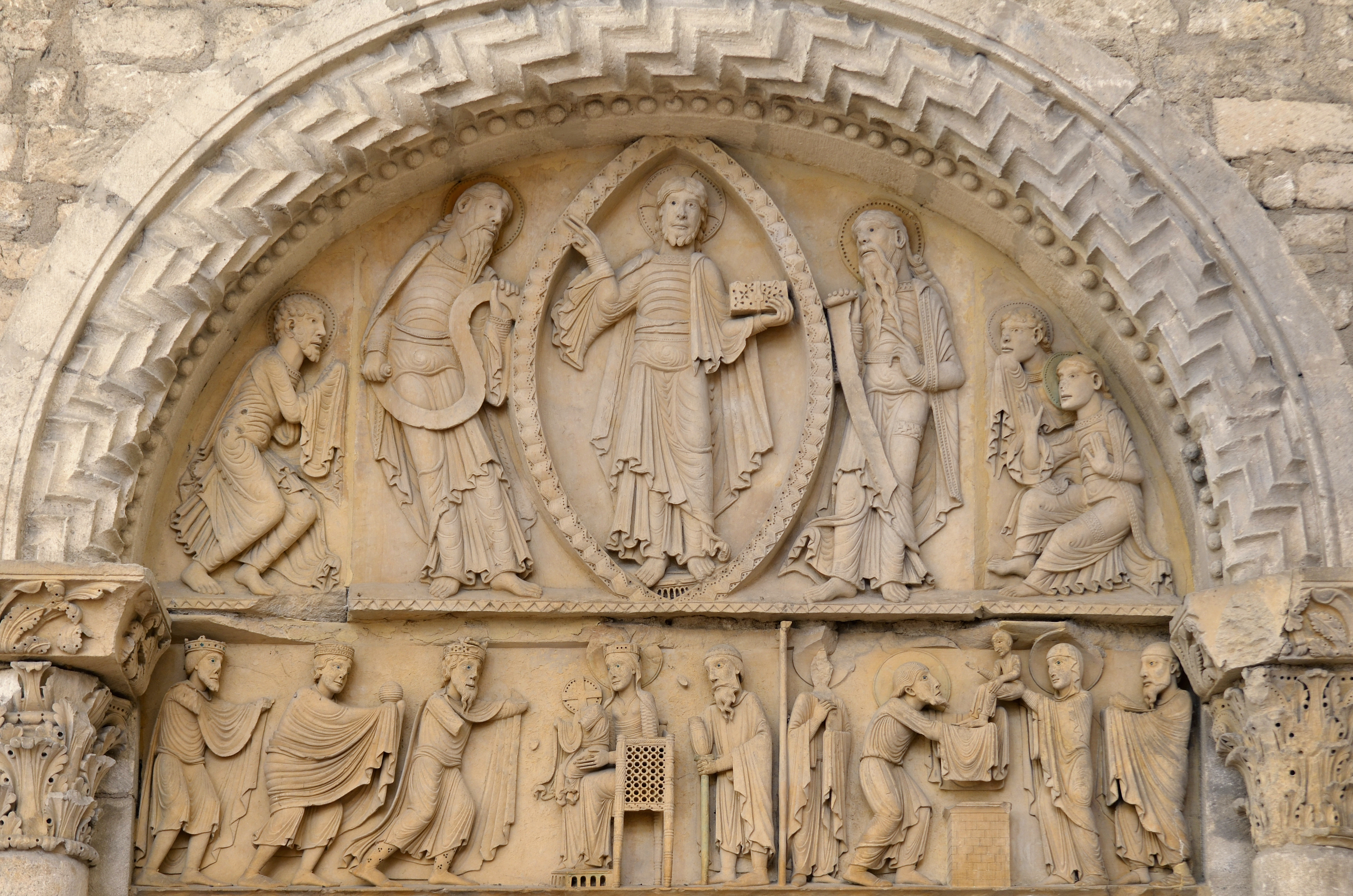
La Charité-sur-Loire, Bogenfeld der Kirche Notre-Dame mit der Anbetung des Jesuskindes durch die heiligen drei Könige sowie der Darstellung Jesu im Tempel

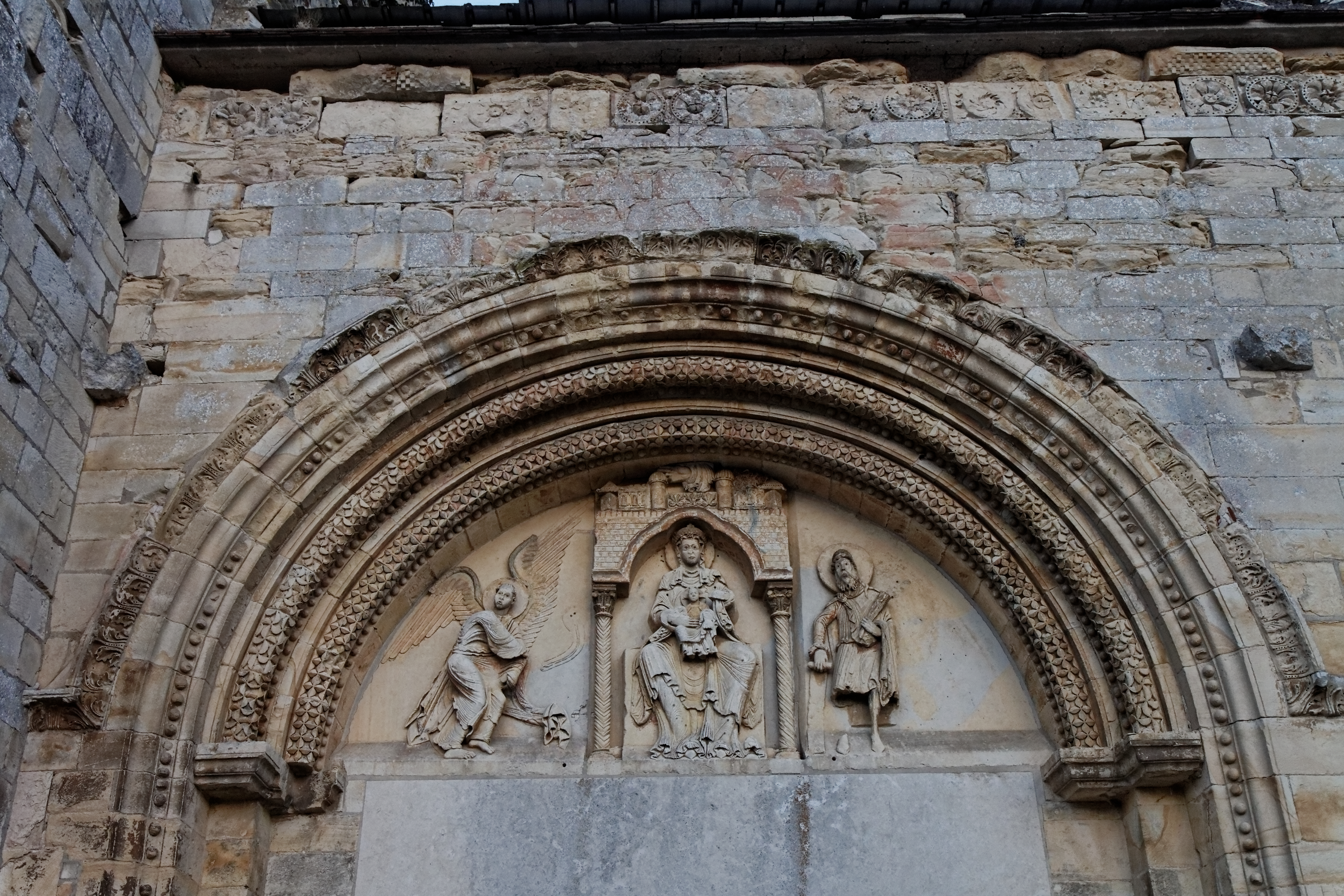
Donzy, Kirche Notre-Dame du Pré, Bogenfeld

Die beiden Turmportale sind ebenfalls reich mit Bildhauerarbeiten ausgestalteten. Im Westturmportal (linkes Portal) ist die Gottesmutter mit dem Jesuskind auf dem Schoß unter einem türmchengeschmückten Baldachin mit panneauxumschlungenen Säulen – von anbetenden Engeln mit Kreuzstäben flankiert – als Sedes sapientiae zu sehen. Im darunterliegenden Türsturz sieht man die Anbetung Jesu durch die morgenländischen Weisen (Mt 2,11) und die Prophezeiung des greisen Simeon im Jerusalemer Tempel (Lk 2,27f.). Der Dillinger Türsturz zitiert dabei in fast kopierender Weise den Türsturz der burgundischen Kirche Notre-Dame in La Charité-sur-Loire aus dem 11. Jahrhundert.
Die Gestaltung des Dillinger Marientympanons hat ihr Vorbild im Tympanon des rechten Turmportals der Pariser Kathedrale Notre-Dame. Die einzelnen Elemente des dortigen Bogenfeldes hatte der Kanoniker Stephan von Garlande in den Jahren 1140 bis 1145 für ein Marienportal der ursprünglichen Pariser Kathedrale des 4./5. Jahrhunderts in Auftrag gegeben. Das Portal Garlandes wurde später an der jetzigen gotischen Kathedrale eingebaut, wobei man das Tympanon an die breitete Tür anpassen musste, indem man die romanische Bogenrundung gotisierte und einen zusätzlichen Türsturz anbrachte. Das Pariser Tympanon stellt im oberen Teil die thronende Madonna mit dem Jesuskind dar. Der darunterliegende, ursprüngliche Türsturz zeigt die Kindheit Christi. Weitere Vorbilder der Tympanongestaltung des Dillinger Marienportals mit thronender Madonna mit Kind könnten die Mariendarstellungen des rechten Nordportals der Kathedrale von Reims oder des rechten Hauptportals der Kathedrale von Chartres sein.
Im Ostturmportal (rechtes Turmportal) des Saardomes, wo das Tympanon vom Aufbau her ebenfalls nach dem Pariser, Reimser bzw. Chartreser Vorbild gestaltet ist, flankieren anbetende, weihrauchfassschwingende Engel den heiligen Josef mit dem Jesuskind auf dem Schoß in einem Baldachin, der in romanisierenden Formen die Kuppel des Petersdomes zitiert und somit den heiligen Josef als Schutzpatron der Kirche auszeichnet. Im Türsturz erscheinen stilisierte Lilien als Symbole der ehelichen Keuschheit Josefs. Die Komposition und die Gestaltung der Dillinger Engel mit dem Weihrauchfass sowie der mittlere Baldachin weisen starke Ähnlichkeit mit dem Bogenfeldrelief der Kirche Notre-Dame-du-Pré im burgundischen Donzy auf, das in der Mitte des 12. Jahrhunderts geschaffen wurde.
Die Widmung der Dillinger Turmportale an die Jungfrau Maria (links) und den heiligen Josef (rechts) entspricht der früheren Geschlechtertrennung der Gemeinde beim Gottesdienst: Die Frauen und Mädchen sollten durch das Marienportal zu den Kirchenbänken im linken Seitenschiff vor dem Marienaltar gelangen, die Jungen und Männer durch das Josefsportal ins rechte Seitenschiff mit seinen Kirchenbänken vor dem Josefsaltar und dem Herz-Jesu-Altar.

#### Querschiffeingänge
Über den beiden Eingängen zum Querschiff wird der Eintretende nochmals auf die Heiligkeit des Ortes hingewiesen. So ist über dem Osteingang zu lesen: Vere non est hic aliud nisi domus Dei et porta coeli („Wahrhaftig, hier ist nichts anderes als das Haus Gottes und das Tor des Himmels“, Gen 28,17b ).
Über dem Westeingang des Querschiffes steht in Stein gemeißelt: Quam dilecta tabernacula tua Domine virtutum („Wie liebenswert ist deine Wohnung, Herr der Heerscharen“, Ps 84,2 ). Motive aus der Industrieregion des Saartales bereichern den bildhauerischen Schmuck.

#### Rundbogennische der Turmfassade
Über der Vorhalle weitet sich eine tiefe, blendbogengeschmückte Rundbogennische (ähnlich wie beim Aachener Kaiserdom), die durch ein zwölfspeichiges Rosenfenster durchbrochen ist. Das Radfenster scheint einem bedeutenden Vorbild nachempfunden: Seine Gliederung lässt sich mit derjenigen der Rosette über dem Westportal der Kathedrale von Chartres (1194–1260) vergleichen.
Über der Rundbogennische an der Fassade des Saardomes erhebt sich eine fünfteilige Galerie, die im Mauerwerk der Treppentürmchen in Blendbogen weitergeführt ist. Die architektonische Konstellation von Rundbogennische und darüberliegender Bogengalerie weist Ähnlichkeiten mit dem mittelalterlichen Heiltumstuhl beim Wiener Stephansdom oder den Bogengalerien über den Rundbogennischen der Fassade des Trierer Domes auf. Solche Bogengalerien dienten ab dem Mittelalter der Heiltumsweisung, also der feierliche Zeigung des Reliquienschatzes einer Kirche im Rahmen eines Bußgottesdiensts. Wegen der großen Zahl von Besuchern wurden die Reliquien damals meist außerhalb des Kirchenraums durchgeführt. Sie wurden von einer temporär errichteten Bühne, dem so genannten Heiltumstuhl, oder von dauerhaft am Außenbau der Kirchen angebrachten Balkonen oder Galerien gezeigt. Ein bedeutender Anreiz für die Teilnahme an Heiltumsweisungen stellte die Möglichkeit dar, Ablass zu erwerben. Der Saardom verfügt allerdings über keinen Reliquienschatz. Die damit funktionslose Heiltumsgalerie ist lediglich ein liturgie-architektonisches Element der historistischen Bildungsarchitektur des Saardomes.
Insgesamt ist zu konstatieren, dass der Außenbau des Saardomes teilweise auf die rheinische Spätromanik zurückgreift, während sich der Innenraum an der Romanik der Auvergne (Tonnengewölbe, Kuppel auf Pendentifs, gestelzte Bögen) motivisch orientiert und sich im Grundgefüge an die Architektur der romanischen Merziger Peterskirche anlehnt. Die Kirche hat eine Gesamtlänge (außen) von 61,5 m und eine größte Außenbreite im Bereich der Querschiffe von 33,5 m.

### Innenraum
Durch Hauptportal und innere Vorhalle eintretend, gelangt man in den großzügig angelegten Kirchenraum. Den Raumeindruck bestimmt auch die stattliche Höhe des Mittelschiffs, das seinen oberen Abschluss in einem mächtigen Tonnengewölbe findet. Die das Gewölbe stützenden Strebebögen sind unter den schiefergedeckten Dächern der Seitenschiffe verborgen. Die Doppelpfeiler des Langhauses sind aus Schiffweiler Sandstein gefertigt worden. Sie sind zum Mittelschiff hin gerundet und enden in reich ornamentierten Kapitellen, deren figürliches Zentrum die Seligpreisungen (Mt 5,3–12 ) bilden:
Linke Arkadenreihe vom Eingang zur Apsis:
- die nach Gerechtigkeit Hungernden und Dürstenden (Eremit in einer Felsengrotte)
- die Leidtragenden (Gleichnis vom verlorenen Sohn, Lk 15,11–32 EU)
- die Sanftmütigen (Eremit mit Lämmern)
- die um der Gerechtigkeit willen verfolgt werden (die Steinigung des heiligen Stephanus, Apg 6 EU und Apg 7 EU)

Rechte Arkadenreihe vom Eingang zur Apsis:
- die Barmherzigen (Der barmherzige Samariter, Lk 10,25–37 EU)
- die Friedfertigen (Die Versöhnung von Jakob und Esau, Gen 33 EU, gestaltet als zwei sich versöhnende Ritter)
- die arm sind vor Gott (hl. Franziskus von Assisi mit dem Kreuz)
- die reinen Herzens sind (Verkündigung des Herrn, Lk 1,26–38 EU)

Plastische Tier-, Engel- und Pflanzendarstellungen zieren die Kapitellecken. An den Seiten zeigen die Kapitelle flache Reliefs. Alle Bildhauerarbeiten der Kapitelle sind Werke von Gustav Sobry (Trier).
Die figürlichen Darstellungen in den Kapitellen des Chores zeigen die sieben Sakramente. Dabei werden sechs in den Kapitellen dargestellt (Taufe, Firmung, Krankensalbung, Buße, Priesterweihe, Ehe) und das siebte, das Sakrament der Eucharistie, durch den Hochaltar bzw. den Zelebrationsaltar symbolisiert.

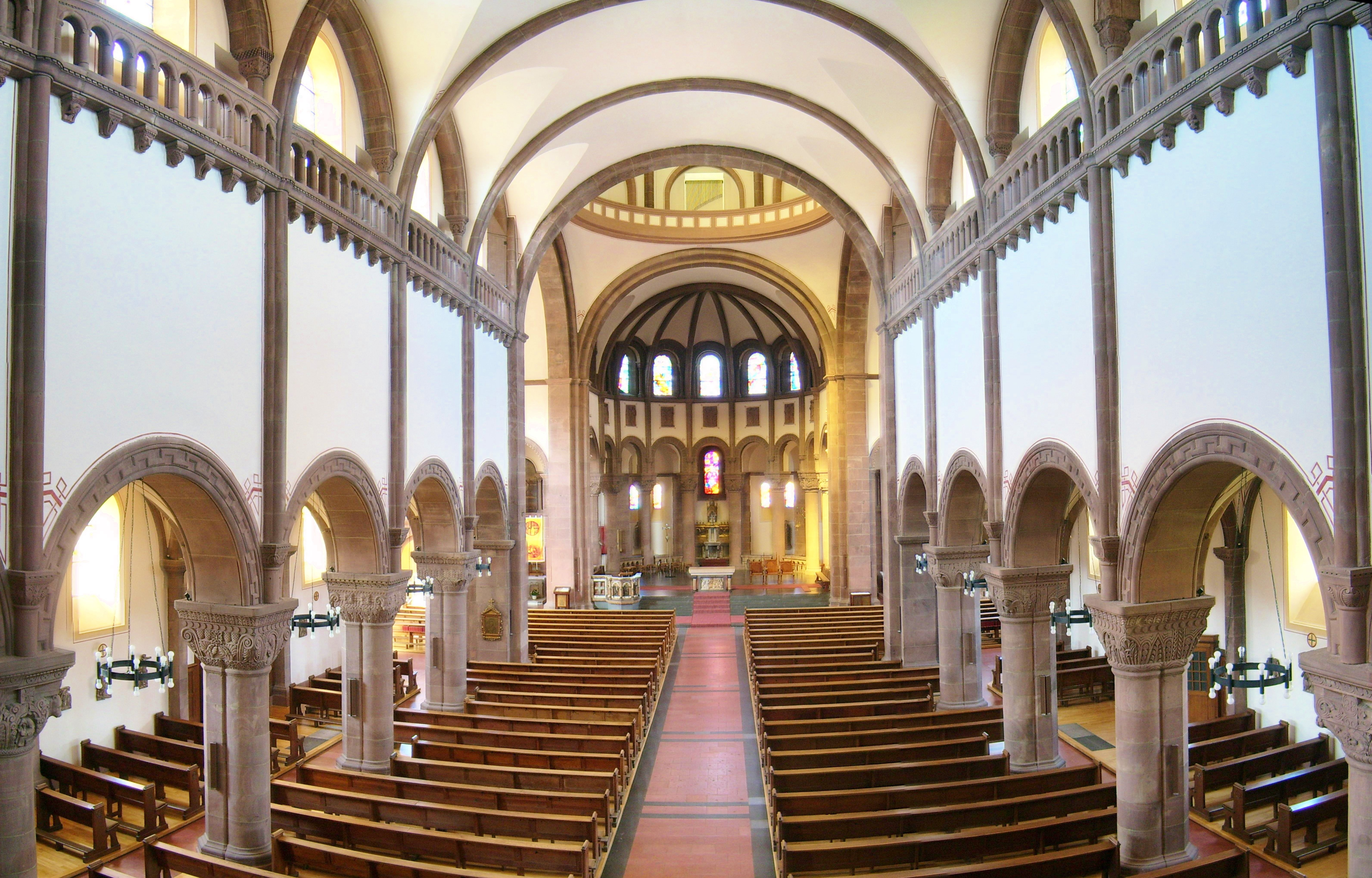
Innenansicht

Über den Kapitellen des Langhauses erheben sich kleine Säulchen, die Dienste tragen. Diese Dienste gehen in der Zone des Obergadens in Gurtbögen über, die das Tonnengewölbe rhythmisieren. Das Tonnengewölbe wird durch Stichkappen aufgehellt. Der Obergaden wird durch eine Balustrade zum schmalen Laufgang gemacht.
Insgesamt besitzen die Mittelschiffwände in Aufbau und Gestaltung auffällige Ähnlichkeit mit denen der Klosterkirche Sainte-Trinité in Caen (11.–13. Jahrhundert, Normandie). Die Wölbung der Seitenschiffe geschieht durch Kreuzgrate. Die Gliederung der Querschiffwände findet sich in ganz ähnlicher Gestaltung in den Kölner Kirchen St. Aposteln und St. Maria im Kapitol. Das durch Halbrunde abschließende Querschiff hat ebenfalls Ähnlichkeit zu der Kölner Kirche St. Maria im Kapitol.
Chorbereich und Apsis sind durch sieben Bögen mit dem Chorumgang verbunden. In der Längsachse schließt der Saardom im Chorumgang in einer geraden Scheitelkapelle, die links und rechts von einer halbrunden Radialkapelle begleitet wird. St-Austremoine (erbaut um 1130–1150) in Issoire sowie Notre-Dame-du-Port in Clermont-Ferrand (12. Jahrhundert) können als die stärksten Vorbilder des inneren Aufbaues des Saardomes und seines Chorhauptes gelten. Die auvergnatische Pyramide besteht bei diesen Vorbildern wie auch beim Saardom aus Apsidialkapellen der Querhausarme, einem Kapellenkranz mit Radialkapellen, einem Chorumgang, dem Hochchor mit Chorapsis und einem Chorjoch, dem sich das Querhaus mit einer Vierung und zwei Querhausarmen unmittelbar anschließt, sowie einem achteckigen Vierungsturm, der mit einem hölzernen Turmhelm in Form einer achteckigen Pyramide bekrönt ist.
Auf den Säulen der Saardom-Apsis ruhen gestelzte Bögen. Darüber, in den Relieftafeln an der Chorhochwand, tritt Jesus als Lehrer auf, der seinen Jüngern das Evangelium darlegt.
Auf den Chorkapitellen stehen kleinere Säulen, die in die Rippen des Apsisgewölbes übergehen. Das Apsisgewölbe ist von sieben Rundbogenfenstern beleuchtet. Im Übergang zum Querschiff erweitert sich der Chorumgang zu quadratischen Kapellen, die zum Querschiff und zum Chor geöffnet sind. Die Querhausarme verfügen über jeweils fünf Fenster und sind durch Blendbögen auf Pfeilern und Säulen gegliedert.
Der sich über der Vierung erhebende, auf Pendentifs ruhende, achteckige Vierungsturm ist kreuzgratgewölbt und ist mit Blendbögen und Biforien und Balustraden geschmückt. Durch gelb getönte Fenster einfallende Strahlen erfüllen diesen mit einem warmen, verhaltenen Licht.

## Geschichte

### Chronologische Kurzübersicht
- 1890–1907: erste Planungen, unter Pfarrer Johann Peter Hillen
- 1898: Dillinger Hüttenwerke spenden den finanziellen Grundstock für den Neubau einer Kirche
- 1905: Die Gemeinde Dillingen stellt einen Bauplatz in der Gemarkung „Nachtweide“ zur Verfügung
- 1906: erster Bauplan, unter Architekt Wilhelm Hector
- 1907: (17. November) Pfarrer Mathias Joseph Prior gründet einen Kirchbauverein
- 1908/1909: neuer Bauplan, von Architekt Peter Marx
- 1910: (21. August) Erster Spatenstich
- 1911: (28. Mai) Grundsteinlegung, durch Bischof Michael Felix Korum, Vergabe des Patroziniums vom allerheiligsten Sakrament
- 1913: (25. April) Konsekration, durch Bischof Michael Felix Korum
- 1917: fünf Bronzeglocken werden zu Kriegszwecken eingeschmolzen
- 1924: Anschaffung von vier neuen Gussstahlglocken
- 1944/1945: starke Zerstörungen durch Kriegseinwirkungen
- 1946–1953: Wiederaufbau, unter Pfarrer Josef Goergen und Pfarrer Alois Winkel
- 1968/1969: Umgestaltung des Chorraumes nach der Liturgiereform, unter Pfarrer Arthur Nikolas
- 1973/1974: Innenrenovierung und Anschaffung einer elektronischen Orgel, unter Pfarrer Thomas Kopp
- 1984: Wiedergründung eines Kirchbauvereins, durch Pfarrer Warnfried Bartmann
- 1985–1991: Sanierungsmaßnahmen an Heizung, Dach und Mauerwerk, unter Pfarrer Warnfried Bartmann
- 1992: Restaurierung aller Altäre und Statuen, unter Pfarrer Warnfried Bartmann
- 1996: Anschaffung der Pfeifenorgel aus dem Kölner Gürzenich und deren Um- und Einbau im Saardom, unter Pfarrer Warnfried Bartmann
- 2001–2002: Sanierung des Ostturms, unter Pfarrer Ottmar Dillenburg
- 2003–2004: Innenrenovierung, unter Pfarrer Ottmar Dillenburg
- 2005–2006: Außensanierung, unter Pfarrer Ottmar Dillenburg
- 2010: Jubiläum „100 Jahre erster Spatenstich“
- 2011: Jubiläum „100 Jahre Grundsteinlegung“
- 2013: Jubiläum „100 Jahre Konsekration“[23]

### Volksmissionen
Volksmissionen zur Intensivierung des Glaubenslebens der Pfarrangehörigen fanden im Saardom laut den Inschriften des Missionskreuzes unter der Empore in den Jahren 1921, 1927, 1952, 1962 und 1987 statt.

### Planungen

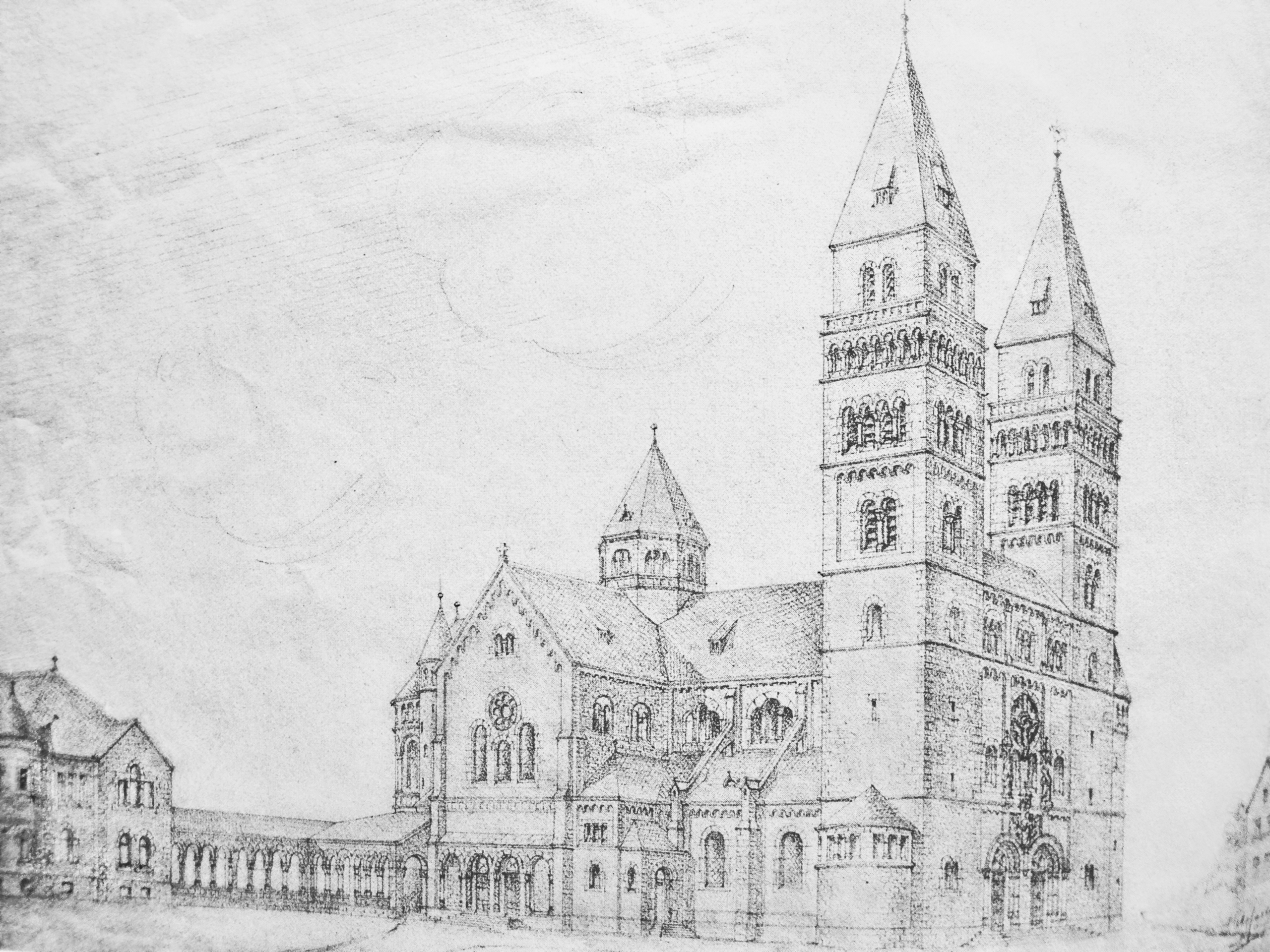
Entwurf des Architekten Wilhelm Hector zum Neubau des Saardomes aus dem Jahr 1906

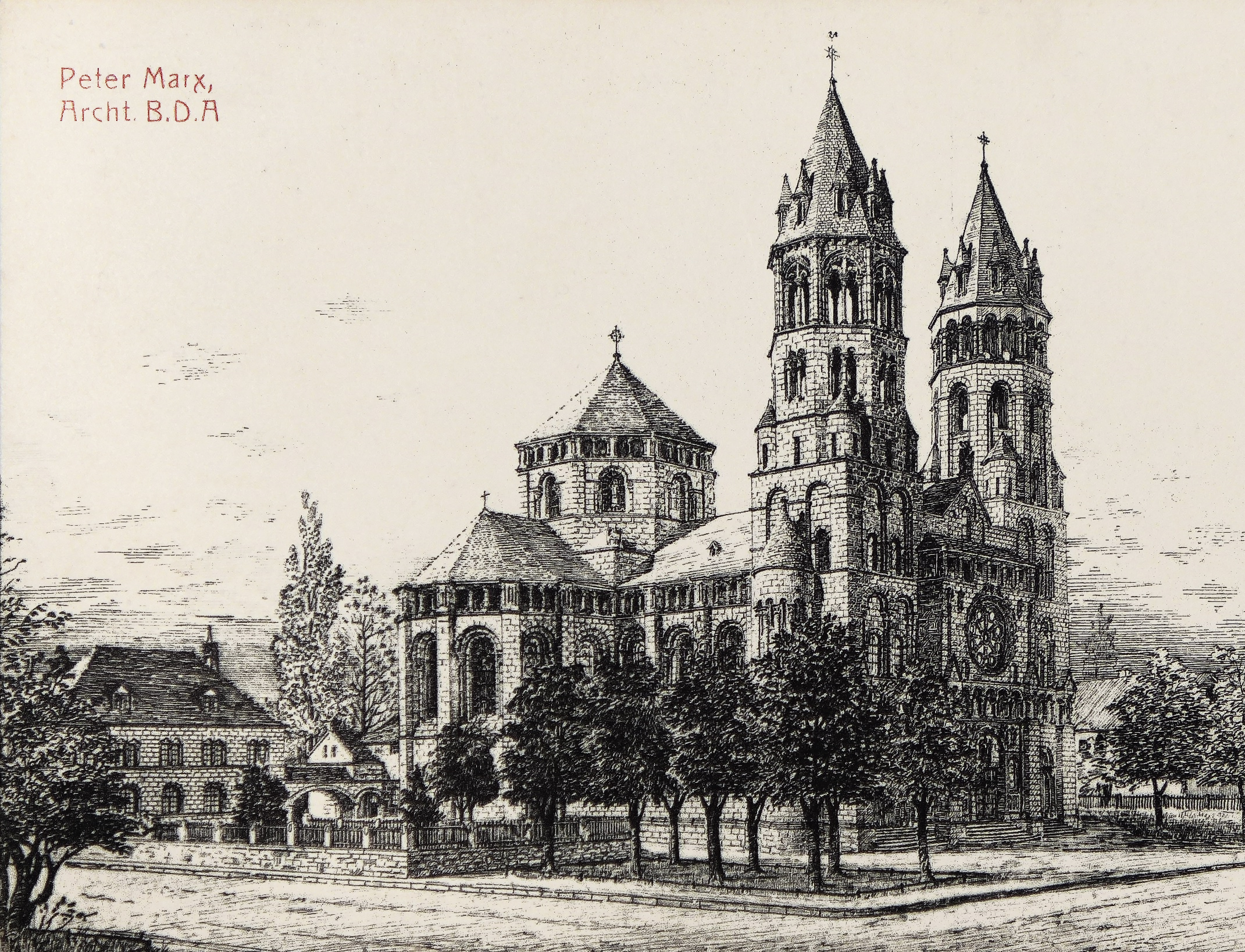
Entwurfszeichnung von Peter Marx, 1911

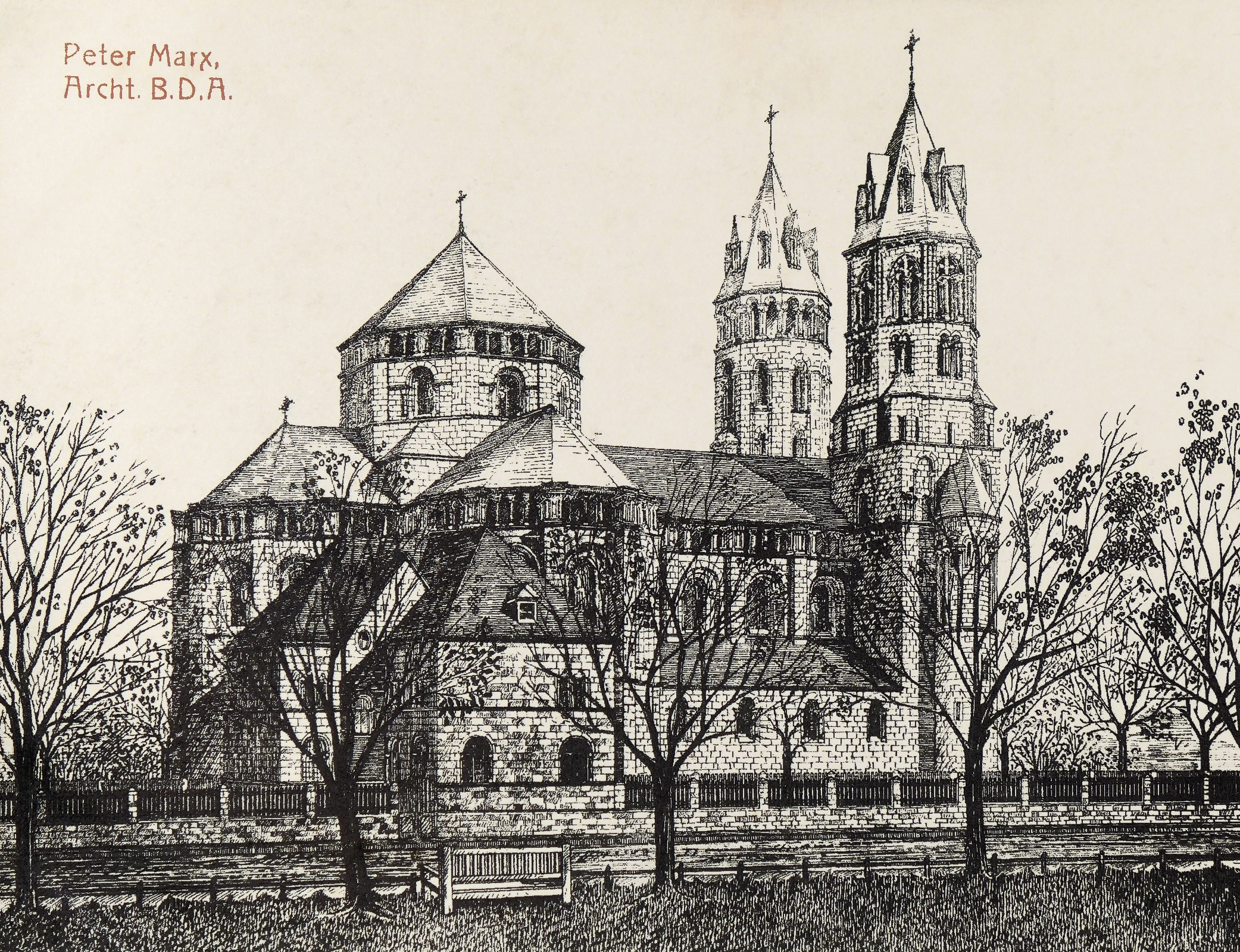
Entwurfszeichnung von Peter Marx, 1911

Als im Zuge der Industrialisierung die bisherige Pfarrkirche St. Johann für die immens angewachsene Bevölkerung zu klein geworden war, wurde der Bau einer neuen, größeren Pfarrkirche am damaligen Nordrand der Stadt geplant. Pfarrer Johann Peter Hillen (1869–1907) beauftragte den renommierten Architekten Wilhelm Hector (1855–1918) mit einer Entwurfszeichnung für die neu zu bauende Kirche. Der aus dem benachbarten Dorf Roden stammende Hector hatte bereits in der Umgebung von Dillingen zahlreiche Pfarrkirchen erstellt. Im Laufe seines Lebens entwarf er mehr als 50 Kirchen oder arbeitete Pläne für deren Erweiterung aus. Im zeitlichen Umfeld der Planungen zur neuen Dillinger Kirche entstanden nach Hectors Plänen in der Dillinger Umgebung zahlreiche Kirchen.
Hector sah für Dillingen eine neoromanische Basilika mit zwei pyramidenbedachten Türmen mit jeweils vier Schleppgauben und einem achteckigen Vierungsturm vor. Die Querschiffarme sollten gerade abschließen. Das Langhaus bis zur Vierung war dreijochig geplant. Die Kubatur der beiden Fassadentürme sowie weitere Architekturmotive des Hectorschen Entwurfes scheinen auf die romanische Klosterkirche Sainte-Foy in Conques zu verweisen.
Trotz der großen Erfahrung Hectors entzog der Nachfolger von Pfarrer Hillen, Pfarrer Matthias Prior dem Architekten den Auftrag. Prior, der zuvor Geheimsekretär des Trierer Bischofs gewesen war, machte den Kirchenbau zu seinem Lebenswerk. Der von ihm initiierte Neubau des Saardoms wurde im Jahr 1946 dann auch seine Grablege.
Nach der Gründung eines Kirchbauvereins am 17. November 1907 übertrug Pfr. Prior die Planungen zum Bau einer repräsentativen Kirche in Dillingen im Jahr 1908 dem 37-jährigen Architekten Peter Marx (1871–1958) aus Trier. Nach Stationen in Köln, Brüssel, Wien, Italien, Frankreich, Großbritannien, New York und Berlin hatte Marx zu Beginn des 20. Jahrhunderts in Trier ein Architekturbüro gegründet. Er war seit dem Jahr 1902 mit Planungen zum Neubau der Pfarrkirche St. Martin (Neobarock) im nahen Itzbach (seit 1936 Siersburg) beschäftigt, die zeitgleich mit dem Saardom errichtet wurde.
Auch die Pläne von Peter Marx zur neuen Kirche in Dillingen orientierten sich wie die von Hector an romanischem Formengut. Die Entwurfszeichnungen zum Saardom, die er zur Grundsteinlegung am 28. Mai 1911 veröffentlichte, weisen erhebliche Unterschiede zu der später verwirklichten architektonischen Gestalt des Dillinger Sakralbaues auf. So sind die asymmetrisch gegliederten Türme in den drei oberen Geschossen oktogonal nach dem Vorbild der Querhaustürme der Abteikirche von Cluny gestaltet und verfügen noch nicht über Pfeilertabernakel an den Ecken nach dem Laoner Muster. Für die oktogonale Form der Turmoberteile in dieser ersten Planungsphase ist auch die um 1245/65 zu datierende spätromanische Turmgestaltung der Divi-Blasii-Kirche im thüringischen Mühlhausen als architektonische Inspiration denkbar. Die Untergeschosse der ersten Planungsphase der Dillinger Sakramentskirche sind noch mit Blendbögen geschmückt. Der Vierungsturm weist noch nicht die später ausgeführte gestufte Verjüngung auf. Der Kapellenkranz sowie die Vorhalle existieren nicht. Die Treppentürme flankieren nicht das Portal, sondern sind seitlich an die Türme gebaut. Darüber hinaus weist auch das Pfarrhaus neoromanische Formen auf.
Die Dillinger Hütte spendete 30.000 Mark als Grundstock, die Gemeinde stellte am 6. April 1905 den Bauplatz im Wert von 48.000 Mark in der Gemarkung „Auf die Nachtweide“ kostenlos zur Verfügung. Durch Sammlungen in der Pfarrei und Verzinsungen des Kapitals stieg der Baufonds bis zum Jahr 1907 auf ca. 48.000 Mark (entspricht heute etwa 350.000 EUR) an. Durch zahlreiche Spenden des Kirchbauvereins, der Angehörigen der Pfarrgemeinde, der Vereine, Geschäftsleute, Schulkinder und weiterer Überweisungen der Dillinger Hütte und der Maschinenfabrik Meguin stieg der Geldbetrag auf 100.000 Mark an.
Die Gesamtkosten beliefen sich bis zum Jahr 1925 inflationsbedingt auf ca. 1.000.000 Goldmark (heute ca. 4,6 Millionen EUR).

### Bau

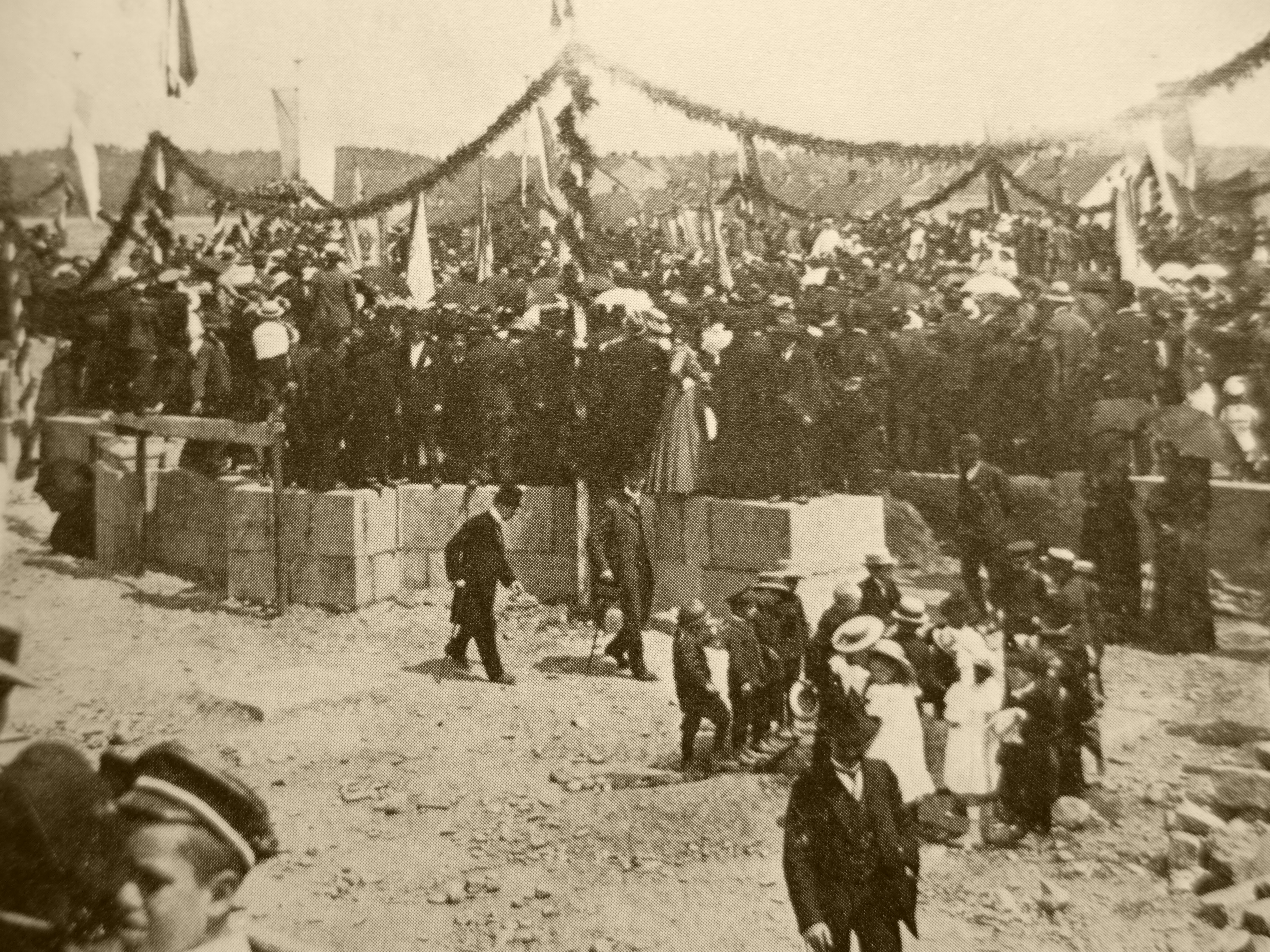
Grundsteinlegung zum Bau des Saardomes, 1911

Am 3. September 1909 wurde der Bauplan von Peter Marx durch das Bischöfliche Generalvikariat in Trier genehmigt und am 2. Juli 1910 erfolgte die Genehmigung durch das königlich-preußische Ministerium für geistliche, Unterrichts- und Medicinalangelegenheiten in Berlin. Der erste Spatenstich erfolgte im Rahmen einer glanzvollen Feier mit Umzug der Gemeindemitglieder, Vereine, Schulkinder, der Musikkapellen und des Kirchenchores am 21. August 1910.

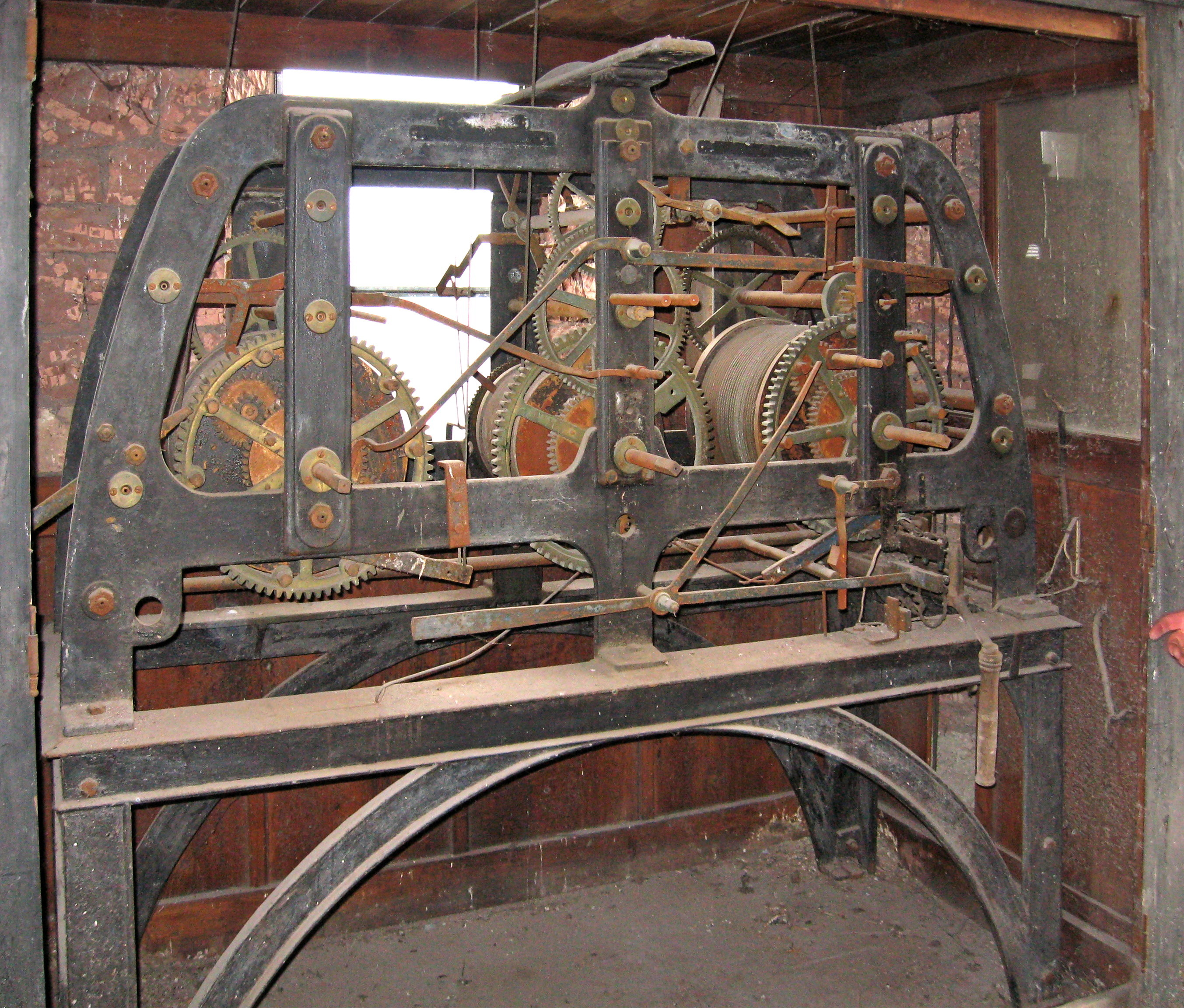
Uhrwerk

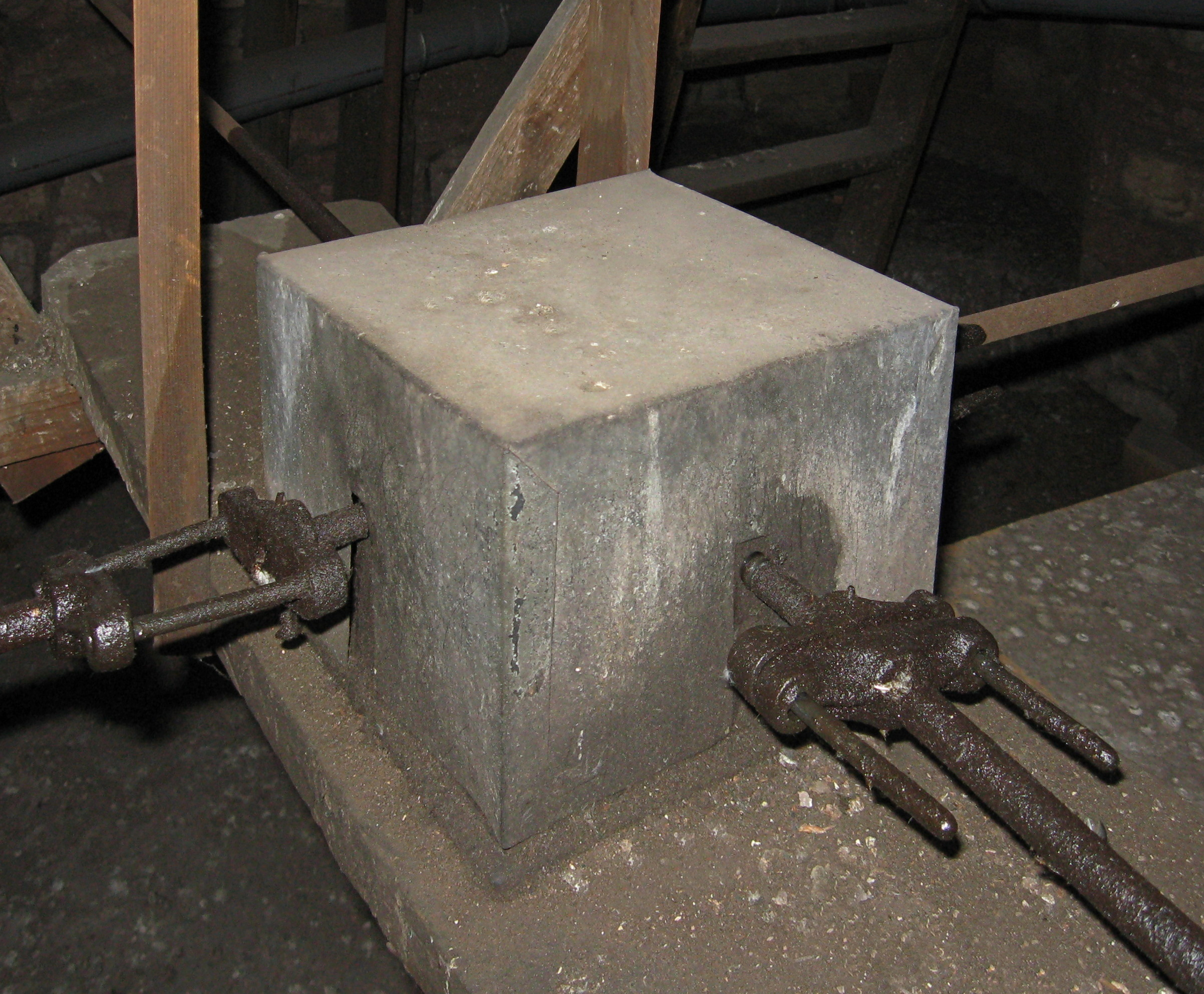
Verteilergetriebe der Uhr

Bei den Ausschachtungsarbeiten stieß man schon in geringer Tiefe auf Kiesschichten, die man aushob und später im Beton verarbeitete. Zum Bauleiter hatte die Pfarrgemeinde den Bauführer Fortein aus Steinberg bei Wadern bestimmt. Ihm unterstanden bei den Arbeiten folgende Firmen:
- Erd- und Betonarbeiten: Firma Sohnius aus Saarbrücken
- Maurerarbeiten: Firma J. W. Witt aus Dillingen
- Steinhauerarbeiten der Fassade, der Vorderfront, der Türme, des Kircheninneren (mit Ausnahme der Säulen): Firma Gehl aus Fraulautern
- Außenarbeiten an der Kirche (mit Ausnahme der Fassade) und der Säulen aus Schiffweiler Sandstein: Firma J. W. Witt aus Dillingen
- Entwässerungsarbeiten: Firma Janz aus Dillingen
- Gipserarbeiten: Firma P. Kindt aus Dillingen
- Zimmererarbeiten der Hochschiffe, der Kuppel und der Türme: Firma J. W. Witt aus Dillingen
- Zimmererarbeiten der übrigen Teile: Firma Marx aus Dillingen
- Dachdeckerarbeiten: Firma Marx aus Dillingen
- Klempnerarbeiten: Firma Georg Klein aus Dillingen
- Bildhauerarbeiten im Inneren und an den Portalen: Firma Sobry aus Trier
- Bildhauerarbeiten im Äußeren: Firma Burt aus Metz
- Bodenbelag aus Kunstmarmor für das Schiff und Mettlacher Platten für den Chorbereich: Firma Schwenk aus Ulm
- Holzboden in der Kirche: Firma Nilles Vater und Sohn je zur Hälfte
- Portal und Türen: Nilles, Marx, Dietzsche, Späth aus Dillingen
- Kirchenbänke: Firma Clemens aus Friedrichsthal und Firma Kolbet aus Mettendorf in der Eifel
- Hochaltar, Seitenaltäre und Kommunionbank: Goldschmied Bernhard Witte aus Aachen und Firma Wenzel Jina aus Koblenz
- Orgel: Firma Klais aus Bonn
- Turmuhr: Firma Weule aus Bockenem im Ambergau
- Elektrisches Glockengeläute: Firma von Reppert aus Köln am Rhein[31]

Am 28. Mai 1911 legte Bischof Michael Felix Korum den Grundstein. Der Grundstein wurde extra aus den Domitilla-Katakomben in Rom besorgt. Er sollte dokumentieren, dass der Glaube der ersten Christen und der Glaube der Christen des beginnenden 20. Jahrhunderts auf ein und denselben Eckstein, nämlich Jesus Christus, aufgebaut sei. Die lateinische Urkunde, die aus Anlass der Grundsteinlegung ausgefertigt wurde, lautet ins Deutsche übersetzt:

„Im Namen der Allerheiligsten Dreifaltigkeit! Im Jahre des Heiles 1911, als Papst Pius X. voll Verlangen, dass alles in Christo erneuert werde, die Gläubigen schon von zarter Jugend an zum häufigen Empfang des Allerheiligsten Sakramentes einlud, als Wilhelm II. Deutscher Kaiser, mit Weisheit und Kraft sein ihm ergebenes Volk den Weg des Friedens führte, als Michael Felix Korum durch besondere göttliche Gnade schon fast dreißig Jahre den uralten Bischofsstuhl von Trier innehatte, als von Schütz Landrat des Kreises Saarlouis und Christian Kees Dechant des Kreises Lebach war, als Karl Wagner in der Gemeinde Dillingen, die das Grundstück zur Erbauung der Kirche schenkte, Bürgermeister war, als Doktor Matthias Prior, vorher sieben Jahre Geheim-Sekretär des Herrn Bischofs von Trier, seit Ende 1907 Nachfolger des hochverdienten Dechanten Peter Hillen in der Pfarrei Dillingen, zugleich mit den Kaplänen Matthias Diwo und Doktor Heinrich Laufen die Seelsorge in dieser großen Pfarrei führte,
da wurde am 28. Mai durch den hochwürdigsten Herrn Bischof Michael Felix selbst der Grundstein gelegt zu dieser Kirche, die den Titel führen soll ‚Vom Allerheiligsten Sakrament‘.
Dieselbe wurde entworfen vom Architekten Peter Marx aus Trier und begonnen am 21. August 1910. Zu diesem Bau, dessen Ausführung dem Bauunternehmer Josef W. Witt aus Dillingen übertragen wurde, haben alle Pfarrkinder, wiederholt unterstützt durch die wohlwollende Hilfe der Dillinger Fabriken, in außerordentlicher Freigebigkeit und einmütigem Eifer allmonatlich ihr Scherflein beigesteuert als Zeichen ihres lebendigen Glaubens und ihrer Liebe zu dem verborgenen Gott.
Möge Gott, der Herr, schützen und glücklich zu Ende führen, was Ihm heute unter uns geweiht worden: ein neues Zelt Gottes unter den Menschen.“

Anlässlich der Grundsteinlegung wurde wiederum ein Fest mit einer großen Prozession veranstaltet. Jeder der Anwesenden durfte dem Bau durch einen Schlag mit dem Hammer auf den Grundstein seinen Segen geben. Bei der Feier war auch Pfarrer Hillen nach Dillingen gekommen und Pfarrer Prior nahm ihm öffentlich das Versprechen ab, das erste Hochamt in der fertiggestellten Kirche zu feiern. Doch starb Pfarrer Hillen vier Wochen nach dem feierlichen Akt und wurde hinter der alten Johanneskirche bestattet.
Nach einer dreijährigen Bauzeit wurde die neue Kirche am 23. Februar 1913 von Bischof Michael Felix Korum konsekriert. Die ersten Festmessen begannen um 5 Uhr in der Frühe in der alten Johanneskirche und um 7 Uhr begann der Weiheakt mit der Einbettung der Reliquien in die Altäre und dem Dank an Gott, dass beim Bau niemand lebensgefährlich zu Schaden gekommen war. Die restlichen Arbeiten an der Kirche zogen sich noch längere Zeit hin. Erst Ende Mai 1913 kamen die ersten Kirchenbänke in Dillingen an. Zahlreiche Arbeiten lagen durch den Ersten Weltkrieg brach und wurden erst im Laufe der 1920er Jahre vollendet.

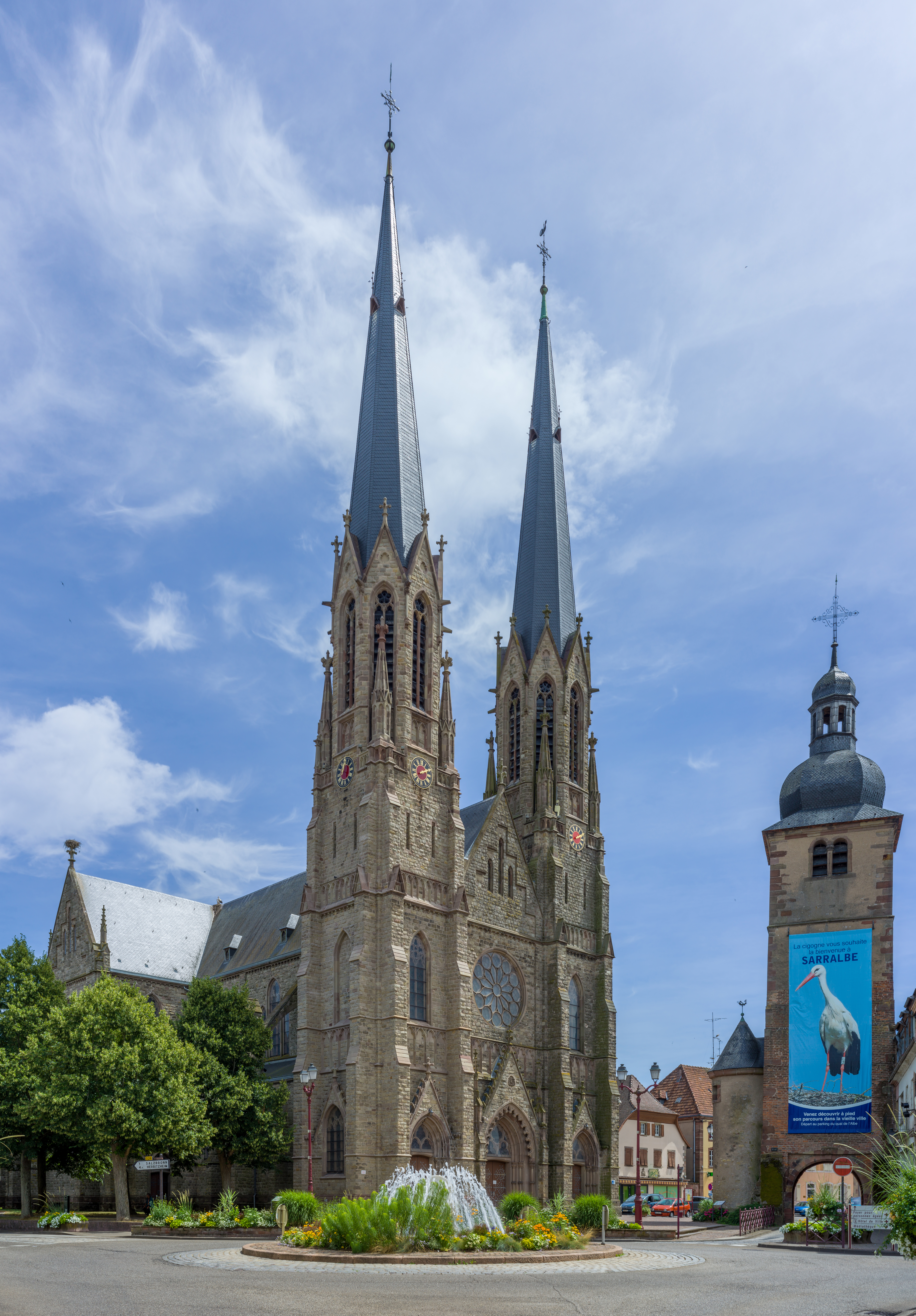
Neogotische Martinskirche in Sarralben an der Saar, die sogenannte „Saarkathedrale“

Die Wahl des Patroziniums der Ecclesia catholica Parochiali Sacratissimi Sacramenti Dioecesis Treverensis („Katholische Pfarrkirche des allerheiligsten Sakramentes im Bistum Trier“) ist vor dem Hintergrund der von Papst Pius X. ausgehenden eucharistischen Bewegung zu sehen. Die Kirche wird im Volksmund als „Saardom“ bezeichnet, ist jedoch keine Kathedrale. Die Bezeichnung „Dillinger Dom“ wird erstmals in einer Festschrift von Pfarrer Prior erwähnt und von Landrat Hans Freiherr Schütz von Leerodt in einer Festansprache aufgegriffen. Zur Unterscheidung zum „Saardom“ wird die ebenfalls großdimensionierte neogotische Saaralbener Martinskirche (errichtet 1904–1907 von Johann Adam Rüppel) „Saar-Kathedrale“ („Cathédrale de la Sarre“) genannt.
Bedingt durch ein weiteres Anwachsen der Stadt, vor allem auch in die nördlich des neuen Saardomes gelegenen Gebiete, wurde die im Süden der Stadt befindliche Johanneskirche (im Volksmund fortan die alt Kirch genannt) wieder Sitz einer eigenen Pfarrei.

### Kriegseinwirkungen

#### Erster Weltkrieg
Im Ersten Weltkrieg wurden 1917 vier von fünf Bronzeglocken für Rüstungszwecke eingeschmolzen. Im Jahr 1924 kam Ersatz in Form von vier Gussstahlglocken, die bis heute erklingen.

#### Zweiter Weltkrieg
Die im Zweiten Weltkrieg 1944 durch einen Luftangriff ausgelöste Explosion eines Munitionszuges auf dem Dillinger Bahnhof verursachte schwere Schäden. Ein deutscher Panzer, der zwischen Saardom und Kinderbewahranstalt nahe der Lourdes-Grotte Stellung bezogen hatte, zog amerikanisches Feuer auf sich, das zusätzliche Schäden an der Kirche verursachte. Gewölbe waren teilweise eingestürzt, Steine herausgebrochen, Fenster durch Explosionsdruckwellen zerborsten. Granaten hatten große Lücken in die Eingangsfront gerissen. Die Vorhalle mit dem Figurenfries und der bekrönenden Kreuzigungsgruppe, das große Radfester und der darüberliegende Arkadengang mit dem abschließenden Dreiecksgiebel waren zerschossen.

## Wiederaufbau und künstlerische Gestaltung nach dem Zweiten Weltkrieg

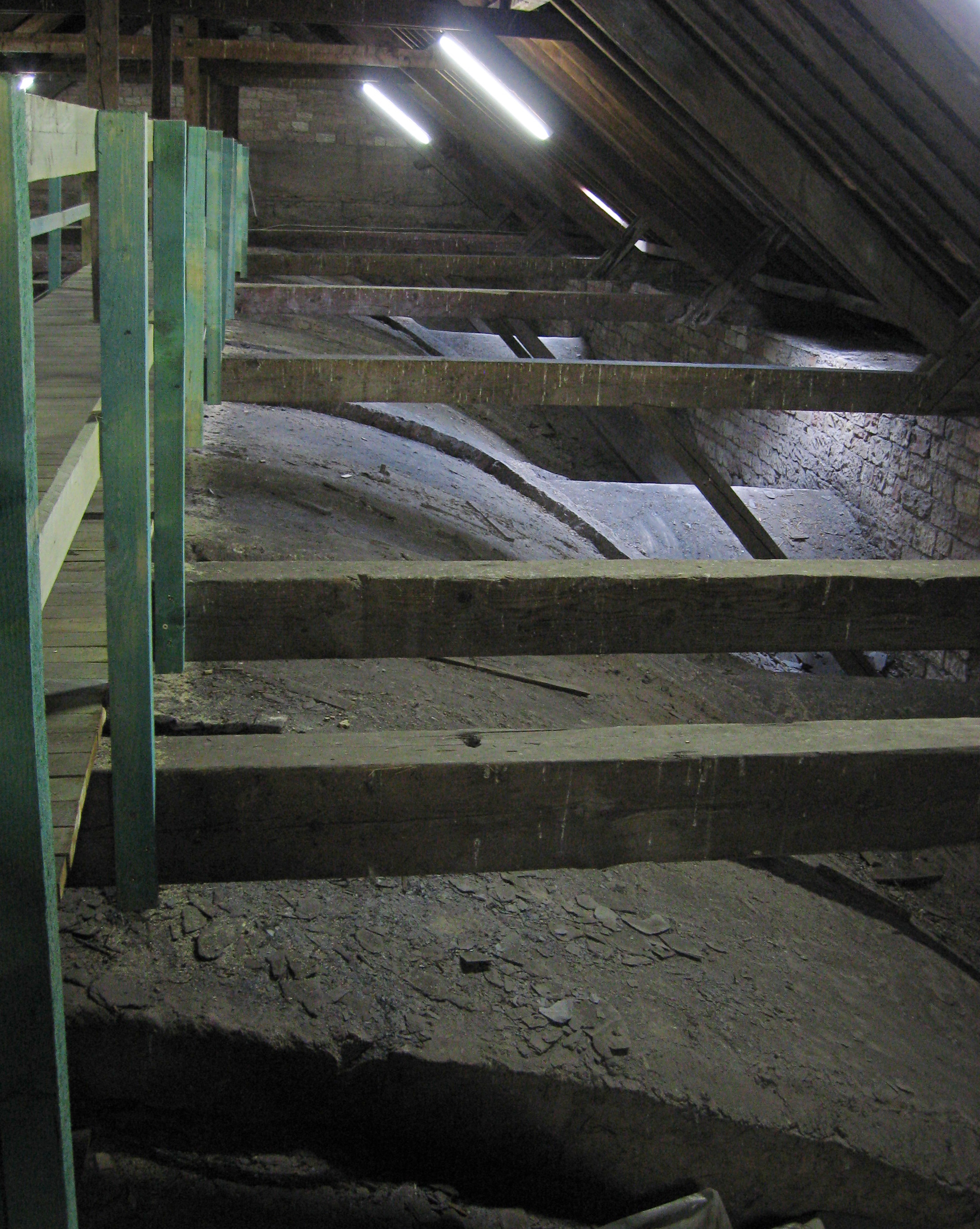
Dachstuhl über dem Mittelschiffgewölbe

Nach dem Ende der Kampfhandlungen im März 1945 begann man unmittelbar mit Aufräumungs- und Instandsetzungsarbeiten am Saardom. Die Wiederherstellung wurde an Ostern 1953 gefeiert.

### Beauftragung von Günter Maas
In der 1946/1947 währenden Amtszeit des Pfarrers Josef Goergen wurde die Entscheidung getroffen, die künstlerische Gesamtleitung des Wiederaufbaus dem in Jünkerath (Eifel) geborenen Bildhauer und Maler Günter Maas (1923–2010) anzuvertrauen. Maas hatte ab dem Jahr 1941 bis zu seiner Einziehung zum Kriegsdienst an der Akademie der Bildenden Künste in München studiert und im Jahr 1947 in Saarbrücken am Stadtwald ein Atelier („Bauhütte Rotenbühl“) gründete. Mit dieser Namensgebung bezog sich Maas auf die Tradition mittelalterlicher Bauhütten. In der „Bauhütte Rotenbühl“ wurden neben bildhauerischen Arbeiten auch künstlerische Verglasungen und Innenausstattung hergestellt. Da in den ersten Nachkriegsjahren die „Bauhütte Rotenbühl“, die einzige Werkstätte in der Umgebung Dillingens war, die über einen Ofen zum Brennen von Glasmalereien verfügte, kann man annehmen, dass alle in der frühen Nachkriegszeit bemalten Fensterscheiben des Saardoms hier gefertigt wurden. In der Bauhütte schuf Maas auch die neuen Bildreliefs und figürlichen Konsolen für die kriegszerstörte Vorhalle des Saardoms. Die Ausbesserungsarbeiten am Mauerwerk wurden von mehreren Steinmetzen vor Ort gemeißelt. Den Handwerkern stand zu diesem Zweck eine Holzbaracke hinter der Kirche zur Verfügung.

### Bildhauerarbeiten von Günter Maas

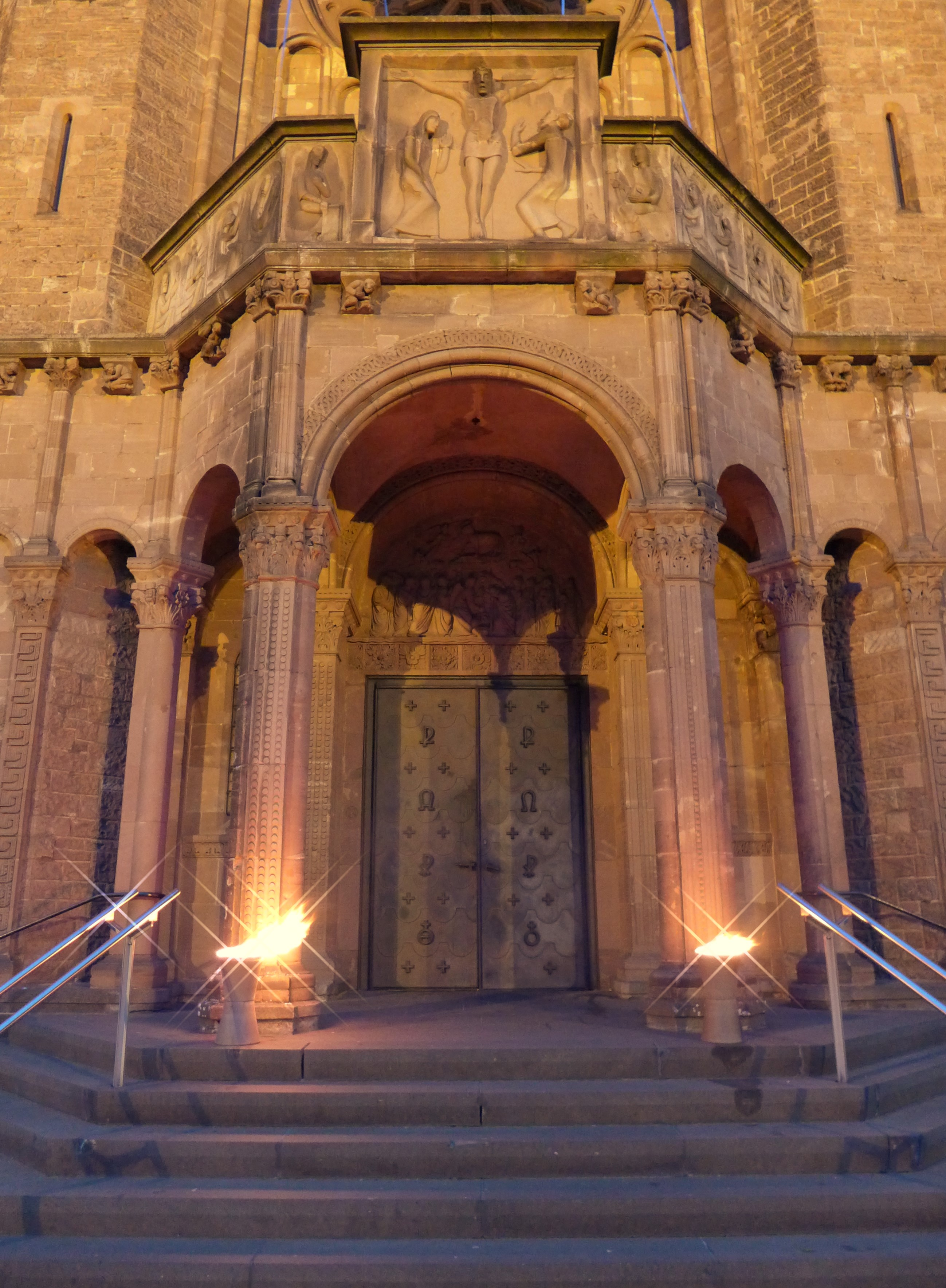
Saardom, Hauptportal mit dem Relief-Söller-Geschoss von Günter Maas

In den Jahren 1947 bis 1950 arbeitete Maas an der zerstörten Eingangsfassade. Dabei veränderte und erweiterte er die von Peter Marx gestaltete Fassade. Am Eingangsbaldachin ersetzte Maas die zerschossenen Reliefs von Gustav Sobry durch Neuschöpfungen. Darüber hinaus wurde das Dach der Vorhalle entfernt und das Fassadenfeld unterhalb der Fensterrose umgestaltet.
Architekt Marx und Bildhauer Sobry hatten den Figurenschmuck oberhalb der Arkaden der Vorhalle in einer friesartigen Zone angeordnet, die von einem kräftigen, auf kleinen Pilastern und Konsolen ruhenden Gesims und dem leicht vorgezogenen Pultdach der Vorhalle begrenzt wurde. Über dem Mittelbogen wurde das Vorhallendach von einem hochgezogenen Wandfeld überschnitten. Auf dem hochgezogenen Wandfeld, das mit einem Dreiecksgiebel abschloss, war als zentrales Relief eine Kreuzigungsgruppe zu sehen. Da die Figuren links und rechts der Hauptgruppe unter dem Dachvorsprung mit einer ebenfalls angebrachten Regenrinne gestaucht wirkten, entfernte Maas das zerstörte Dach der Vorhalle und gestaltete den Abschluss als Söller mit Brüstung, eine Lösung wie sie an der Westfassade des Aachener Domes oder der Kathedrale von Metz anzutreffen ist.
Das Gesims, das zuvor die Figuren getragen hatte, formte Maas zu einem durchgezogenen Abschlussgesims. Anstelle der kriegszerstörten friesartig angeordneten Relieffiguren schuf Maas rechteckige Relieftafeln als Brüstungspaneele des Söllers. Die große, alle anderen Reliefs überragende Mitteltafel, trägt die Kreuzigungsgruppe. Maas rahmte sie in rechteckiger Form und gab ihr einen geraden Abschluss.
Alle diese Veränderungen führten zu einer stärkeren Betonung der Horizontalen, wodurch die vertikale Ausrichtung der gesamten Fassade gestört worden wäre. Aufgrund dessen verminderte Maas die Wandgliederung der hinter dem Söller aufsteigenden Rundbogennische von drei auf zwei Zonen. Das Sockelfeld mit einem horizontalen Gesims, über dem sieben, zum Radfenster überleitenden Blendbögen aufstiegen, entfiel, und das Rundbogenblendmaßwerk wurde bis auf die Basis des Söllers herabgeführt. Eine Tür im mittleren Blendbogen ermöglicht den Zugang auf den Söller über der Vorhalle.
Auch gestalterisch setzte Maas seine Arbeiten von den ursprünglichen Arbeiten Sobrys ab. Während dessen Figuren an mittelalterlich-romanischen Vorbildern orientiert und in Frontalansicht dargestellt waren, stellte er alle Figuren – mit Ausnahme des gekreuzigten Jesus – in Seitenansicht dar. Maas verwendete dabei eine expressive Formensprache. Die auf den Gekreuzigten ausgerichteten sitzenden Gestalten wirken manieristisch überschlank. Ihre übergroßen Hände deuten auf die Figur des gekreuzigten Jesus.
Hinsichtlich der Figurenkonsolen für das Abschlussgesims der Vorhalle orientierte sich Maas stärker an den Bildhauerarbeiten seines Vorgängers Sobry, aber auch hier fügte er gestalterisch eine eigene Note hinzu. Die Figurkonsolen stellen arbeitende Menschen dar. Die zweite Konsole von rechts, die einen heute stark verwitterten Bergmann mit Geleuchte in Form einer Froschlampe darstellt, stammt noch aus der Erbauungszeit des Saardoms. Ursprünglich war die Figur ganz rechts angebracht. Maas schuf nun ähnlich gestaltete Konsolen mit kauernden Gestalten, die verschiedene Arbeiten verrichten.
Bei den Wiederaufbauarbeiten am Außenbau des Saardoms ging Günter Maas nicht den Weg einer originalgetreuen Rekonstruktion des Kriegszerstörten. Stattdessen wurde durch die Veränderungen an Gebäudegliederung und Figurenwerken der Aufbau der Fassade, den der Architekt Peter Marx aus verschiedenen Architekturepochen, Regionalstilen und simulierten Bauphasen komponiert hatte, weiterentwickelt und ihm eine weitere, dieses Mal tatsächliche historische Bauphase, die der Nachkriegszeit, hinzugefügt.

### Eingangstüren von Konny Schmitz
Auch der Entwurf für die drei neuen Eingangstüren wurden einem erst am Beginn seiner Laufbahn Stehenden anvertraut, dem Dillinger Konny (Konrad) Schmitz. Er hatte in den Jahren 1946–1950 an der Technischen Hochschule Karlsruhe bei Egon Eiermann studiert. Danach arbeitete er in einem Saarbrücker Architekturbüro und war von 1952 bis 1953 Mitarbeiter von Georges-Henri Pingusson beim Bau der Französischen Botschaft im Saarland. Zu seinen Entwürfen gehören auch die denkmalgeschützte Dillinger Kirche Maria Trost und die ebenfalls denkmalgeschützte Dieffler Friedhofshalle.
Die in den Jahren 1952/1953 entstandenen, kupferverkleideten Eichentüren sind in zurückhaltend modern auf die neoromanische Gestaltung der Vorhalle angepasst.

## Glasmalereien
Die ursprünglichen Fenster hatte Pfarrer Matthias Prior in Bezug auf das Patrozinium thematisch auf das Sakrament der Eucharistie abgestimmt:
Hauptchor
(Glasatelier Binsfeld, Trier)
- Mittelfenster: Jesus Christus stiftet das Sakrament der Eucharistie
- Seitenfenster (Motive werden als alttestamentliche Vorankündigung der Eucharistie verstanden): Opfer des Melchisedek, Mannawunder, Paschalamm, Mose schlägt Wasser aus dem Felsen, der Prophet Elija wird mit Brot gestärkt, der Prophet Maleachi preist das göttliche Speiseopfer (Maleachi 1,11), die beiden Kundschafter mit der schweren Traube
- Chorumgang: Verkündigung des Herrn, Geburt Christi, Kreuzigung Christi

Kapellenfenster
(Glasatelier Voege, Mannheim)

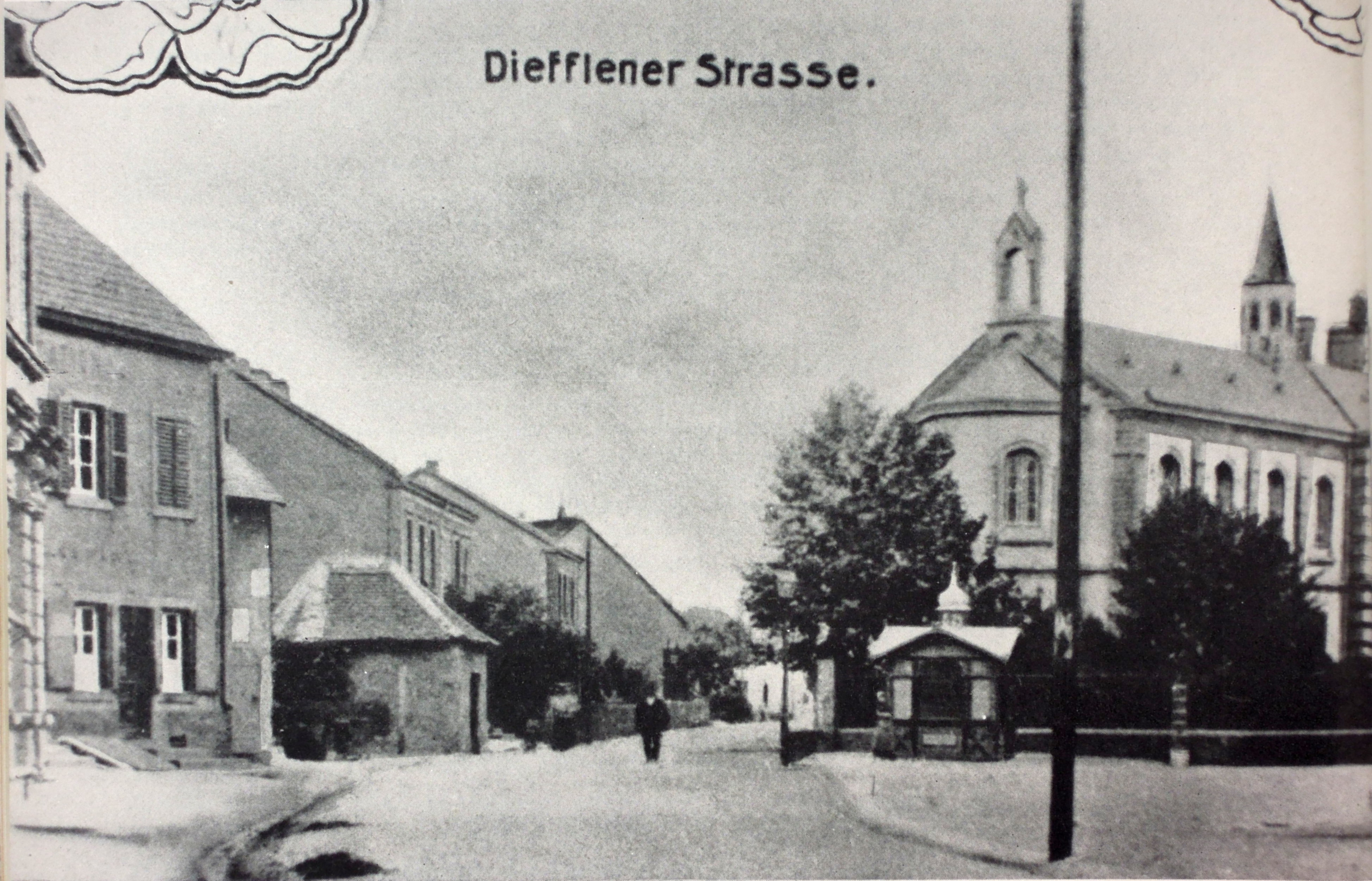
Odilienkapelle (links) an der Dieffler Straße Dillingen, Kapelle des alten Dillinger Hüttenkrankenhauses (rechts)

- Kapellenfenster (rechts): Die Wirkung des Messopfers für die armen Seelen
- Kapellenfenster (links): Die heilige Odilia als Ortspatronin (kein eucharistischer Bezug). Die Kapelle wurde als Ersatz für die zu Beginn des 20. Jahrhunderts abgebrochene alte Odilienkapelle an der Dieffler Straße eingerichtet.

Querschifffenster
(Glasatelier Martin, Wiesbaden)
- Christus offenbart sich den Emmausjüngern beim Brotbrechen
- Jesus prophezeit, der Samariterin das Wasser des Lebens zu reichen
- Der Evangelist Johannes verweist auf die Eucharistie
- Johannes der Täufer (alter Pfarrpatron Dillingens) weist auf das Lamm Gottes hin
- Die heilige Juliana von Lüttich als Stifterin des Fronleichnamsfestes und der Sakramentsprozessionen
- Die heilige Gertrud von Helfta, eine Mystikerin
- Der heilige Kyrill von Jerusalem als Verteidiger der These von der Gegenwart Christi im Altarsakrament
- Der heilige Alfons Maria von Liguori der die ewige Anbetung besonders empfahl
- Der heilige Thomas von Aquin als Dichter der eucharistischen Hymnen Lauda Sion und Tantum ergo
- Der spanische Franziskanerbruder Paschalis Baylon als Protagonist der eucharistischen Anbetung, den Papst Leo XIII. im Jahre 1897 zum Patron aller eucharistischen Vereine und Bruderschaften bestimmte.

Langschifffenster
(Glasatelier Voege, Mannheim)
Östliches Seitenschiff:
- Der heilige Stanislaus Kostka, dem ein Engel in Todesgefahr die Kommunion brachte
- Die heilige Barbara mit dem Kelch als Patronin der Sterbenden
- Das Lamm Gottes, dessen Blut in den Messkelch fließt
- Die heilige Klara von Assisi, die mit der Monstranz die Sarazenen in die Flucht schlug
- Der heilige Niklaus von Flüe, der sich über 20 Jahre nur von der Kommunion ernährte
- Fisch und Brote als eucharistische Symbole

Westliches Seitenschiff:
- Der heilige Tarzisius als jugendlicher Märtyrer für das Altarssakrament (Stiftungsfenster der Dillinger Schulkinder und Erstkommunikanten)
- Der heilige Josef als Schutzpatron für einen guten Tod
- Der nach der Quelle dürstende, niederkniende Hirsch als Symbol des Verlangens nach der Eucharistie
- Die heilige Katharina von Siena, die lange Jahre allein vom Empfang der Kommunion lebte
- Der heilige Werner von Oberwesel als jugendlicher Märtyrer für das Altarssakrament
- Der Pelikan, der sich die Brust zerfleischt, um seine Jungen mit Herzblut zu stillen als Symbol Christi und der Eucharistie

Rosenfenster
König David mit der Harfe umgeben von musizierenden Engeln (Glasatelier Binsfeld, Trier)
Kuppelfenster

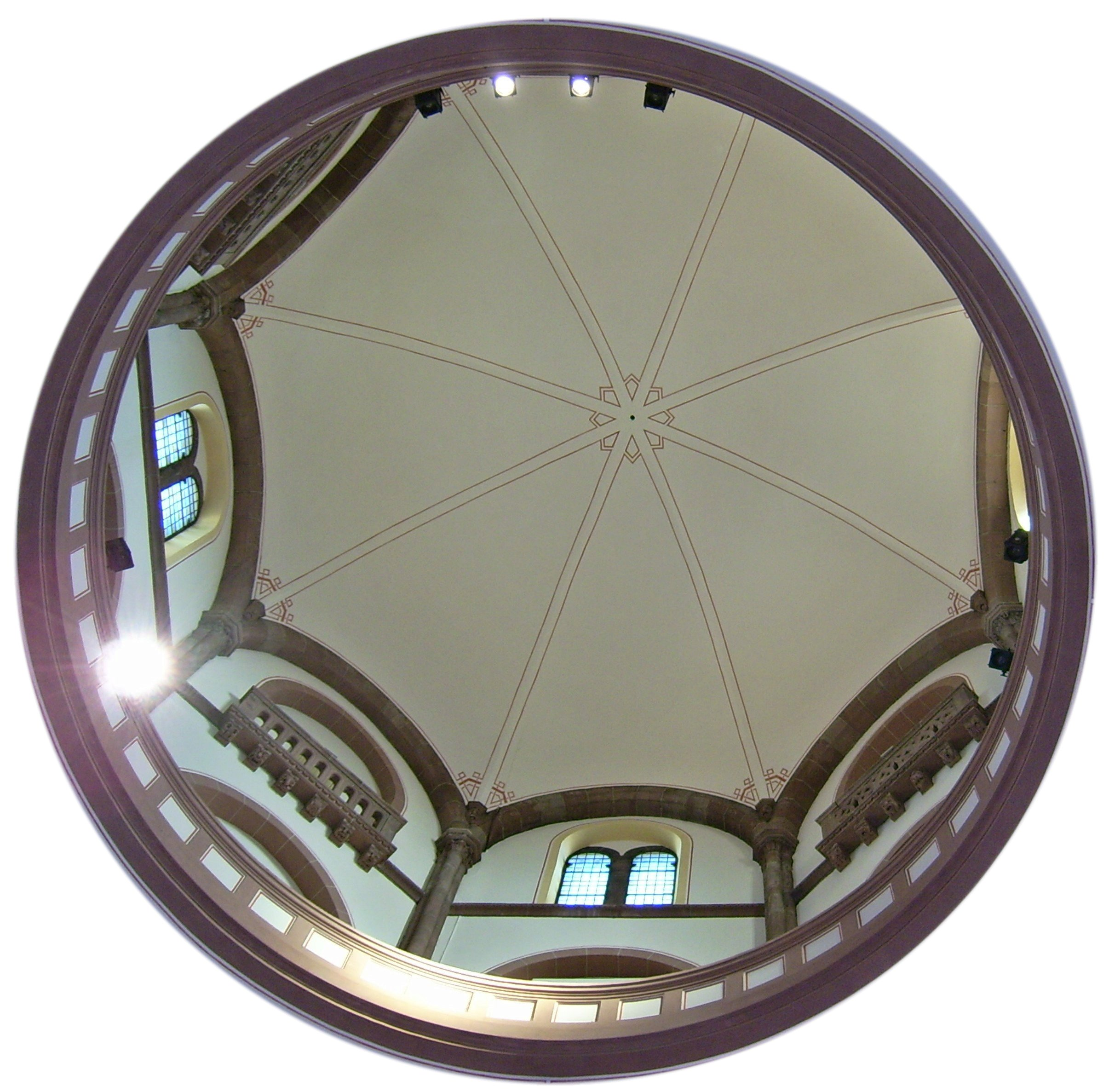
Kuppel von unten

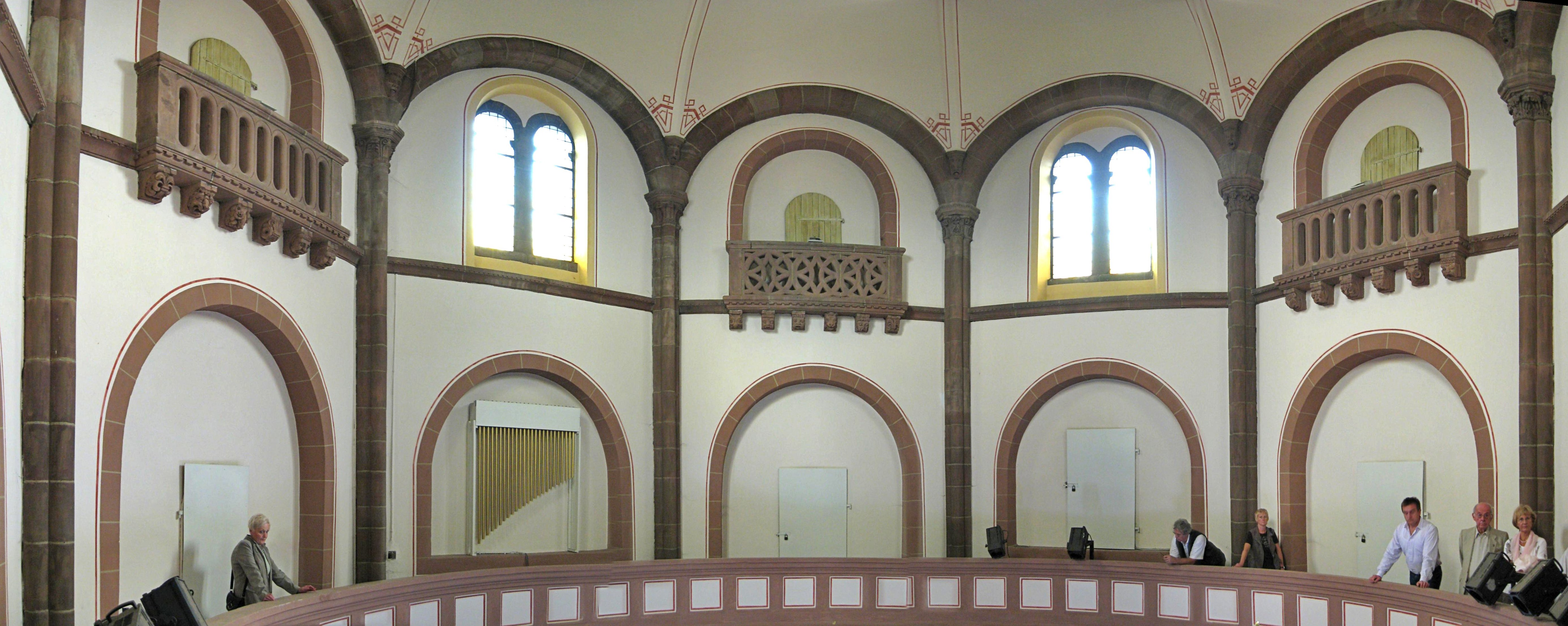
Zweigeschossiger Kuppel-Tambour mit Umlauf und Balkonen

Anbetende Engel (Glasatelier Martin, Wiesbaden)
Taufkapelle
Ornamente (Glasatelier Martin, Wiesbaden)
Herz-Jesu-Kapelle
Ornamente (Glasatelier Martin, Wiesbaden)
Hochschifffenster, Turmfenster, Sakristeifenster
(Glasatelier Angel-Farkas, Saarbrücken): Ornamente

## Neuverglasung nach dem Zweiten Weltkrieg
Aufgrund der Zerstörung durch Explosionsdruckwellen im Zweiten Weltkrieg mussten alle Fenster des Saardomes mit neuen Glasscheiben versehen werden. Eine kurz nach Kriegsende erstellte Liste von Materialien, die zum Wiederaufbau benötigt wurden, führt 320 m² Antikglas auf. Bei der Instandsetzung wurden die Hochschifffenster neutral mit hellen Scheiben verglast (Obergaden, 1997 restauriert; Vierungsturm; Querschiff, 1973 erneuert). Das Radfenster der Eingangsfront sowie die Fenster der Seitenschiffe, der Taufkapelle, der Josefkapelle und des Chores wurden von unterschiedlichen Künstlern farbig verglast.

### Radfenster von Günter Maas
Von Günter Maas stammt die Verglasung des großen Radfensters an der südlichen Eingangsfassade. Die farbige Glasmalerei fängt das Südlicht ein und beleuchtet die Orgelempore hinter dem Pfeifenprospekt. Sie stellt dar:
- die heilige Cäcilia mit einer Portativorgel als Patronin der Kirchenmusik umgeben von Engeln mit Blas- und Saiteninstrumenten
- die zwölf Tierkreiszeichen im Maßwerk

### Fenster von Albert Feld
Die Bleiverglasung der zehn Fenster der Seitenschiffe – fünf auf jeder Seite – wurde von dem damaligen Kaplan an Hl. Sakrament, Albert Feld (1916–2010), in den Jahren 1947/1948 entworfen. Allen diesen Fenstern liegt ein einheitlicher Aufbau zugrunde. In die überwiegend aus farblosen, rechteckigen Scheiben zusammengesetzte Fläche ist ein schmaler Rahmen aus zartfarbigen, riemchenförmigen Gläsern eingeschrieben, der die Rundbogenform des Fensters nachzeichnet und im oberen Drittel ein schlichtes Kreuz umgibt.
Im Zentrum jedes Fensters befindet sich über der horizontalen, dunklen Linie des Windeisens das Porträt von Gemeindemitgliedern ab, die Brot und Kelch, Palla und Patene, Weihrauchfass und Kerzen, Orgel und Modell des Saardoms, Schriftrolle Et verbum caro factum est („Und das Wort ist Fleisch geworden“) und das Herz Jesu in Händen halten. Die individuellen Abbilder sind in einem, beinahe fotorealistischen Stil ausgearbeitet. Alle Porträtierten sind auf ein Zentrum hin ausgerichtet, den Chor mit dem Altar. Die Hände sind überproportional groß wiedergegeben, um die Wirkung von Handhaltung und Gestik zu steigern. Inschriften unterhalb der Windeisen nennen Stifter oder Namen von Gefallenen, deren Gedächtnis das jeweilige Fenster gewidmet ist, oder formulieren ein Bekenntnis. Die Verstorbenen der Gemeinde gehören zur Gemeinschaft der Kirche und werden so sinnbildlich in die Feier der Eucharistie der Gemeinde einbezogen.
Von Albert Feld stammt vermutlich auch die bildlose, helle Verglasung der Fenster des Obergadens und der Querschiffe. Vergleichbar gerahmt sind auch die zwei Fenster der Kapellen, die nördlich an das Querschiff anschließen. Das Bleiglasfenster der Taufkapelle zeigt die Ausgießung des Heiligen Geistes, links und rechts von brennenden Taufkerzen umgeben. In der Josefkapelle steht eine weiße Lilie als Symbol der Keuschheit im Zentrum, umgeben von den Zimmermannswerkzeugen Säge und Axt, Attribute des heiligen Josef. Insgesamt ist den Glasbildern Albert Felds die Amateurhaftigkeit des Autodidakten anzusehen. Dennoch sind die „Stifterfenster“ der Seitenschiffe in ihrer Bedeutung als Zeugnis der notvollen unmittelbaren Nachkriegszeit von besonderem Wert.

### Fenster von Hildegard Immisch
Die Kinderkrankenschwester, Malerin, Glasmalerin, Kunsttherapeutin und Sachbuchautorin Hildegard Immisch (1920–2003) gestaltete in den Jahren 1950–1953 die untere Reihe der Fenster im Chor. Die Künstlerin aus Saarbrücken verwendete für die Fenster der Chorkapellen und des Chorumgangs vor allem kräftige Farben: dunkles, bei Sonnenlicht leuchtendes Rot, Gelb, Blau und Lila, verbunden mit zarteren Tönen wie Grün, Türkis oder hellen Pastellfarben:
- Mittelfenster: die allerheiligste Dreifaltigkeit als Herrscher über das All.
- flankierenden Fenster: Weinkrug und Schale für Leib und Blut Christi, das Symbol des Fisches neben einer Brotschale, Anker und Ähren, Schwert und Lorbeerzweigen, Feuerschale, Weltkugel, Pelikan, Opferlamm, Kelter

### Fenster von György Lehoczky
György Lehoczky (1901–1979) war unter den Künstlern, die zwischen 1946 und 1953 für die Erneuerung der im Krieg zerstörten Bildwerke beauftragt wurden, der älteste und erfahrenste. Der gebürtige Ungar hatte nach einer Privatausbildung in Malerei und einem Studium der Architektur ein eigenes Architekturbüro in Budapest geführt, bis er 1945 aus Furcht vor der kommunistischen Herrschaft sein Heimatland verließ. 1947 kam er ins Saarland und gestaltete zahlreiche Kirchenfenster. Bei der Instandsetzung des Saardoms erhielt er den Auftrag für die Glasbilder der fünf Rundbogenfenster der Chorhochwand, die er zwischen 1950 und 1953 ausführte.
Mittelfenster:
Über dem Schriftzug „Eucharistia“ die Darstellung von Kelch und Hostie, umgeben von Ähren und Weinreben, singenden und musizierenden Engeln, die daneben und darüber schweben. Im unteren Teil der Fensterbahn drängen sich Männer und Frauen zusammen, gemeinsam versunken in Anbetung des Allerheiligsten.
flankierende Fenster:
- Im linken Fenster: Der Evangelist Matthäus mit dem Evangelistensymbol des geflügelten Wesens
- Im benachbarten Fenster symbolisiert der geflügelte Löwe den Evangelisten Markus, der, die Feder in der Hand, am Schreibpult sitzt und dem redenden Apostel Petrus zuhört.
- Das dritte Evangelistenfenster zeigt als gebeugt über einem Tisch sitzende Gestalten den Evangelisten Lukas mit geflügeltem Stier und den Apostel Paulus, den Lukas auf zwei Missionsreisen und bei seinem Rom-Aufenthalt begleitete. Während Lukas mit der Feder in ein Buch schreibt, sitzt Paulus in sich gekehrt mit gefalteten Händen dabei.
- Das vierte und letzte Fenster dieser Reihe zeigt den im jugendlichen Alter dargestellten Evangelisten Johannes mit einem bunten Adler zu seinen Füßen. Neben ihm steht Prochorus, einer der sieben Diakone der christliche Urgemeinde in Jerusalem, der Johannes auch als Sekretär gedient hat. Prochorus, der ein Buch hält, weitere stehen neben seinen Füßen, blickt zu der großen Gestalt des Johannes hinauf. Johannes schaut mit dunklen Augen und erstarrten, geradezu bedrohlichen Gesichtszügen in die Ferne. Adler, Buch und Schreibfeder sind ihm als ikonographische Attribute beigegeben.

Damit schlägt Lehoczky einen Bogen zu den Propheten des Alten Testamentes auf dem ersten Evangelistenfenster. Die Stadt im Hintergrund stellt Jerusalem dar. Über einem durch den Davidstern und die mosaischen Gesetzestafeln als Synagoge gekennzeichneten Bau mit grüner Kuppel und einer Kirche mit roten Dächern erhebt sich der Hügel von Golgotha in kalten Farbfeldern mit einer sich verfinsternden Sonne. Vor fahlem Hintergrund erscheint darauf die schwarze Silhouette dreier Kreuze mit den hll. Maria und Johannes.
Lehoczky schuf ebenfalls die fünfteilige blaugrundige Nachkriegsverglasung in der Sakristei des Saardomes. Im zentralen Fenster ist Jesus Christus von anbetenden Engeln umgeben dargestellt, wie er sich selbst in den eucharistischen Gestalten darreicht. Die das Zentralbild flankierenden Bilder zeigen links den Pfarrer von Ars, wie er Kinder dem Schutz der von ihm sehr verehrten heiligen Philomena unterstellt, und rechts Papst Pius X., der Kinder zum Kirchengesang und zur Verehrung des eucharistischen Heilands aufruft. Das Glasfenster thematisiert die päpstliche Empfehlung Pius’ X. zum möglichst täglichen Kommunionsempfang sowie seine Herabsetzung des Mindestalters zum Empfang der heiligen Kommunion in dem Dekret Quam singulari im Jahr 1910. Die beiden äußeren Glasbilder zeigen musizierende Engel.

## Ausstattung

### Orgelempore
Die Empore über dem Haupteingang wird von sechs achteckigen Säulen mit reich reliefierten Kapitellen (Pflanzen, Tiere, Menschen mit Musikinstrumenten) getragen. Das Gewölbe des Emporenbodens ist ein Kreuzgratgewölbe. An der Emporenbrüstung befinden sich die Reliefs des Königs David mit der Harfe als Psalmdichter und der heiligen Cäcilia mit einem Portativ.

### Turmkapellen

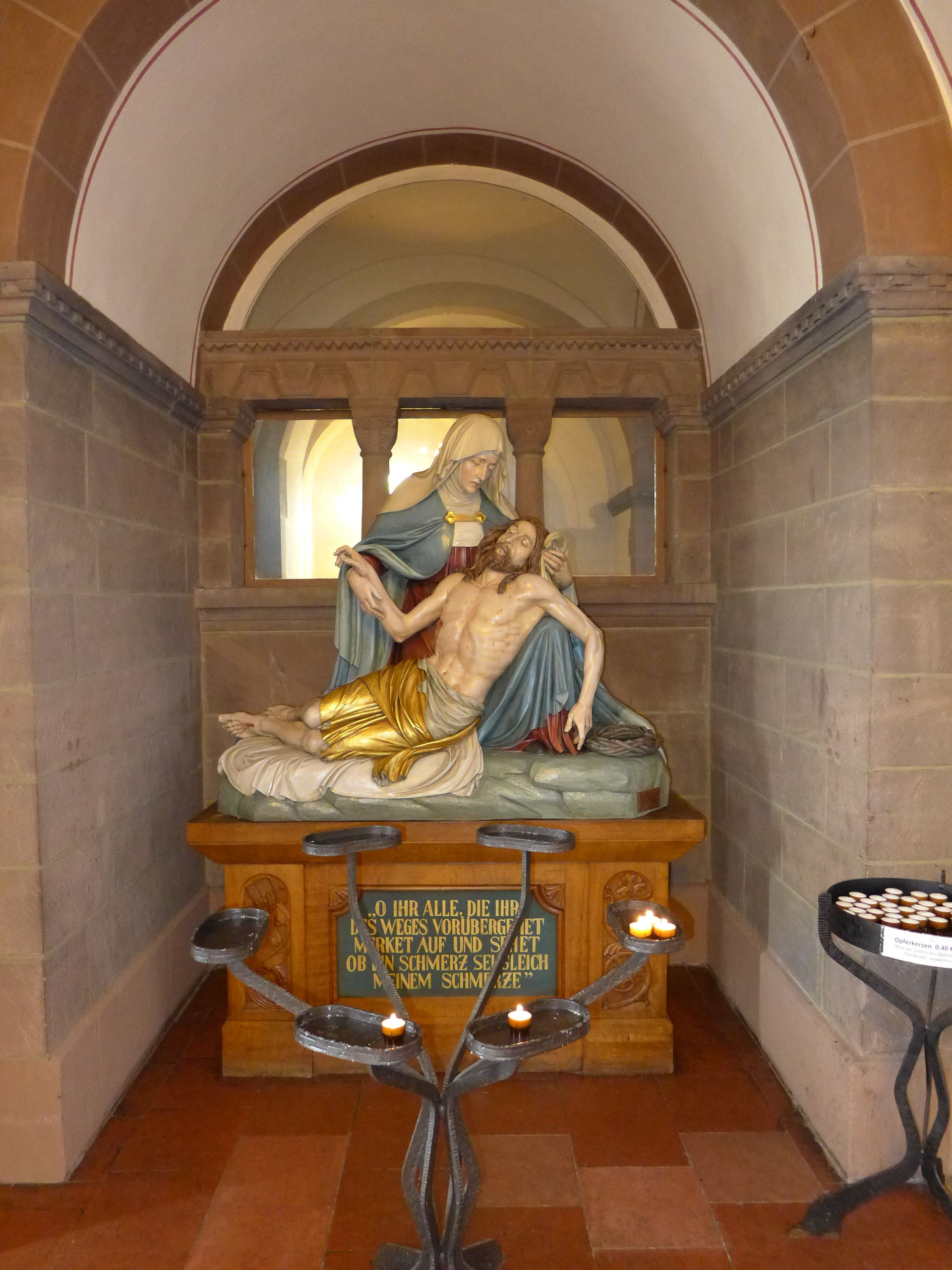
Pietà in der linken Turmkapelle
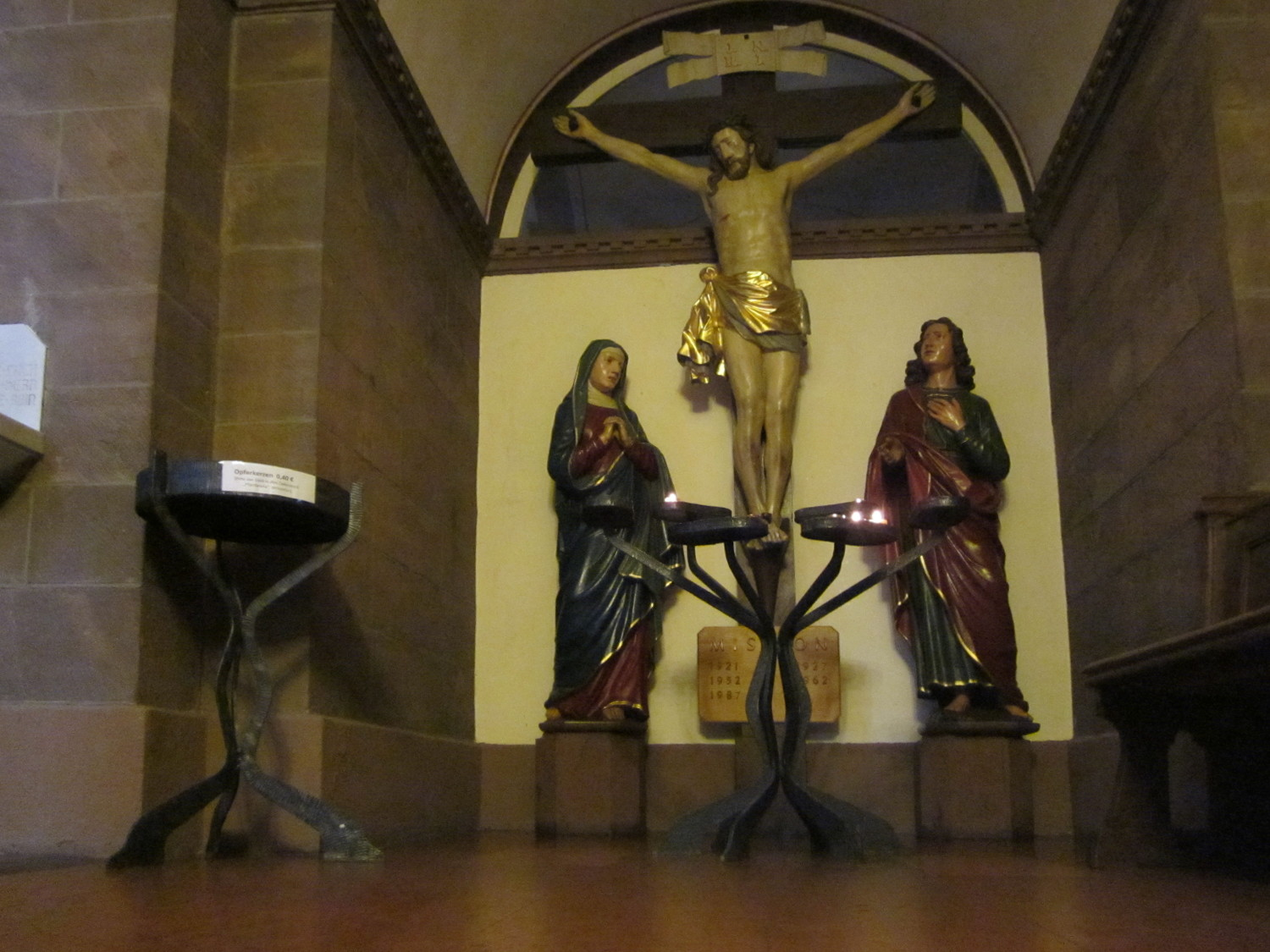
Kreuzigungsgruppe in der rechten Turmkapelle
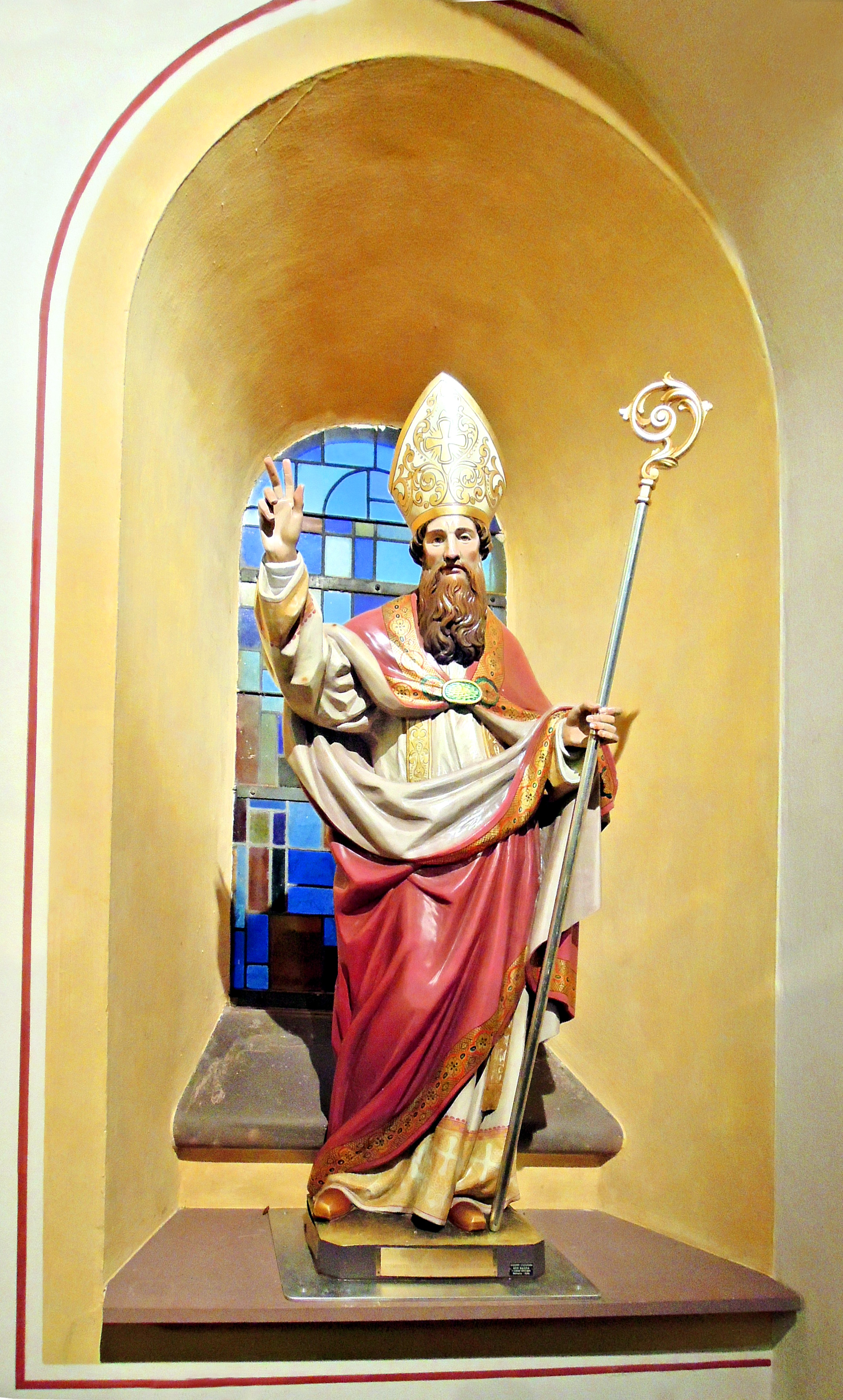
Turmkapelle, Statue des hl. Paulinus von Nola

Unter der Empore öffnet sich die von drei Rundbögen durchbrochene kreuzgratgewölbte Vorhalle. Hier haben die beiden Turmkapellen ihren Platz.
- In der östlichen sind die lebensgroßen Figuren einer Kreuzigungsgruppe (Johannes und Maria aus der alten Johanneskirche, wohl um 1600, das Kreuz stammt aus dem 19. Jahrhundert) untergebracht. Das Kreuz trägt die Daten der Gemeindemissionen in den Jahren 1921, 1926, 1952, 1962 und 1987. Hier wollte Pfarrer Matthias Prior bestattet werden, was aber wegen der Beschädigung der hier liegenden Turmfundamente nicht möglich war.
- Die westliche Turmkapelle beherbergt eine nahezu lebensgroße Pietà des in Trier ansässigen Bildhauers Karl Frank (1868–1942).[50] Frank war gegen Ende der 1880er Jahre nach Trier gekommen, wo er anfangs in der Werkstatt eines anderen Bildhauers tätig war. Im Jahr 1897 hatte er sich durch Gründung des „Ateliers für kirchliche Kunst Karl Frank“ selbständig gemacht. Bis zum Ersten Weltkrieg stellte er eine Vielzahl vorwiegend neogotischer und neoromanischer Kirchenausstattungen von hohem handwerklichen und künstlerischem Niveau her. Nach dem Stillstand der Produktion während des Krieges konnte Franks Bildhauerwerkstatt nicht mehr an die Vorkriegsverhältnisse anknüpfen, wohl auch, weil sich nun eine Geringschätzung der historistischen Stile in der katholischen Kirche auszubreiten begann. Die Pietà des Saardomes ist eine Stiftung des Dillinger Müttervereins aus dem Jahr 1914 in Erinnerung an die in den Kriegen getöteten Söhne des Ortes. Die Sockelinschrift lautet „O ihr alle, die ihr des Weges vorübergeht, merket auf und sehet, ob ein Schmerz sei gleich meinem Schmerze“ und stammt aus den Klageliedern Jeremias, in denen er die Zerstörung Jerusalems und des Tempels im Jahr 586 v. Chr. besingt. (Klgl 1,12 EU). Die Inschrift ist umgeben von Ornamentfeldern mit den eucharistischen Symbolen von Brot und Wein.
- Eine weitere Kapelle befindet sich im Eingangsbereich des Westturms. Sie ist dem heiligen Antonius von Padua geweiht. Die Statue des Heiligen stammt aus dem Barock und gehört zu den kostbarsten Ausstattungsstücken. Sie wurde 1952 restauriert und ist ein Geschenk von Pfarrer Alois Winkel an die Pfarrgemeinde.
- Im östlichen Turmeingang ist seit dem Jahr 1992 eine Statue des heiligen Paulinus von Nola zu sehen. Sie ist eine Kopie der Statue des Schutzpatrons der sizilianischen Stadt Sutera in der Provinz Caltanissetta aus der Kirche San Paolino auf dem Monte San Paolino. Die Statue wurde von italienischen Auswanderern aus der Region Sutera gestiftet, die in Dillingen eine neue Heimat gefunden hatten. Geschnitzt wurde die Skulptur von der Bildschnitzerwerkstatt Giuseppe Stuflesser in St. Ulrich im Grödner Tal.[51] In einem jährlichen Festzug wird die Statue von der Pfarrei St. Maximin in Pachten auf Schultern bis zum Saardom getragen.

### Kreuzweg
Der in Bronze gegossene Kreuzweg wurde in den Jahren 1962/1963 durch den Bildhauer Max Schauer (1903–1977) aus Oberammergau geschaffen. Die Stationsbilder weisen Ähnlichkeit auf zu denen kurz darauf von Schauer auf dem Pilgerweg zur Apollinariskirche auf dem Appolinarisberg bei Remagen geschaffenen Kreuzwegstationen. Daneben schuf Schauer in Deutschland zahlreiche weitere, so für Deggingen bei Göppingen, für Augsburg und für die Münchener Kirche Sankt Josef in der Maxvorstadt. Ebenso lieferte er Kreuzwegstationen für Kirchen in Amerika. Die Bronzearbeiten nach seinen Modellen ließ er in einer oberbayerischen Bronzewerkstatt gießen. Max Schauer leitete ab dem Jahr 1930 den von seinem Vater Sebastian Schauer im Jahr 1898 gegründeten Oberammergauer Schnitzbetrieb. Zunächst arbeitete er noch konventionell naturalistisch, in den 1960er Jahren kehrte sich sein Stil ins Impulsiv-Expressive.
Ursprünglich befanden sich im Saardom großformatige gemalte Kreuzwegbilder im Stil des Historismus an den Hochschiffwänden.

### Querschiffkapellen

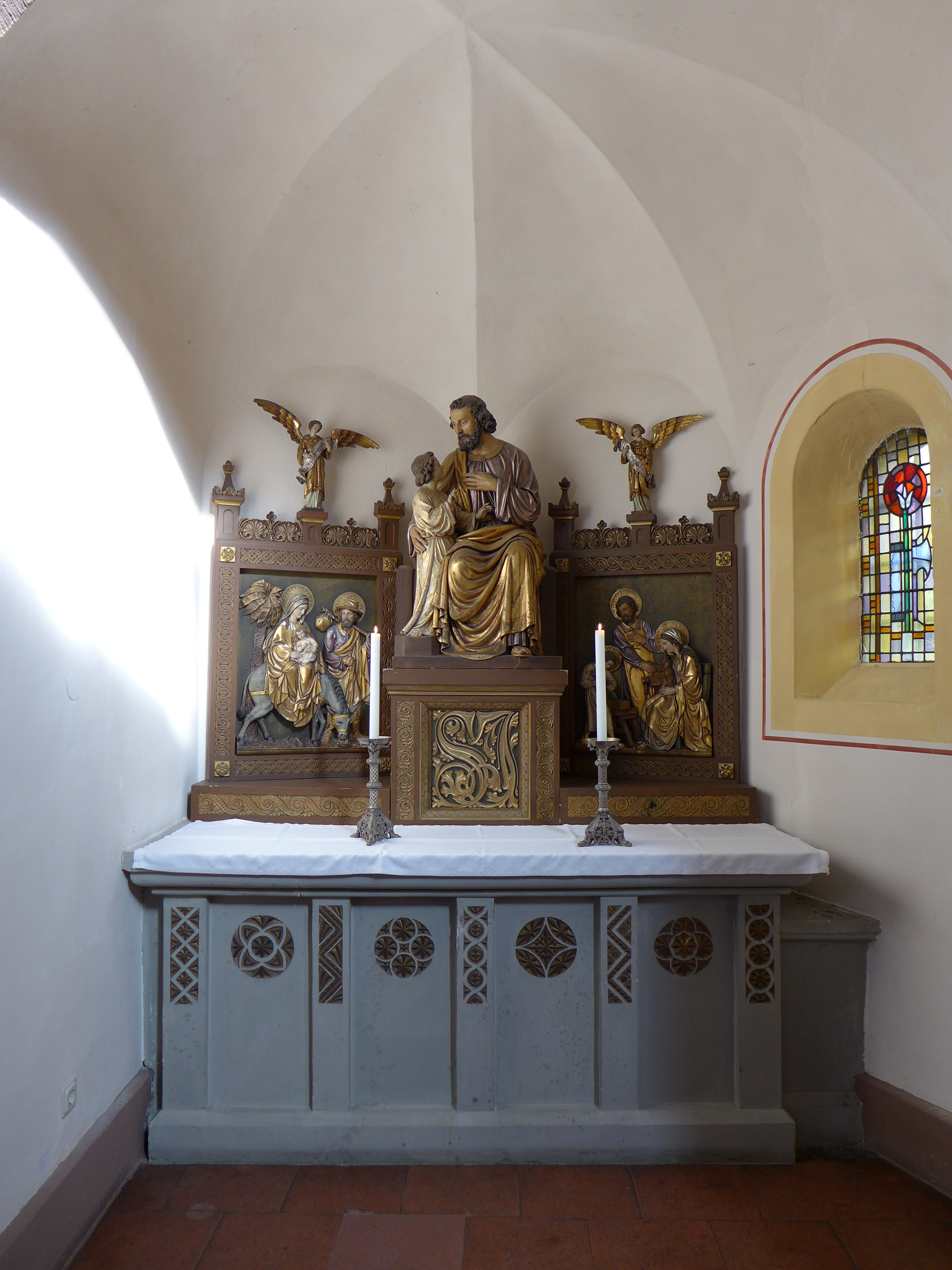
Josefskapelle

- Kapelle des rechten Querschiffes: Josefskapelle. Der hölzerne Altaraufbau der Bildhauerwerkstätte Johann Mettler in Morbach im Hunsrück weist auf der Tür des Tabernakelschreins die ineinander verschlungenen rankenartige Buchstaben „SJ“ für „Sankt Josef“ auf. Darüber erhebt sich eine Sitzfigur des heiligen Josef, der vom Jesuskind belehrt wird. Im linken Relieffeld ist die Flucht nach Ägypten (Mt 2,13–15 EU) und im rechten Relieffeld die Heilige Familie bei der Arbeit dargestellt. Jeweils darüber befinden sich Engel mit Spruchbändern. Das Spruchband des linken Engels mit dem lateinischen Text Ecce angelus Domini apparuit in somnis Ioseph („Siehe, der Engel des Herrn erschien dem Josef im Traum“; aus Mt 2,13 EU) bezieht sich auf die Flucht nach Ägypten. Die lateinische Inschrift des rechten Spruchbandes lautet: Et erat subditus illis („Und er war ihnen gehorsam“), aus Lk 2,51 EU. Sie bezieht sich darauf, dass Jesus Christus nicht nur Gott, sondern auch seiner Mutter und seinem irdischen Ziehvater Josef gegenüber gehorsam war. Der Altar ist ganz in Gold-, Silber- und Bronzetönen gehalten.
- Kapelle des linken Querschiffes: Taufkapelle. Das bemerkenswerte zerstörte marmorne Taufbecken von 1913 aus der Werkstatt Jina in Koblenz in einem Übergangsstil von Jugendstil und Art déco wurde 1986 durch ein neogotisches Becken ersetzt. Das heutige Becken von 1911 stammt aus der Kirche St. Marien in Hühnerfeld und war dort lange Jahre als Blumenkübel benutzt worden.

### Rechtes Querschiff

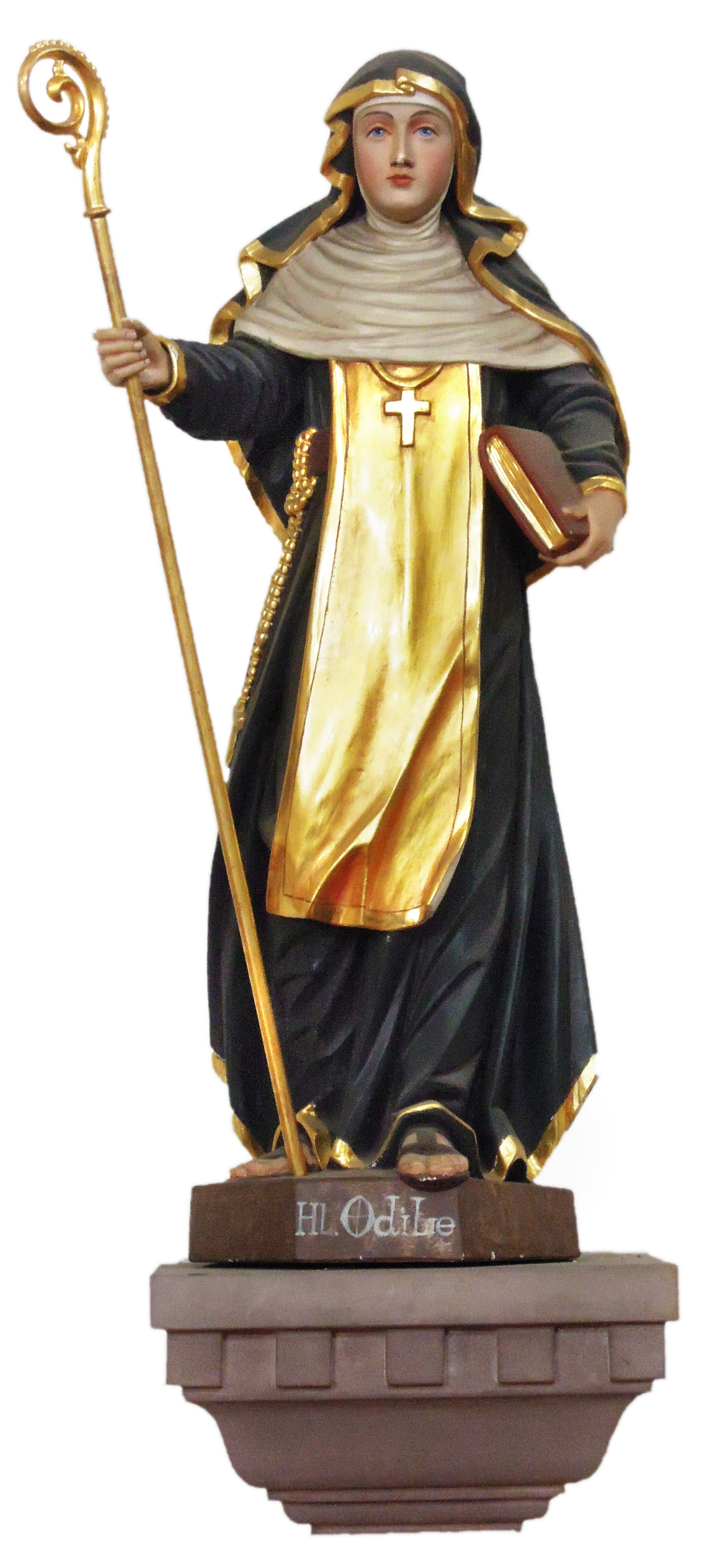
Hl. Odilia, Kopie des Originals, das sich heute in der Dillinger Odilienschule befindet
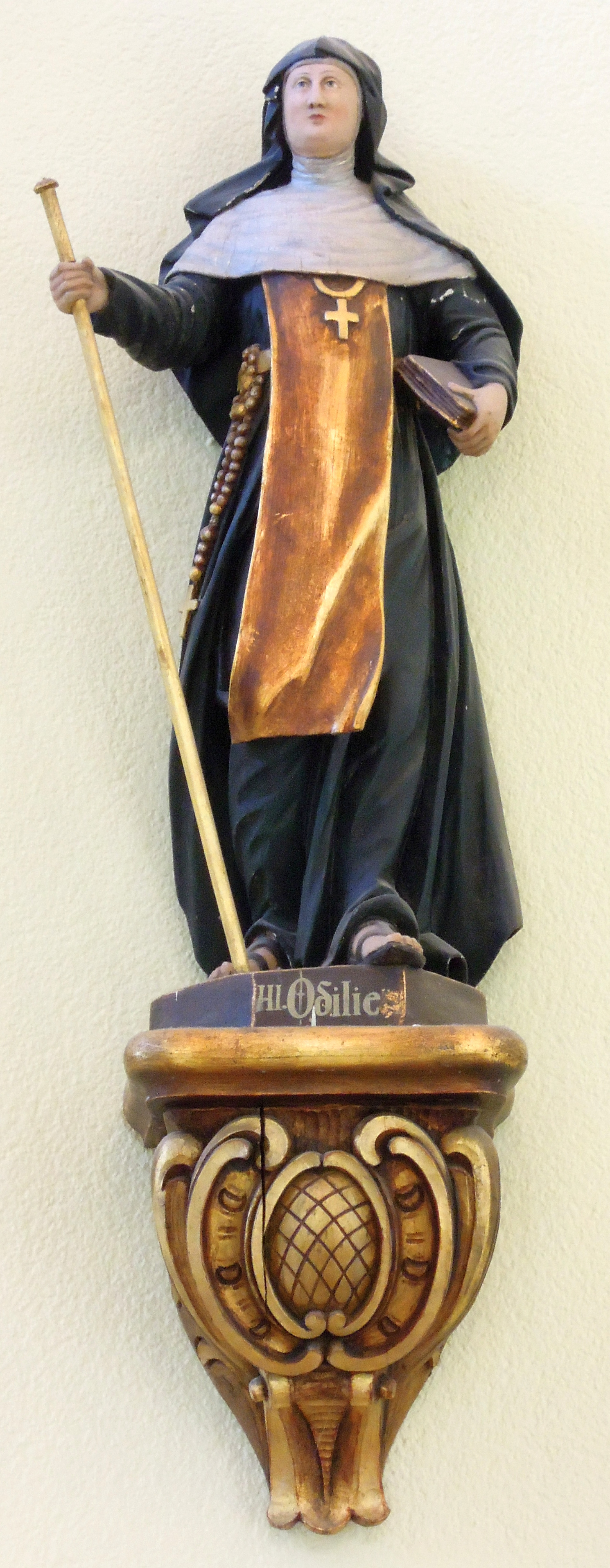
Original der Odilienstatue in der Odilienschule
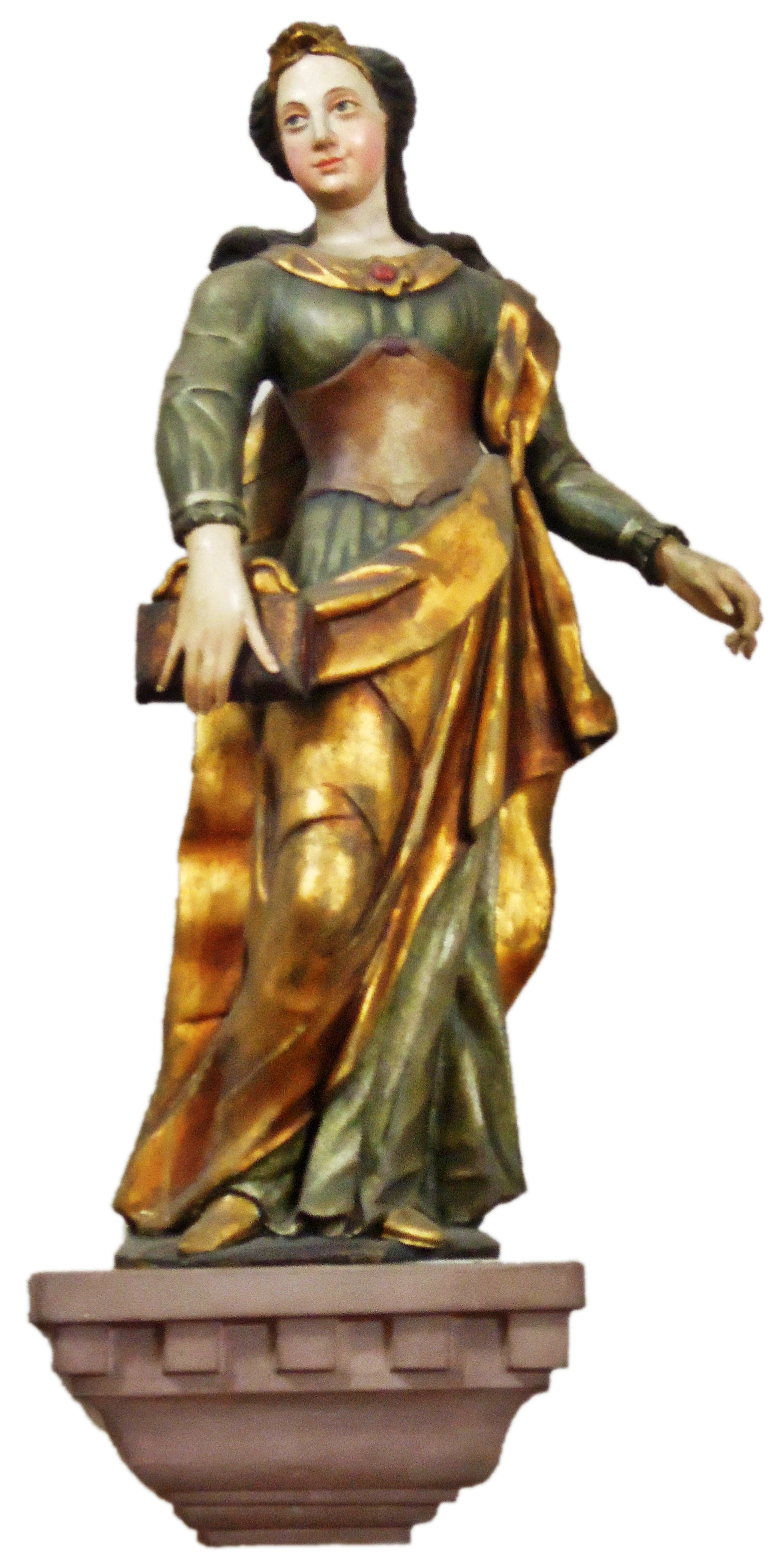
Hl. Luzia

In den Nischen der Konchenwand des Querhausarmes befinden sich auf in den 1980er Jahren neu angefertigten Sandsteinkonsolen die Figuren dreier heiliger Jungfrauen: Zwischen den hll. Odilia und Lucia, den ersten Schutzpatroninnen Dillingens, steht die gekrönte Muttergottes. Die farbig gefasste Figur der Madonna mit Kind – möglicherweise ein Werk der Bildhauerfamilie Guldner (Peter, Johannes, Adam, Christian und Georg) aus Berus – datiert ebenso wie die der hl. Lucia ins 18. Jahrhundert. Beide standen wohl einst in der alten Lucienkapelle in Dillingen, die zu Beginn des 20. Jahrhunderts abgerissen wurde. Bei der Statue der hl. Odilia handelt es sich um eine Nachbildung der 1980er Jahre, denn das barocke Original befindet sich seit dem Jahr 1961 als Stiftungsgeschenkt der Pfarrgemeinde in der Dillinger Odilienschule.

### Linkes Querschiff

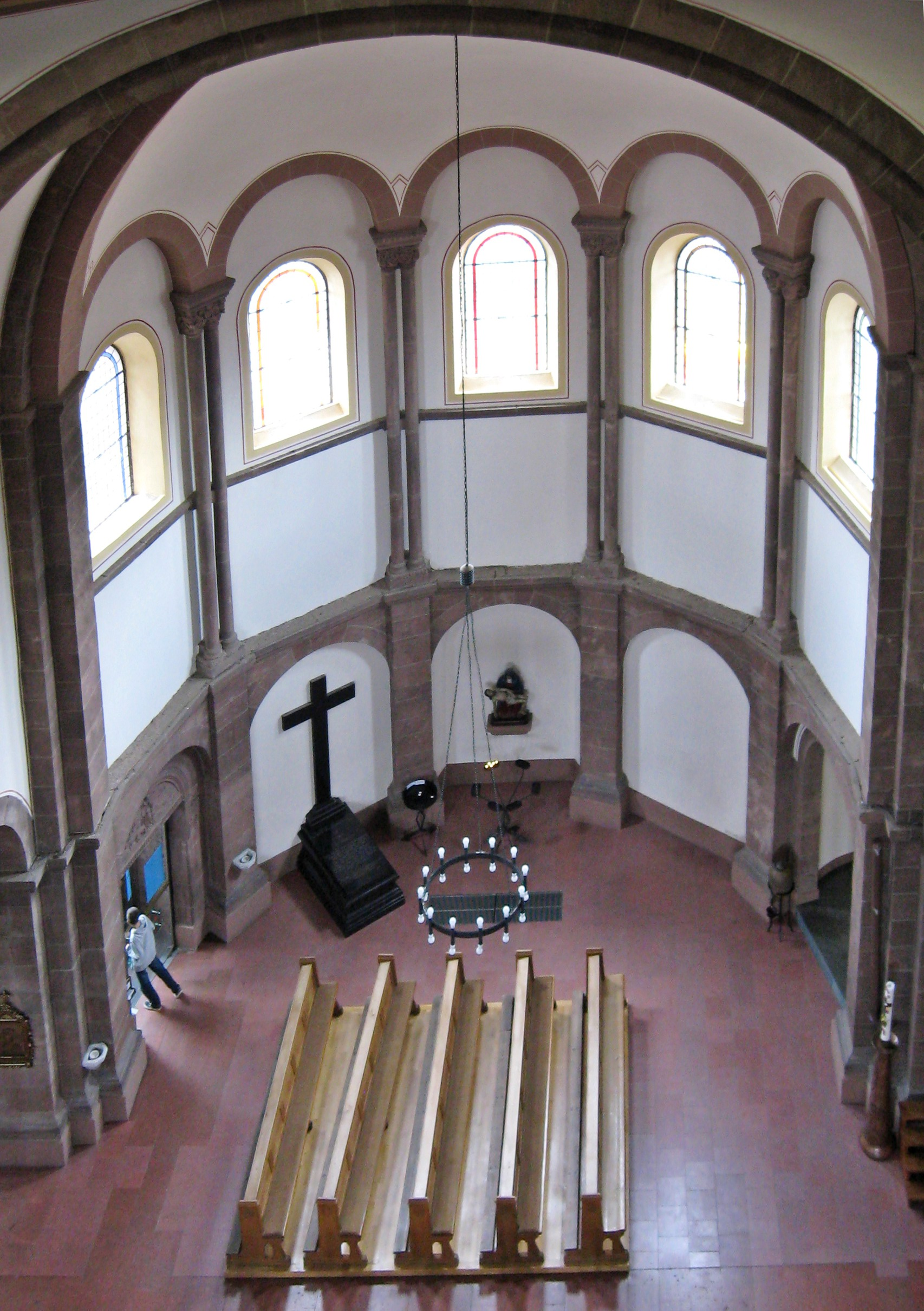
Linkes Querschiff mit Grab von Matthias Prior
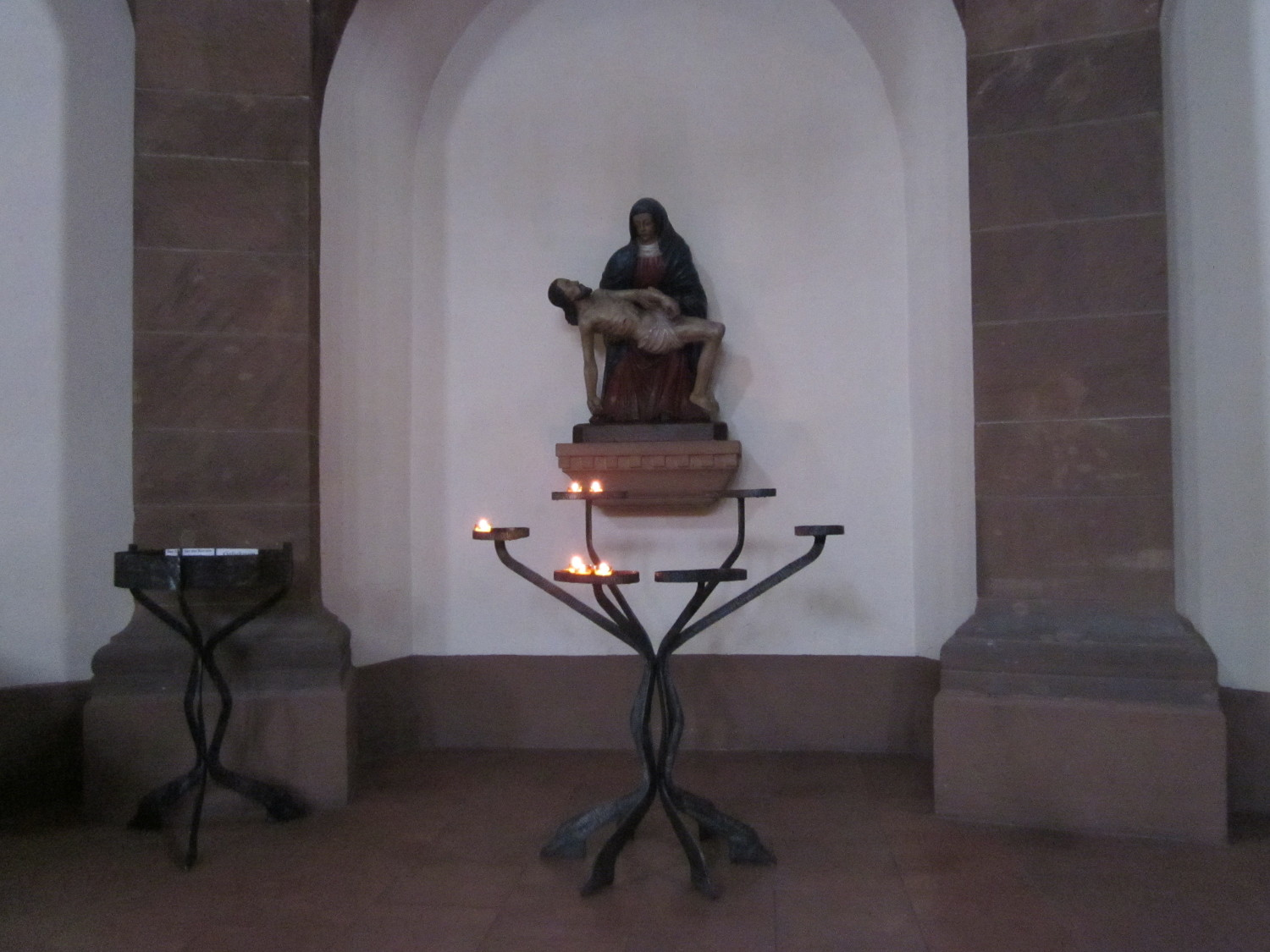
Pietà aus dem 17. Jahrhundert
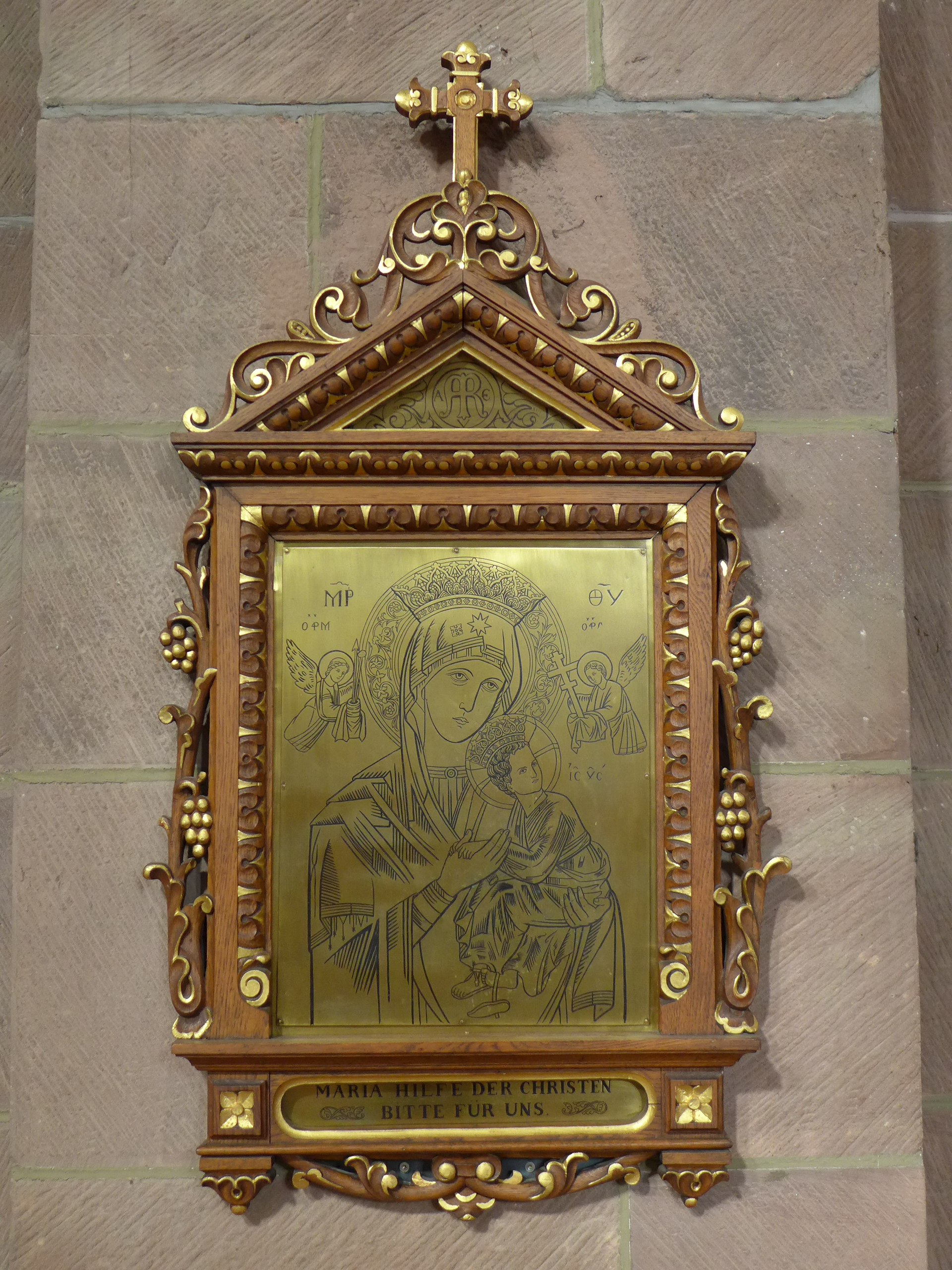
Marienikone

- Grab von Mathias Prior: Das Grab des Erbauers des Saardomes wurde im Jahr 1950 aus tiefschwarzem Schwarz-Schwedisch-Stein in der Form einer auf den Altar ausgerichteten Tumba mit hohem Wandkreuz gestaltet.
- Eingangstympanon: Darstellung Jesu als Guter Hirte vor der Landschaft des Sees Genesareth (Bildhauer Sobry, Trier)
- Pietà: Die vermutlich aus dem 17. Jahrhundert stammende Marienfigur wurde im Jahr 1954 restauriert und um einen Christuskorpus ergänzt. Vor der Statue befindet sich das Totengedenkbuch der Pfarrei Hl. Sakrament in einem schmiedeeisernen Schaukasten.
- Tisch: Der rechts von der Pietà sich befindende Tisch wurde aus den Messing-Türen der alten Kommunionbank gestaltet. Dargestellt sind zwei aus einer Quelle trinkende Hirsche nach dem Psalmvers 42,2: „Wie der Hirsch schreit nach frischem Wasser, so schreit meine Seele, Gott, zu dir“.
- Am Bogendurchgang zum linken Seitenschiff befindet sich die in Monochromie ausgeführte Ikonenkopie des Gnadenbildes Unserer Lieben Frau von der immerwährenden Hilfe.

### Seitenkapellen

#### Westliche Seitenkapelle: Marienkapelle

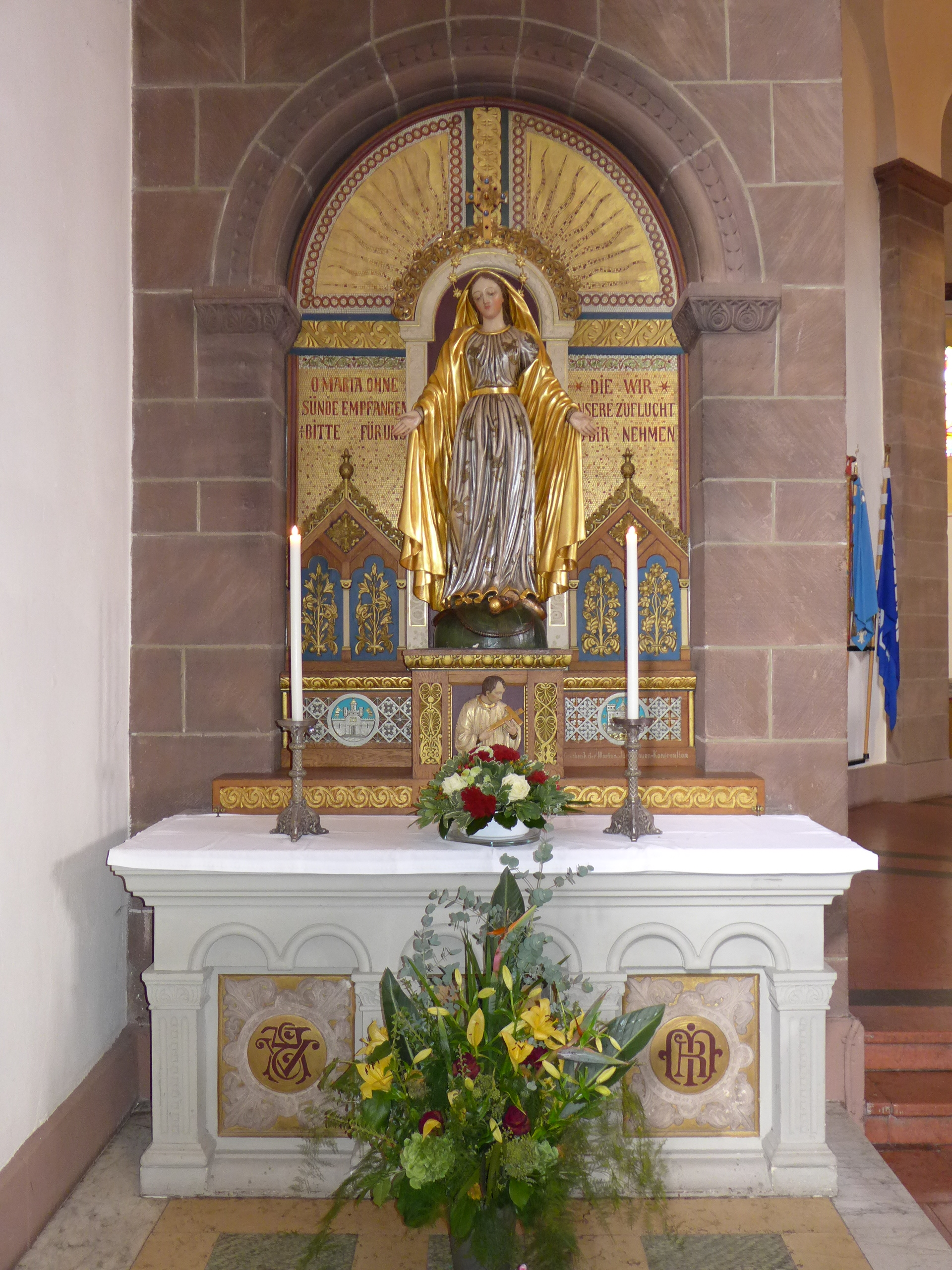
Saardom, Marienaltar
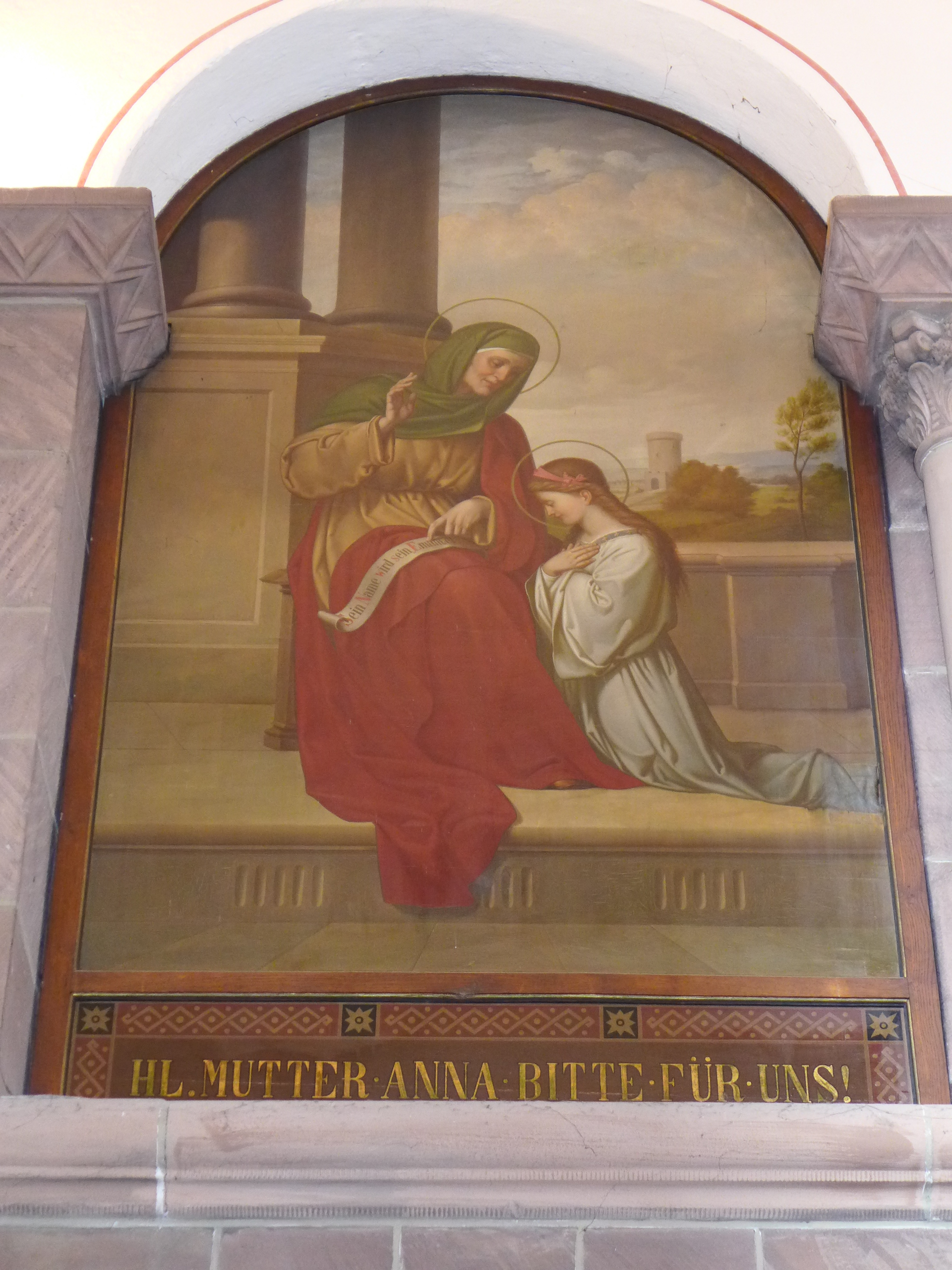
Saardom, Gemälde „Marienschule“
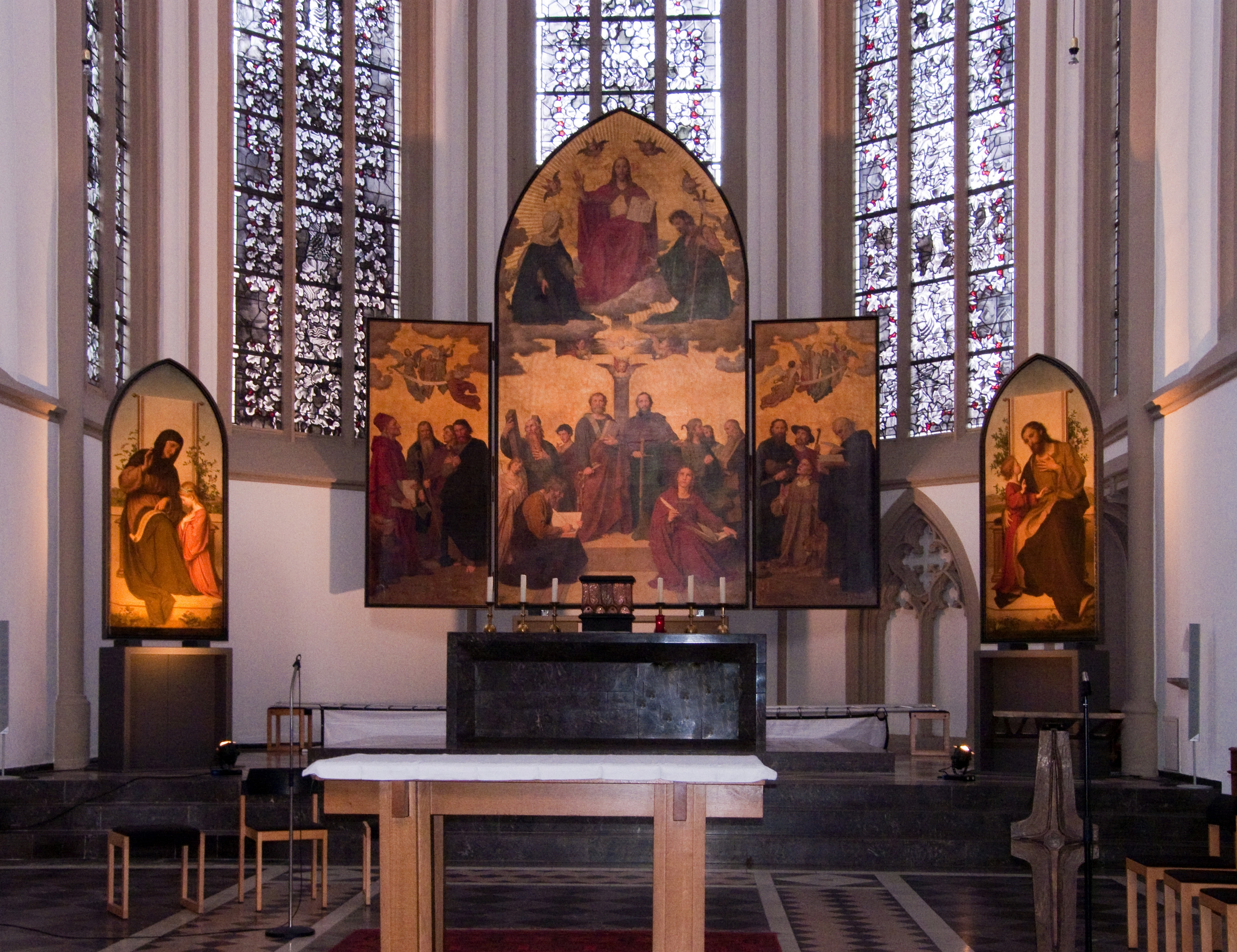
St. Remigius, Bonn, Annen-Altar als Vorbild der Dillinger Marienschule (links)
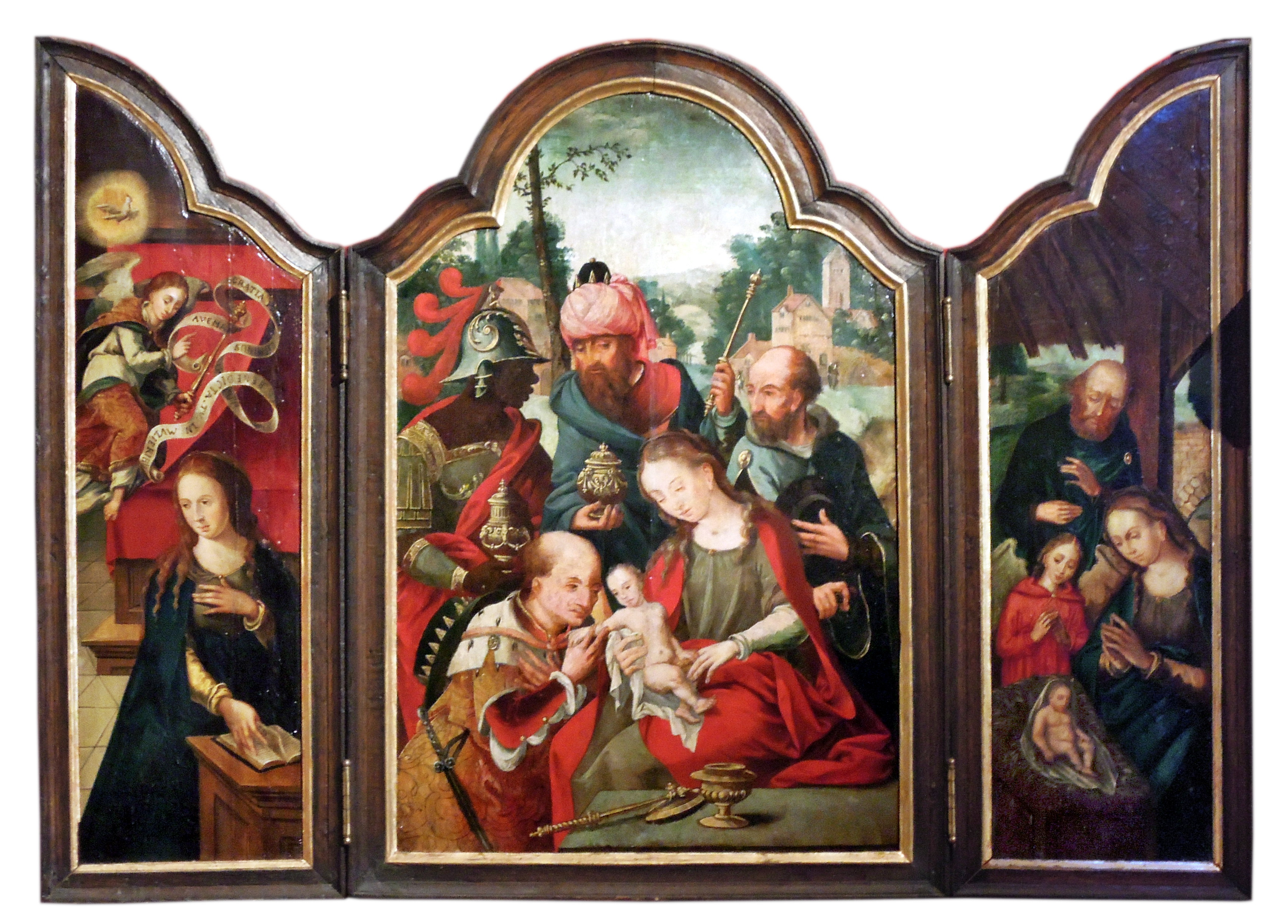
Dillinger Triptychon

Der von der Dillinger Marianischen Jungfrauen-Kongregation gestiftete Altar besteht aus Sandstein mit drei durch Pfeiler und Doppelarkadenbögen getrennte Schmuckfelder im Altarunterbau (von links nach rechts: ein von vegetabilen Ornamenten umgebenes goldenes Medaillon mit ineinander verschlungenen Buchstaben, die das Wort „Ave“ bilden, ein lateinisches Kreuz aus verschiedenen Marmorarten, ein von vegetabilen Ornamenten umgebenes goldenes Medaillon mit ineinander verschlungenen Buchstaben, die das Wort „Maria“ bilden).
Im Antependium des hölzernen Altaraufbaues befindet sich im mittleren Sockelteil (Tabernakelschrein) das Brustrelief des heiligen Aloisius, der ein Kreuz betrachtet. Um die Wende zum 20. Jahrhundert traten, aufgrund der damaligen Volksfrömmigkeit, neben dem Bußeifer des Heiligen auch andere seiner Tugenden in den Vordergrund. Besonders wurde dabei die Tugend der Keuschheit und seine Hingabe an die Jungfrau Maria hervorgehoben, denn der Heilige hatte bereits im Alter von zehn Jahren das Gelübde ewiger Jungfräulichkeit abgelegt.
In den flankierenden Feldern, die mit goldfarbigen Ornamenten geschmückt sind, befinden sich mittige Medaillons mit Mariensymbolen aus der Lauretanischen Litanei. Zentrale Statue des Altaraufbaues ist eine Mondsichelmadonna. Die silber- und goldfarbene Statue steht auf einer Halbkugel mit Mondsichel, breitet huldvoll die Arme aus und zertritt die Paradiesschlange mit ihrem Fuß. Ihr Haupt ist von einem Kranz von 12 Sternen umgeben. Die Gestaltung der Statue ist auch an der Marienfigur auf der Wundertätigen Medaille orientiert. Die Statue wurde von der Dillinger Johanneskirche in den Saardom übernommen. Der Bildhauer der Statue, die stilistisch dem 19. Jahrhundert zuzuordnen ist, ist unbekannt. Die übrigen Schnitzwerke des Marienaltares wurden, wie auch der Herz-Jesu-Altar und der Josefsaltar, von der im Jahr 1866 gegründeten Bildhauerwerkstätte Johann Mettler in Morbach im Hunsrück gefertigt. Die von Mettler weit über den Hunsrück hinaus gelieferten Kunstgegenstände brachten Morbach den Namen „Oberammergau des Hunsrücks“ ein. Nachdem das Saargebiet durch den Versailler Vertrag im Jahr 1920 vom Deutschen Reich abgetrennt worden war, arbeitete Mettler für den saarländischen Kirchenausstattungsbedarf mit einer eigenen Werkstätte in St. Wendel und wurde dabei durch den saarländischen Politiker und Mitglied der Regierungskommission des Saargebietes Bartholomäus Koßmann stark unterstützt.
Die Marienstatue des Altares ist flankiert von Dreiecksarkaden mit Rosen und Lilien als Symbole der Sündlosigkeit und Jungfräulichkeit. Im vergoldeten Holzmosaik ist in Versalien die Umschrift der wundertätigen Medaille zu lesen: „O Maria, ohne Sünde empfangen, bitte für uns, die wir unsere Zuflucht zu dir nehmen.“
Über dem Altar befindet sich in einer Rundbogennische ein Gemälde der heiligen Anna, die die kindliche Maria das Lesen lehrt, hier mit dem Buch Jesaja 7,14 („Sein Name wird sein Immanuel“). Unter dem Ölgemälde steht in goldenen Versalien: Hl. Mutter Anna, bitte für uns! Das Bild des Trierer Malers Johannes Bruch stammt aus dem Jahr 1921. Das Bild der Marienschule ist eine weitgehende Übernahme der Marienschule am Annenaltar der Remigiuskirche in Bonn im Stil der Spätnazarener der Düsseldorfer Malerschule. Schöpfer des im Jahr 1882 entstandenen Originals war der Darmstädter Maler Karl Müller.
Alljährlich nach Weihnachten wird am Marienaltar das Dillinger Triptychon ausgestellt.

#### Dillinger Triptychon
Das aus der ehemaligen Ausstattung der Kapelle im Dillinger Schloss stammende Triptychon aus dem frühen 16. Jahrhundert wird häufig dem niederländischen Meister Lucas van Leyden zugeschrieben. Stilistische Vergleiche lassen hingegen eine Herkunft aus der Werkstatt des Pieter Coecke van Aelst plausibel erscheinen. Das Thema des Altarbildes ist eine Anbetung der drei Könige. Das Werk wurde Anfang der 1960er Jahre restauriert.

#### Östliche Seitenkapelle: Herz-Jesu-Kapelle/Christkönig-Kapelle

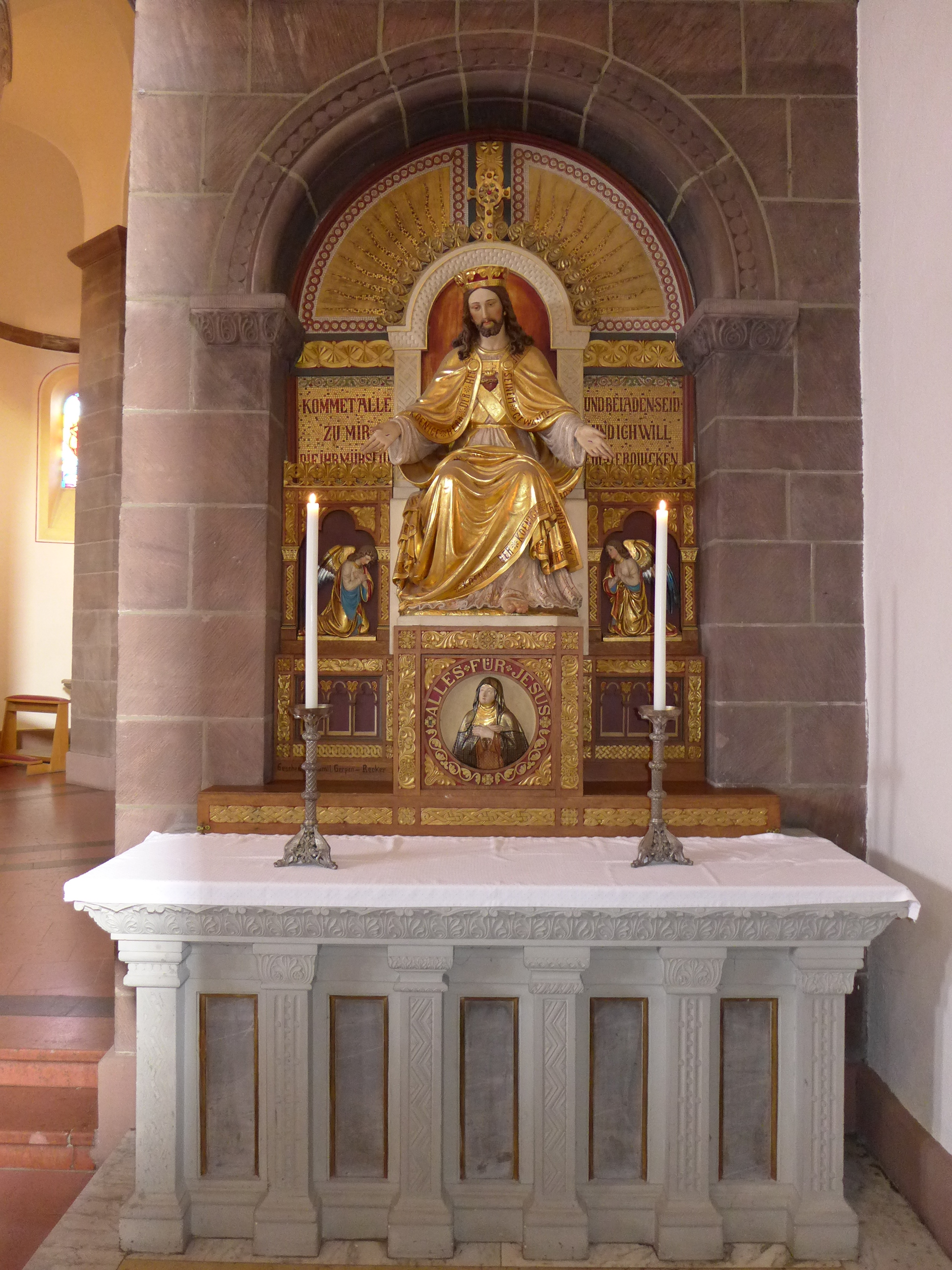
Herz-Jesu-Altar
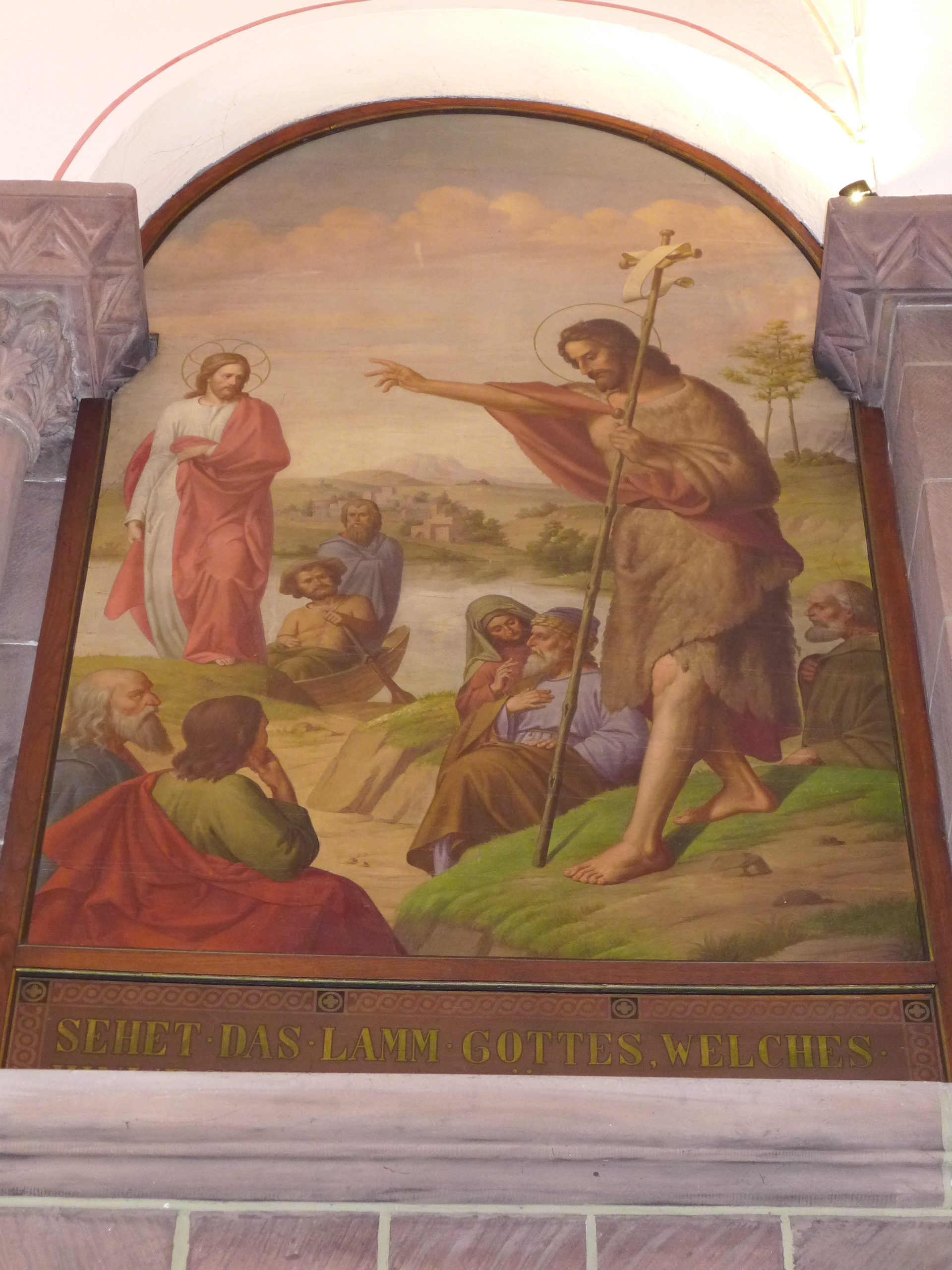
Taufe Jesu
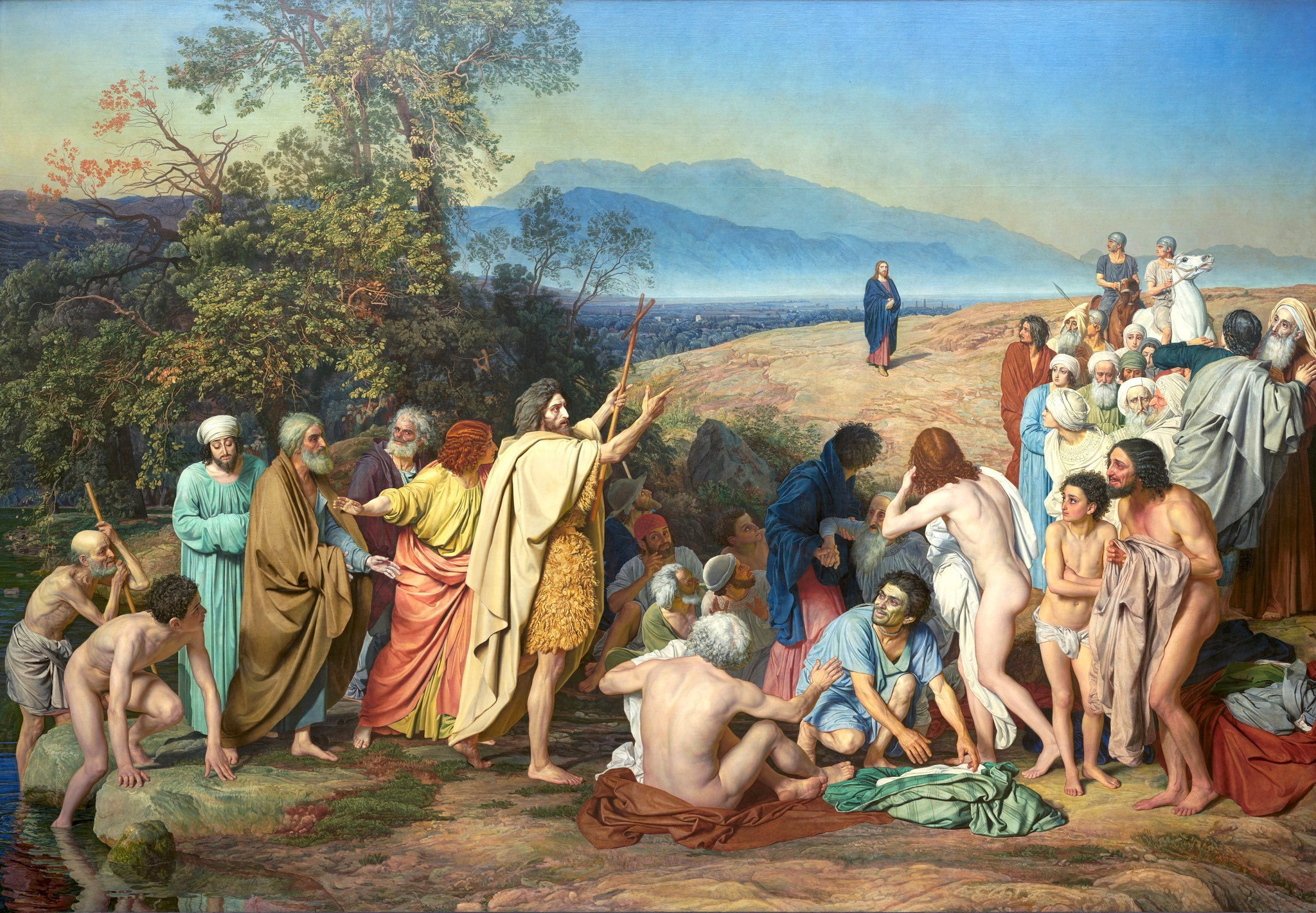
Alexander Andrejewitsch Iwanow, Die Offenbarung des Christus gegenüber den Menschen, (Öl auf Leinwand, 1837–1857)

Der von der Dillinger Familie Gergen-Becker gestiftete Altaraufbau (Stiftungsinschrift im hölzernen Aufbau links unten) bestehen im unteren Teil aus Sandstein mit sechs durch Pfeiler getrennte hochrechteckige Felder.
Im Antependium des hölzernen Altaraufbaues der Bildhauerwerkstätte Johann Mettler befindet sich im mittleren Sockelteil (Tabernakelschrein) das Brustrelief der heiligen Margareta Maria Alacoque.  Das Relief der Heiligen ist umgeben von der Umschrift „Alles für Jesus“. In den flankierenden Feldern befinden sich jeweils drei Arkadenbögen.
Zentrale Statue des Altaraufbaues, die von der Bildhauerwerkstätte Mettler angefertigt wurde, ist eine Sitzfigur des gekrönten Christus auf einem Thron, der, sich erbarmend niederbeugend, die Arme ausbreitet. Christus ist als königlicher Hohepriester mit blutendem und dornenumwundenen Herzen dargestellt. Die Gestaltung der Statue steht in zeitlichem Zusammenhang zum Christkönigsfest, das anlässlich des Heiligen Jahres 1925 zur 1600-Jahr-Feier des Konzils von Nicäa 325 von Papst Pius XI. mit seiner Enzyklika Quas primas vom 11. Dezember 1925 eingesetzt wurde. Die Rapport-Inschrift des Mantelsaumes der Jesusfigur lautet: „Auf seinem Gewand und auf seiner Hüfte trägt er den Namen: ‚König der Könige und Herr der Herren‘.“ (Offb 19, 16)
Die Statue ist flankiert von anbetenden Engeln. Im vergoldeten Holzmosaik befindet sich in Versalien die Umschrift „Kommet alle zu mir, die ihr mühselig und beladen seid, und ich will euch erquicken“ (Mt 11, 28). Über dem Altar hängt in einer Rundbogennische ein Gemälde des Trierer Malers Johannes Bruch aus dem Jahr 1921. Es stellt die Taufe Jesu durch Johannes am Jordan dar und nimmt damit Bezug auf die Mutterkirche des Saardomes, St. Johann. Unter dem Ölgemälde steht in goldenen Versalien: „Seht das Lamm Gottes, das hinwegnimmt die Sünde der Welt!“ (Joh 1, 29).
Der Trierer Maler Johannes Bruch komprimiert in seinem Gemälde Motive des Bildes Die Offenbarung des Christus gegenüber den Menschen von Alexander Andrejewitsch Iwanow in der Moskauer Tretjakow-Galerie.

### Altarbereich
Gemäß den Bestimmungen des Zweiten Vatikanischen Konzils wurde der Chorraum umgestaltet und erweitert, so dass er sich heute bis zur Vierung erstreckt. Er ist über fünf Stufen erhöht und gegen den Chorumgang mit den Seitenkapellen durch Schranken der Bildhauerwerkstätte von Curt und Wenzel Jina aus Koblenz (1913) abgegrenzt. Die steinernen Schranken bestehen aus Marmorsäulen mit Bronzekapitellen und Messingbasen. Die figürlichen und ornamentalen Metallarbeiten orientieren sich sämtlich an der Maasländischen Kunst der Romanik.

#### Zelebrationsaltar
Der neue Zelebrationsaltar von 1969 wurde unter Verwendung von Teilen des alten Hochaltars vom Steinbildhaueratelier Göllner aus Saarbrücken fast genau unter dem Triumphbogen des Apsisbereiches errichtet. Die Mensaplatte besteht aus hellem Marmor mit kräftigen Randprofilen. Sie ruht auf einem mittleren Block, der links und rechts von Marmorsäulen mit Bronzekapitellen und Messingbasen der abgebrochenen Kanzel flankiert wird. Die Schauseite des Zelebrationsaltars enthält mittig ein aus cremefarbenem Marmor gearbeitetes Abendmahlsrelief. Dieses Relief war zuvor im Unterbau des alten Hochaltars zu sehen.

#### Standkreuz

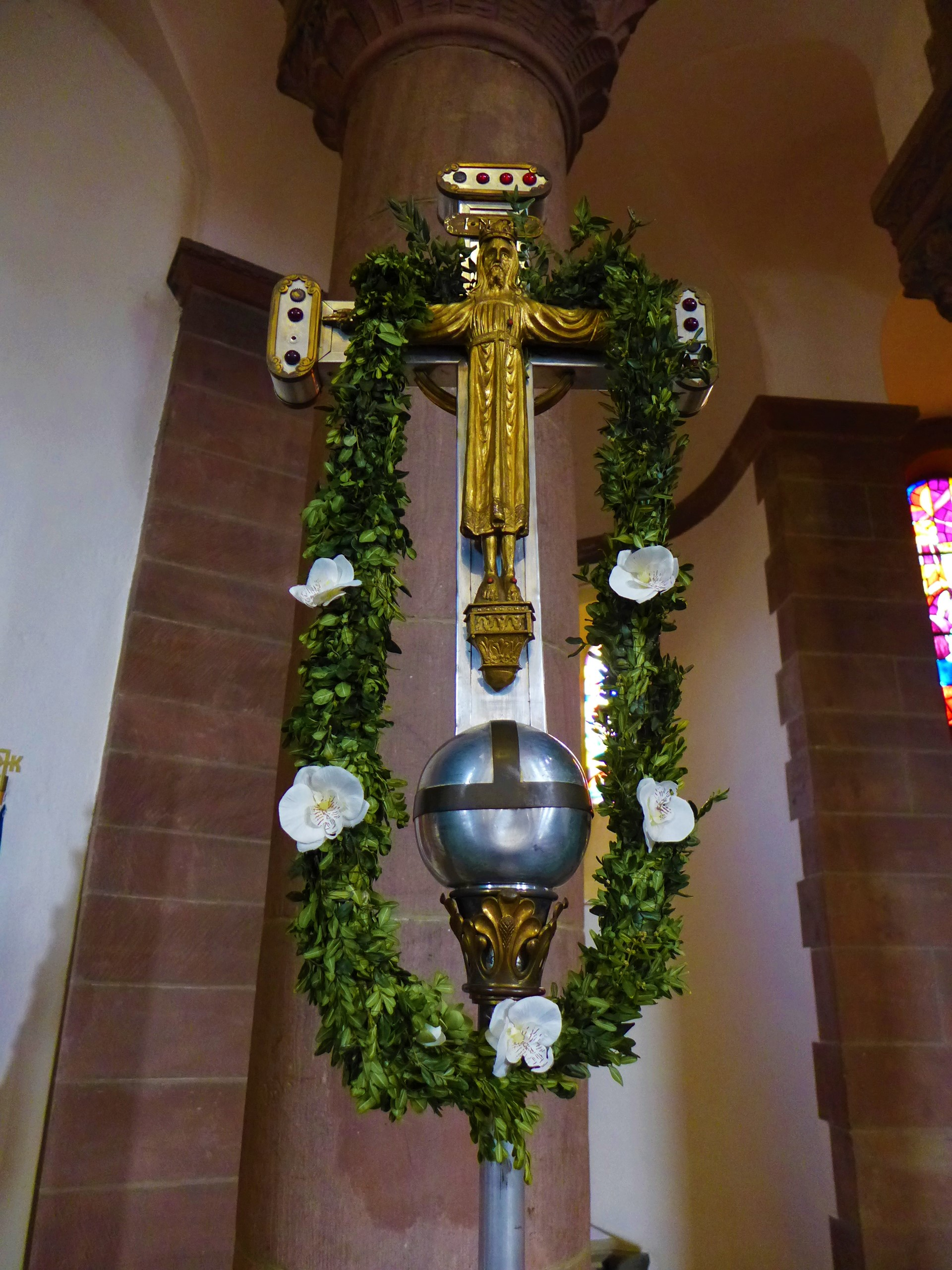
Neoromanisches Vortragekreuz in der Apsis

Hinter dem Altar befindet sich ein neoromanisches Vortragekreuz in der Form eines Viernagelkruzifix. Es wurde von Goldschmied Johann Jakob Marquenie im Jahr 1913 aus Edelstahl und Messing gefertigt. Der Tragestab endet in einem goldfarbenen Blattkapitell, das eine Kugel als Symbol des Weltalls trägt. Die aufgelegte Bandstruktur der Kugel lässt Assoziationen an einen Reichsapfel aufkommen. Die seitlichen Arme und das obere Ende des Kreuzes sind als gedrückte Ovale ausgeformt, die jeweils mit vier blutroten, mugelig geschliffenen Steinen in Muldenfassung geschmückt sind. Der Kreuzungspunkt der vier Balkenenden ist von einem goldenen Ring umgeben. Der Korpus des als gekrönter Christkönig dargestellten Gekreuzigten besteht aus vergoldetem Kupfer.

#### Ambo

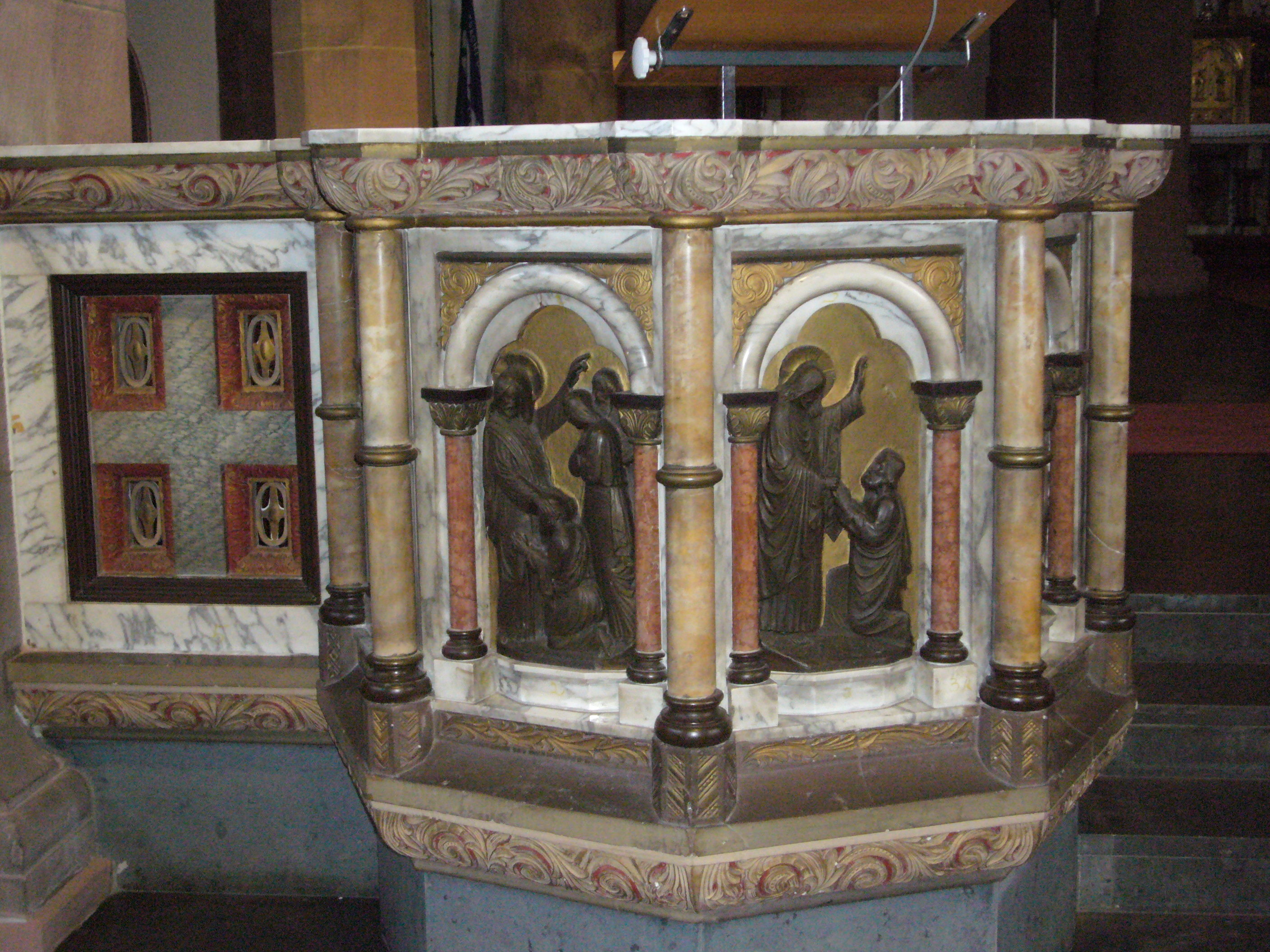
Ambo, vormals Kanzelkorb

Die ehemalige Kanzel aus der Bildhauerwerkstatt Jina in Koblenz (1913) stand ursprünglich am südwestlichen Vierungspfeiler. Mit der nachkonziliaren Umgestaltung des Altarraumes kam sie an den gegenwärtigen Ort. Die Säulen des Kanzelkorbes bilden nun die flankierenden Mensasäulen des Zelebrationsaltares. Der Kanzelkorb ist aus verschiedenen farbigen Marmorarten (weiß, rot, gelb, grau) sowie farblich gefasstem Sandstein zusammengefügt und enthält in Bogenfeldern vier Bronzetreibarbeiten (von links nach rechts: Christus beruft die ersten Jünger, Christus sendet die Jünger aus, Christus übergibt Petrus die Binde- und Lösegewalt, der wundersame Fischzug). Der Kanzelkorb weist eine reiche vegetabile Ornamentik auf.

#### Vorbeterpult, Gabentisch, Evangeliarvitrine
Im Jahr 1984 wurden vier gravierte neoromanische Messingplatten des alten Hochaltars in neu angefertigtes Ausstattungsstücke (Vorbeterpult, Gabentisch, Evangeliarvitrine) eingefügt. Die Messingplatten zeigen auf dem Vorbeterpult Jesus und den Apostel Johannes, auf dem Gabentisch den Apostel und Trierer Bistumspatron Matthias und die Opferung Isaaks sowie auf der Evangeliarvitrine Johannes den Täufer.

#### Sedilien
Der neogotische thronartige Sitz des Zelebranten aus Eichenholz ist ein Geschenk des Trierer Bischofs Michael Felix Korum an seinen ehemaligen Geheimsekretär und ersten Pfarrer des Saardomes, Matthias Prior. Der Sitz wurde in den 1990er Jahren durch den Dillinger Schreinermeister Lothar Seiwert um zwei kleinere Sedilien ergänzt.

#### Hochaltar in der Chorkapelle

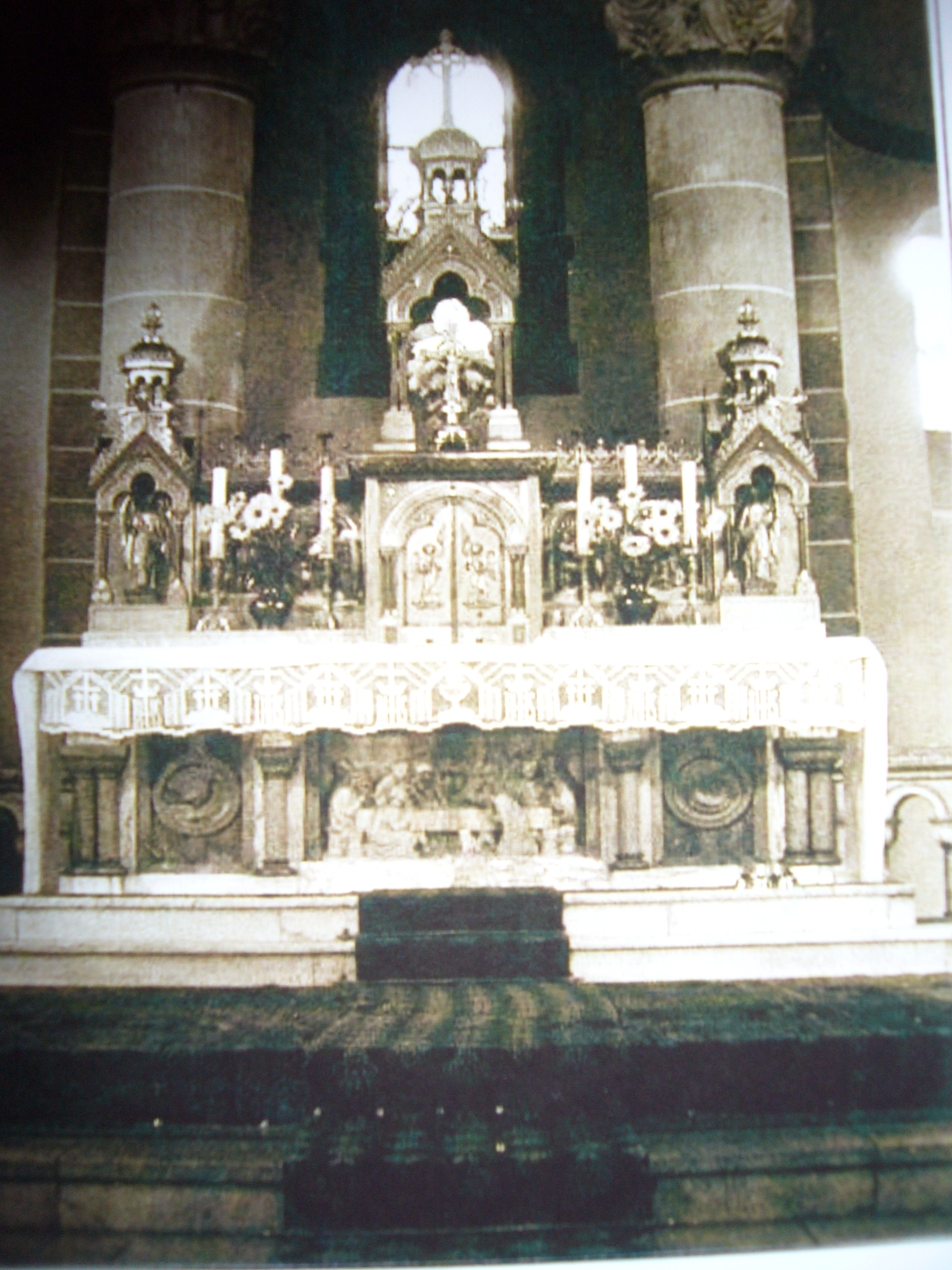
Neoromanischer Hochaltar in der ursprünglichen Aufstellung

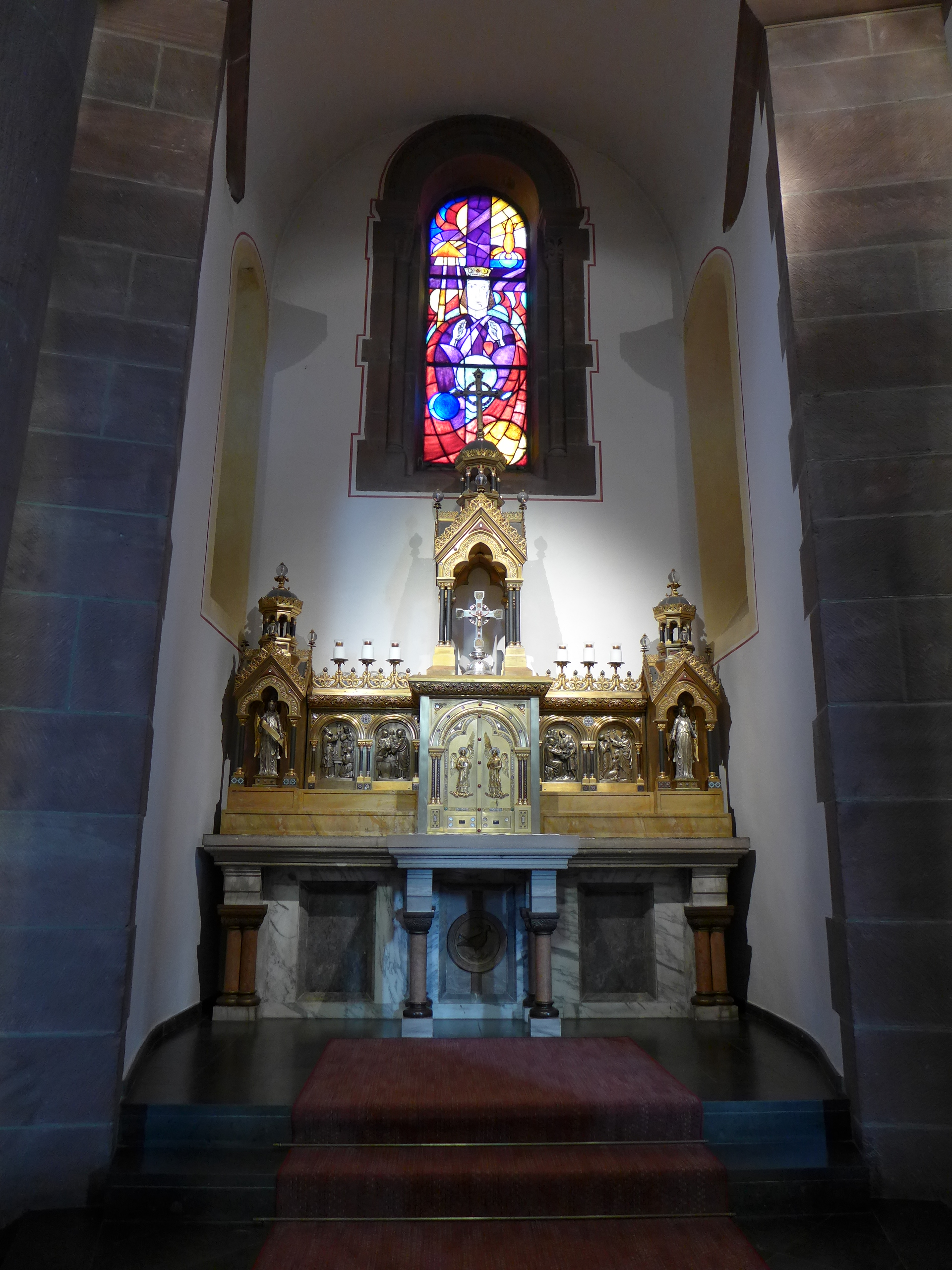
Sakramentskapelle, heutige Aufstellung des umgebauten Hochaltars

In der mittleren Chorkapelle wurde im Zug der Umbauarbeiten gemäß den Bestimmungen des Zweiten Vatikanischen Konzils der alte Hochaltar, der ursprünglich im Arkadenhalbrund der Apsis stand, geringfügig verändert wieder aufgebaut.
Der Hochaltar verfügt über einen Unterbau aus hellem Marmor in verschiedenen Grauabstufungen und ist mit acht roten Marmorsäulen mit Messingbasen und Bronzekapitellen geschmückt. Auf der 3 m breiten Mensa erhebt sich ein aus vergoldetem Messing gefertigter neoromanischer Altaraufbau, der im Jahr 1918 in der Goldschmiedewerkstatt August Witte unter der Leitung von dessen Sohn Bernhard Witte in Aachen gefertigt wurde. Der Altaraufbau orientiert sich mit seinen Emailarbeiten und seinem Schmucksteinbesatz weitläufig an Formen des Verduner Altars im Stift Klosterneuburg und des Dreikönigenschreins im Kölner Dom, die Nikolaus von Verdun im 12. Jahrhundert fertigte. Ebenso könnte der Aachener Karlsschrein, entstanden an der Wende vom 12. zum 13. Jahrhundert, als Inspirationsquelle gedient haben. Insgesamt orientiert er sich an der Maasländischen Kunst der Romanik.
Auf die mittig positionierten Tabernakeltüren sind zwei Cherubim mit ausgebreiteten Flügeln appliziert, die unter einem großen Blendbogen die griechischen Buchstaben Alpha und Omega als Symbol für die mystische Anwesenheit Christi in den Händen halten. Über dem Tabernakel erhebt sich ein reich verzierter zweistöckiger Baldachin, der im unteren Baldachin ein prächtiges neoromanisches Altarkreuz mit den Evangelistensymbolen an den Balkenenden birgt. Das Gewölbe des unteren Baldachins mit seinem quadratischen Grundriss wird an den Ecken von vier schwarzen Vierfachpfeilern getragen. Sie stützen vier spitze Dreipassbögen, über denen sich Wimperge erheben. Die Gipfelpunkte der Wimperge sind mit Bergkristall-Kugelknäufen geschmückt. Im Zentrum der vier sich kreuzenden Satteldächer erhebt sich ein über Eck gestellter, überkuppelter Oktogonbaldachin. Die Oktogonkuppel trägt an ihrer Spitze ein Kreuz, dessen Zentrum von einem steinbesetzten Reif umgeben ist.
Auf beiden Seiten ist der Tabernakel von zweiteiligen Blendarkaden umgeben. In den Blendarkaden befinden sich getriebene und versilberte Bronzereliefs: (von links nach rechts) das Opfer des Melchisedek, das Wunder auf der Hochzeit zu Kana mit der Wandlung von Wasser in Wein, die wundersame Brotvermehrung sowie die Rettung der Israeliten durch den Anblick der ehernen Schlange. Die Szenen sind als alt- und neutestamentliche Präfigurationen der Eucharistie zu verstehen.
Die Blendarkaden werden jeweils nach außen durch zwei doppelstöckige Baldachine mit spitzen Dreipassbögen begrenzt, die jeweils Seraphim mit Banderolen in den Händen enthalten. Die Banderole des linken Seraph enthält die Inschrift: Adorent eum omnes angeli Dei („Alle Engel Gottes sollen sich vor ihm niederwerfen“, (Hebr 1,6 )) Die Banderole des rechten Seraph fehlt. Die Flankenbaldachine ähneln in ihrem Aufbau und ihrer Gestaltung dem zentralen Doppelbaldachin über dem Tabernakel. Sie sind allerdings kleiner ausgeformt, niedriger positioniert und die Dreipassbögen werden nur von einfachen schwarzen Pfeilern gestützt. Über den Blendarkaden verlaufen über einem Kropfgesims florale Ornamentgitter. Aus diesen Dachkämmen erheben sich, gehalten von hundeartigen Fabelwesen mit vegetabilen Schwänzen als Wächterfiguren, jeweils drei Leuchterhalter.
Zwei bronzene Medaillons stellen die Verbindung zwischen altem Hochaltar und neuem her. Jeweils in der Mitte des Unterbaus positioniert, sind sie aufeinander bezogen:
- Vorderseite Hochaltar: Noahs Taube mit dem Olivenzweig als Symbol der Versöhnung Gottes mit den Menschen
- Rückseite Zelebrationsaltar: Der Fisch als eucharistisches Symbol

Der ursprüngliche Altarstipes des Hochaltares war im Zentrum mit dem jetzt an der Vorderseite des Volksaltares angebrachten Abendmahlsrelief geschmückt. Das Relief flankierten ursprünglich die beiden Medaillons der Taube (links) und des Fisches (rechts) als Zeichen des alten und neuen Bundes.

Hochaltar
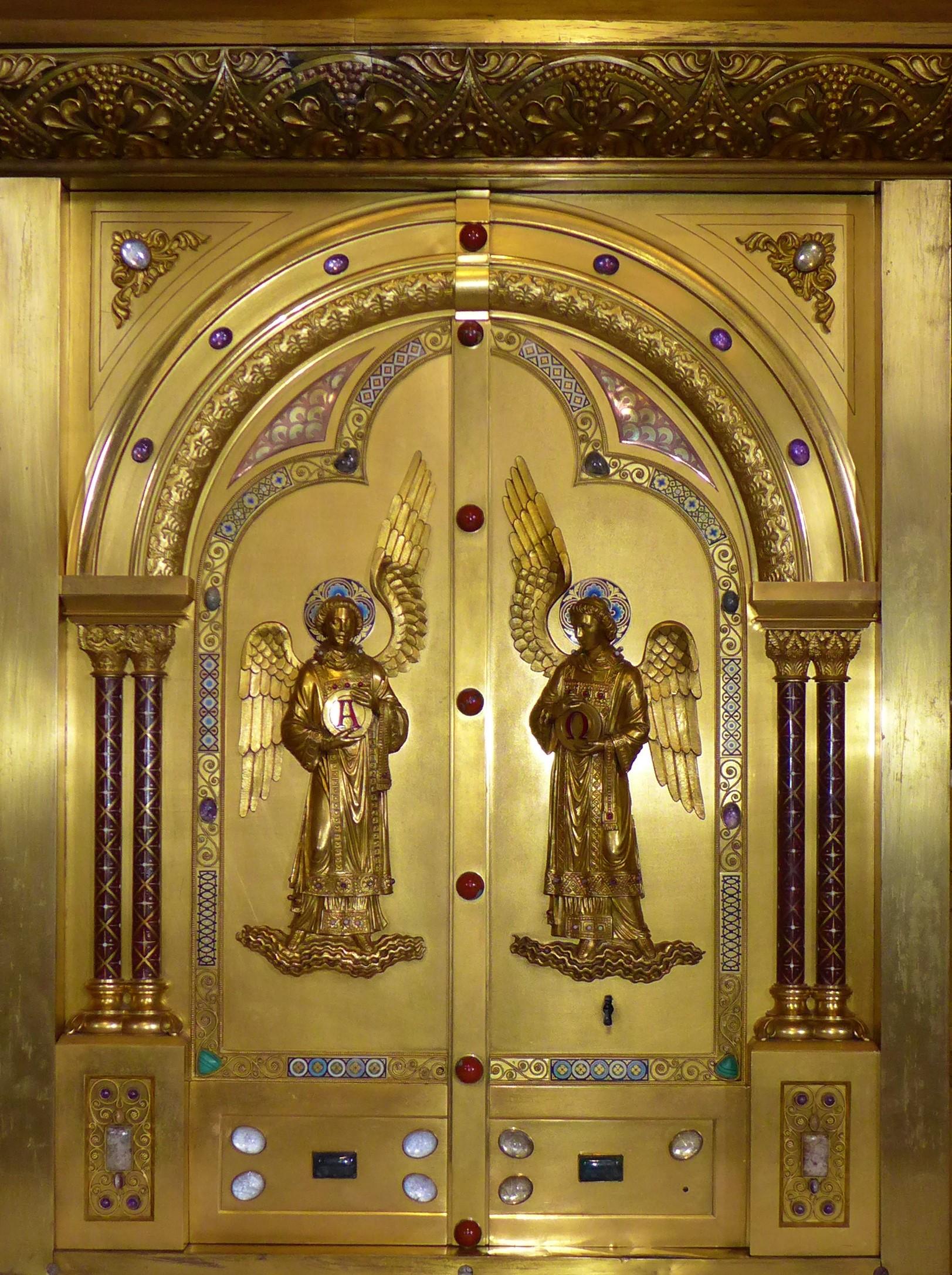
Tabernakeltüren
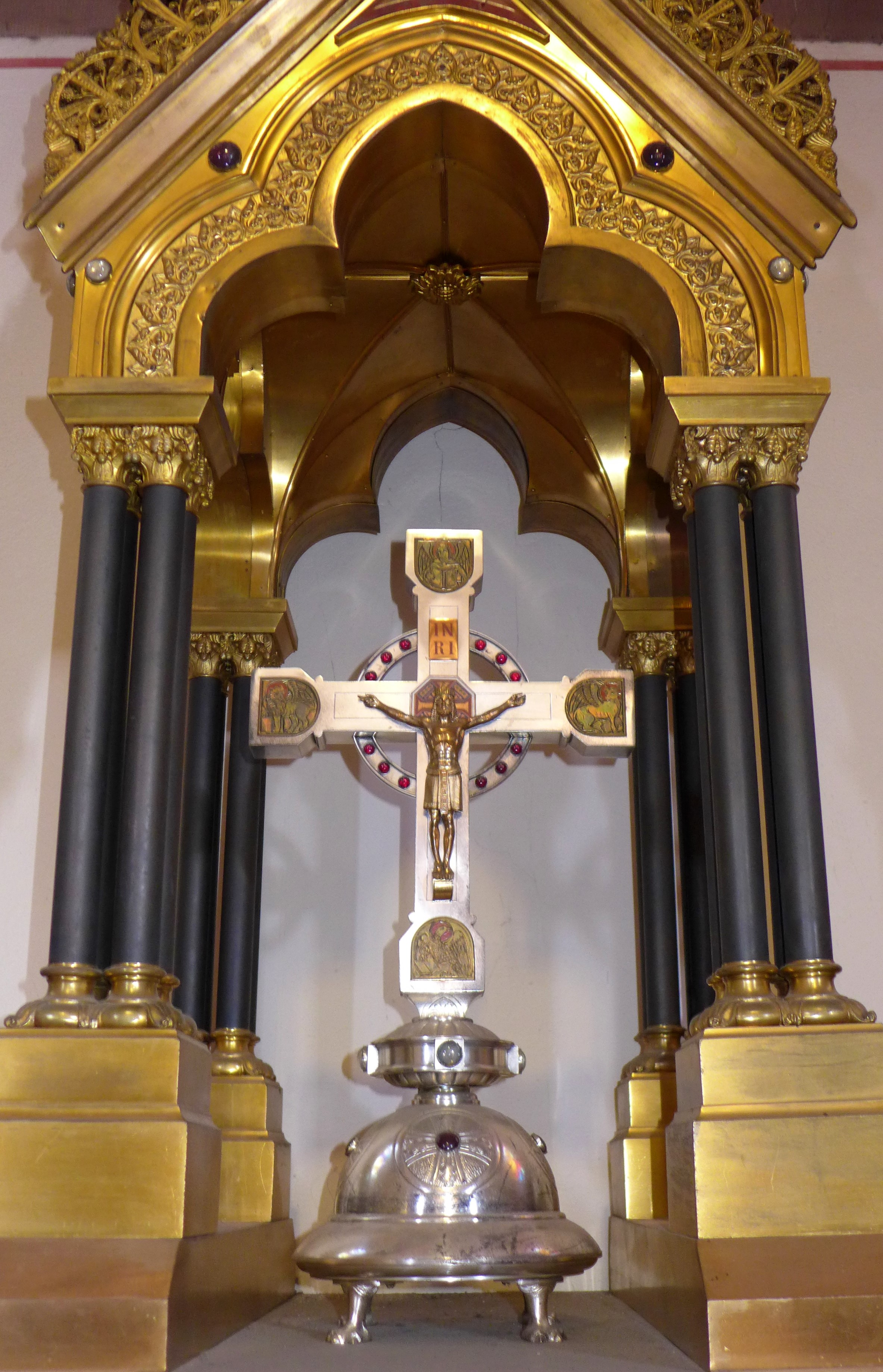
Kreuzbaldachin
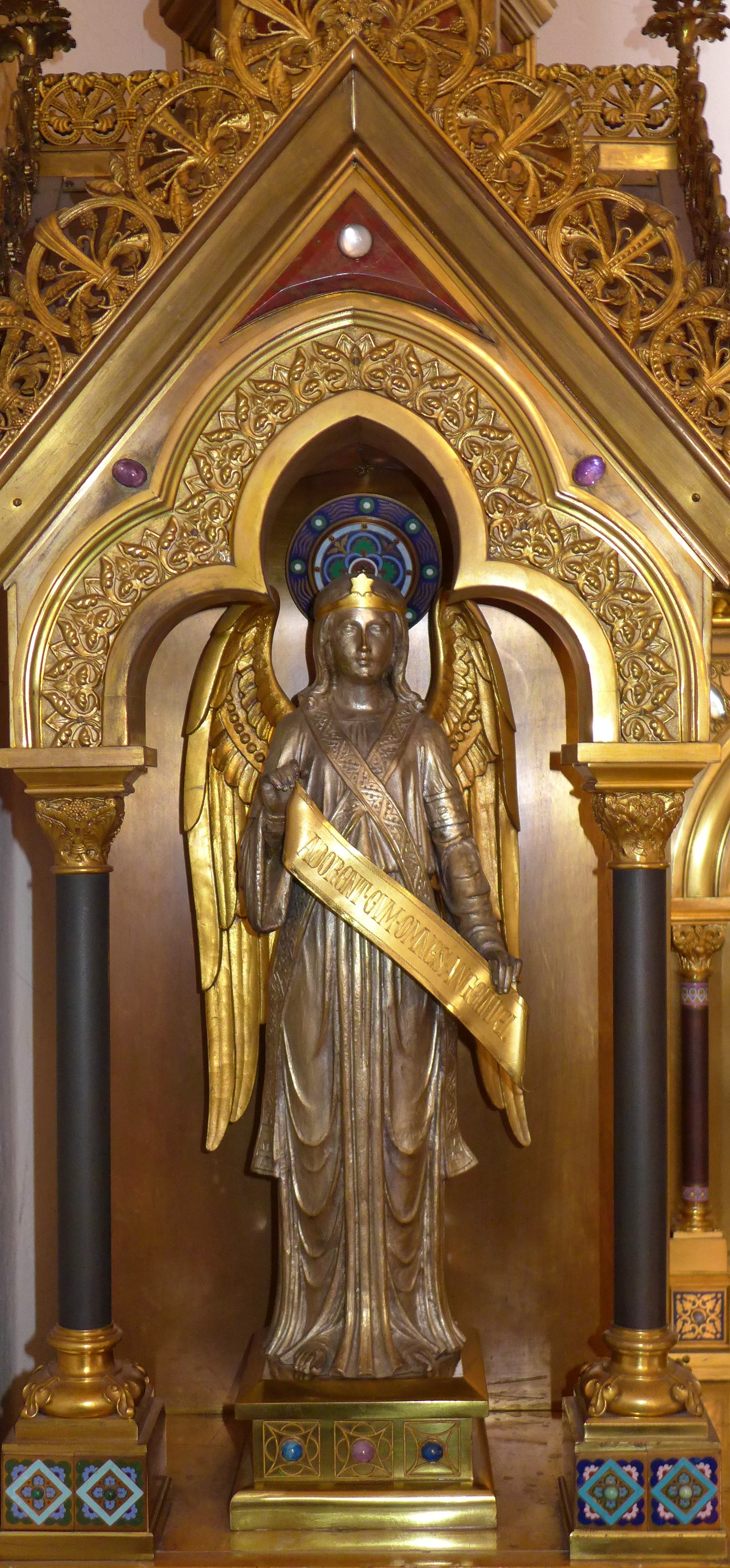
Engelbaldachin
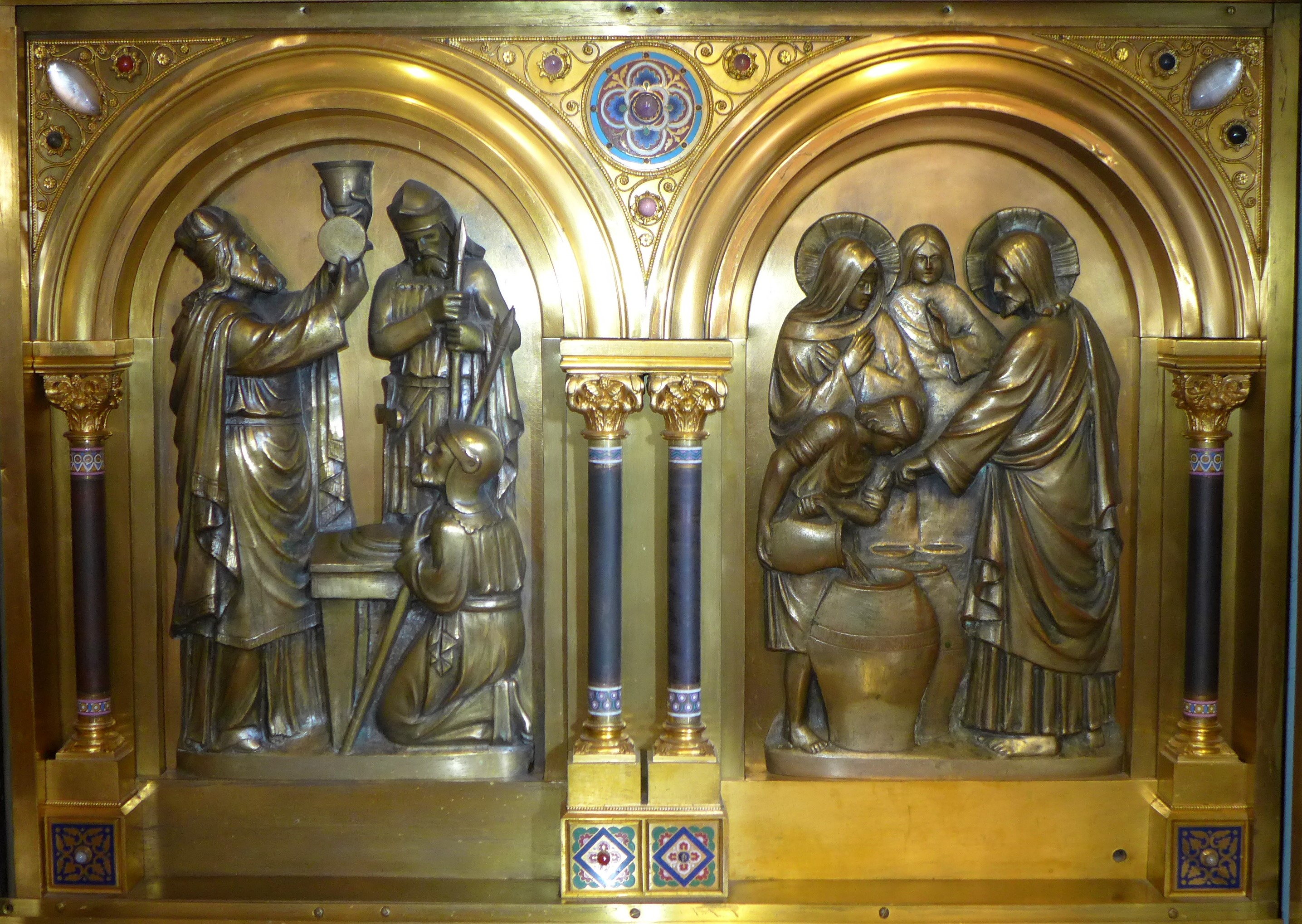
Reliefgalerie mit Präfigurationen der Eucharistie
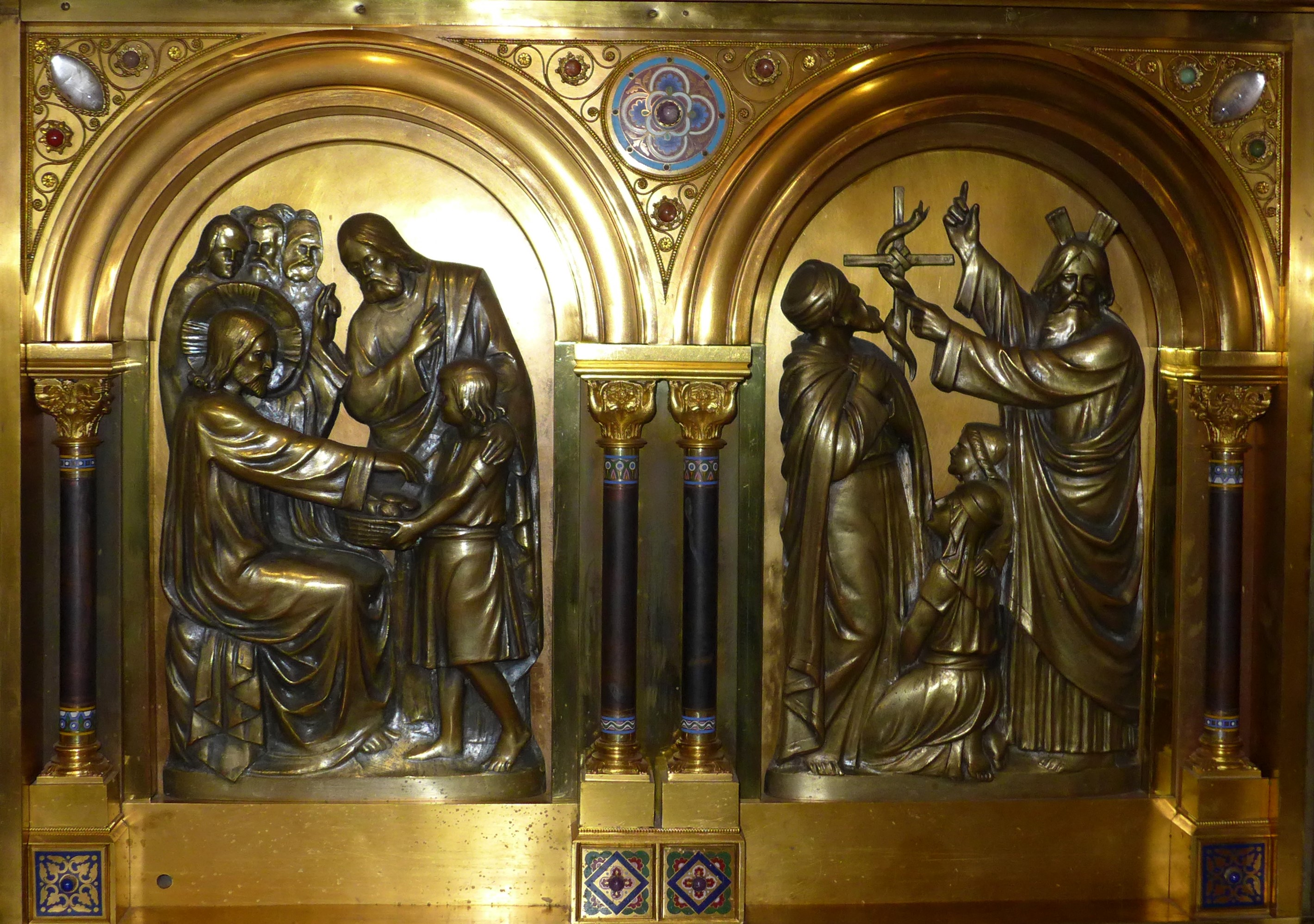
Reliefgalerie mit Präfigurationen der Eucharistie
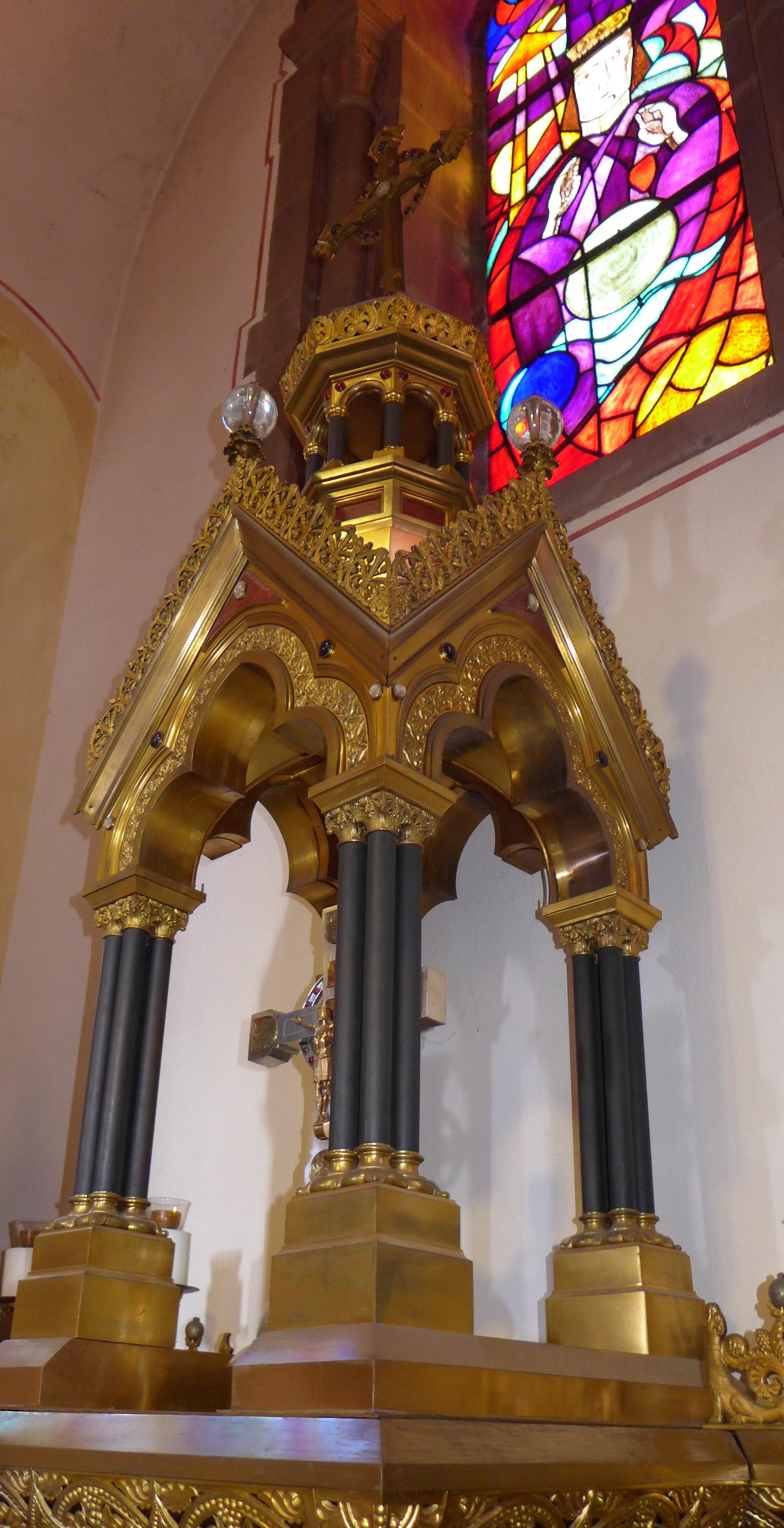
Kreuzbaldachin
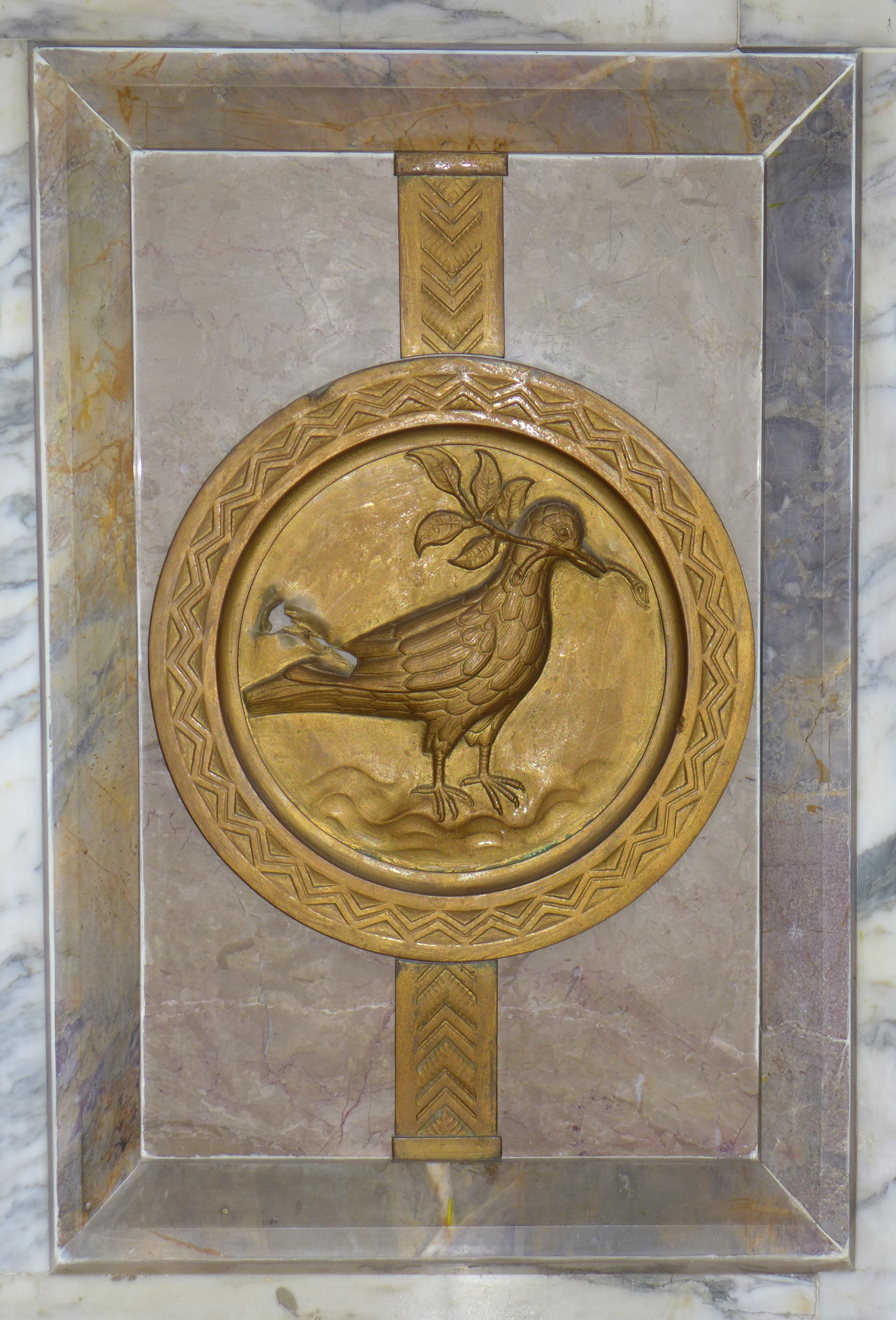
Taubenrelief am Altarstipes
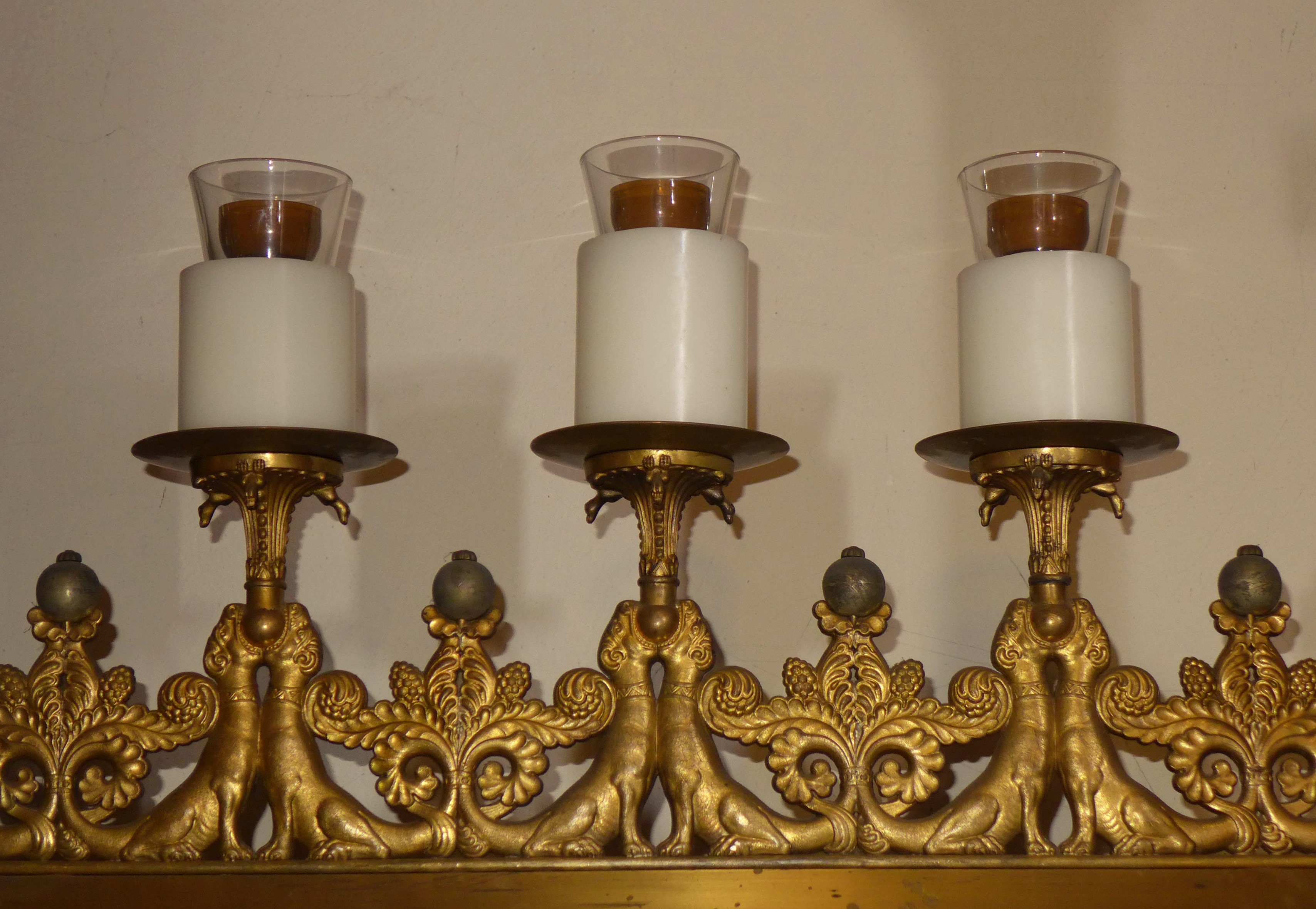
Leuchtergalerie
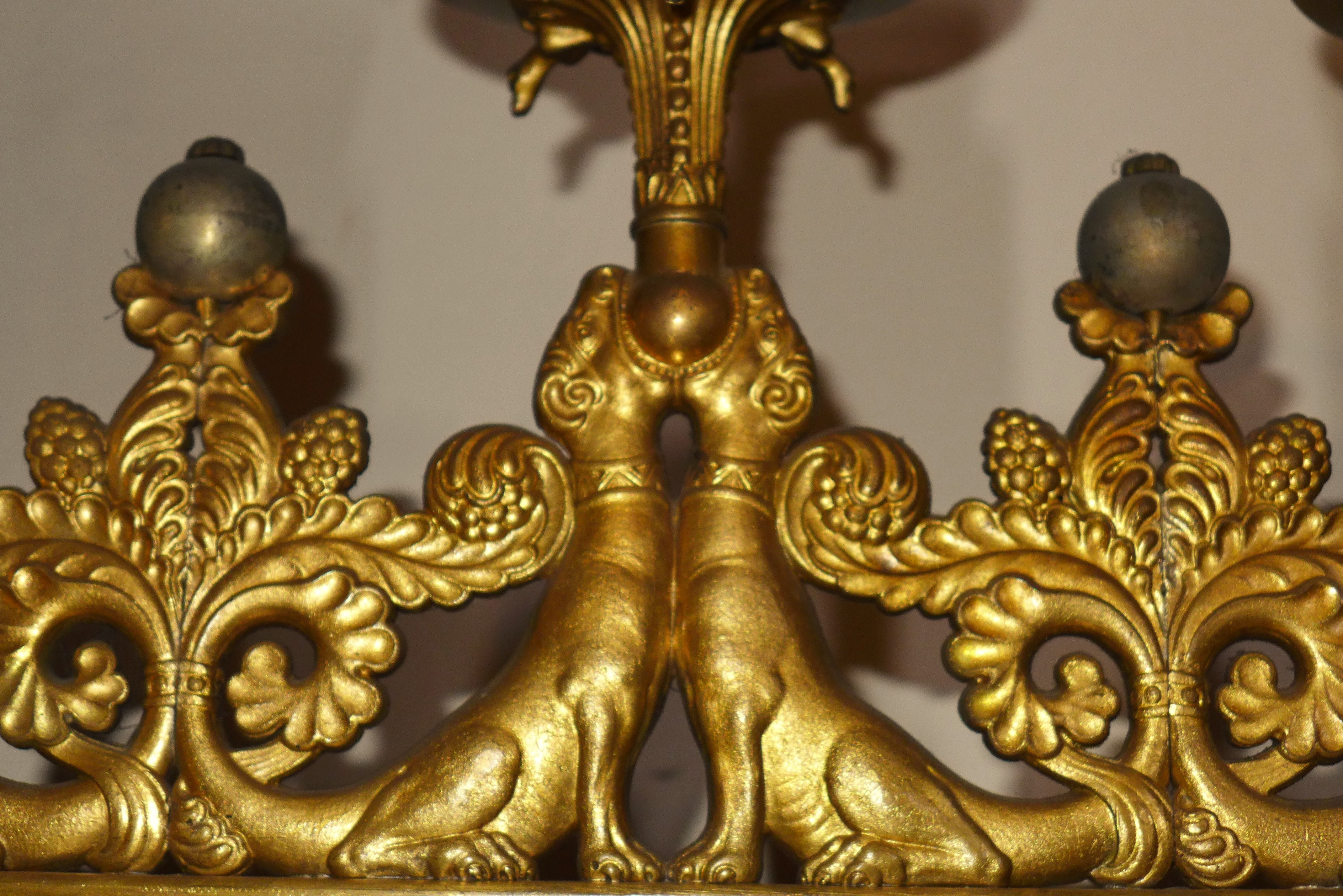
Leuchterhalter
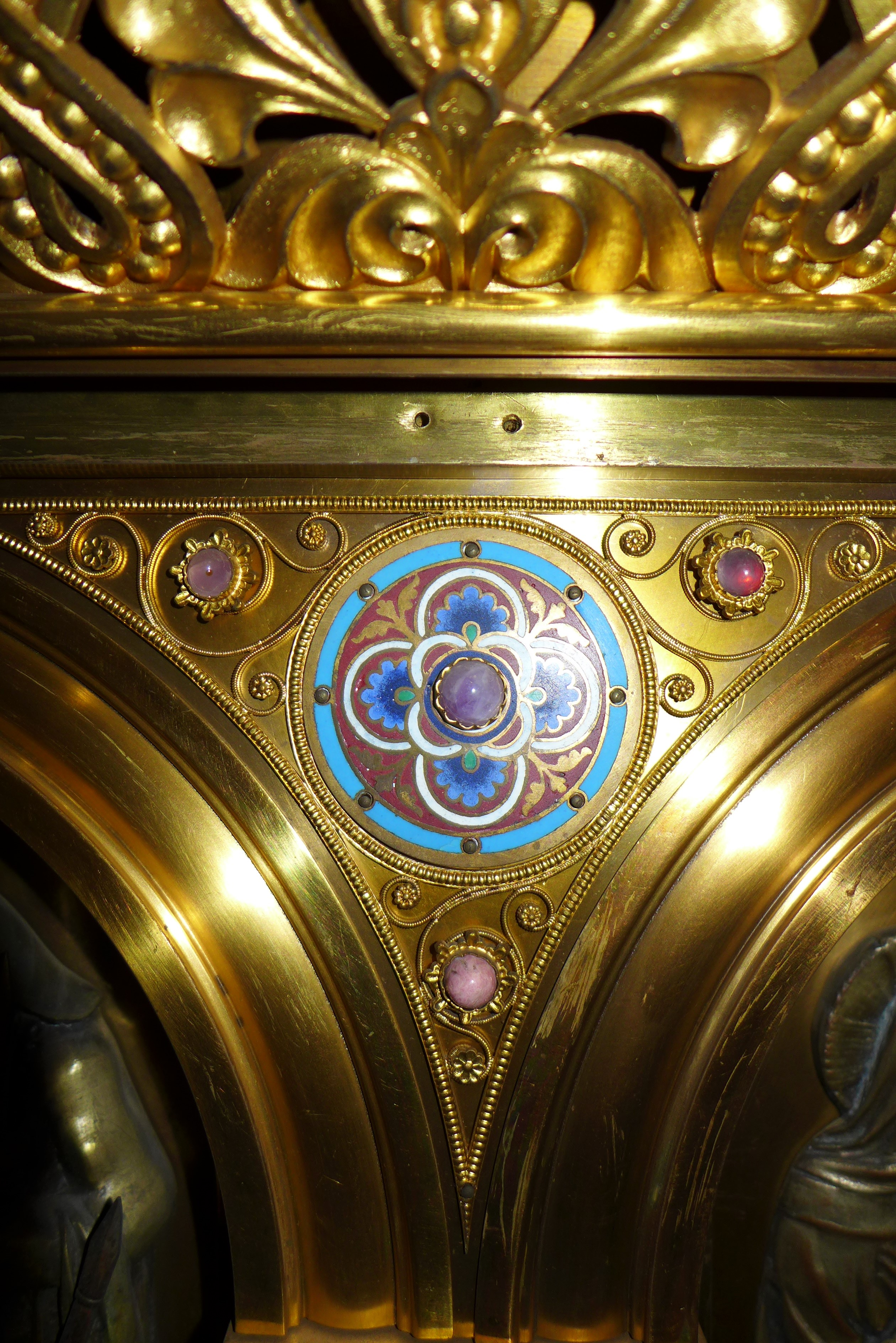
Email-Ornament

### Chorumgangkapellen
- Kapelle (rechts von der mittleren Chorumgangskapelle): Armeseelenkapelle, heute mit der Statue des heiligen Aloysius von Gonzaga
- Kapelle (links von der mittleren Chorumgangskapelle): Odilienkapelle (Ortspatronin Dillingens), heute mit der Statue der heiligen Theresia vom Kinde Jesu.

Die beiden Statuen, die ursprünglich an den Pfeilern des Triumphbogens angebracht waren, wurden in den 1920er Jahren gestiftet. Die Altäre stammen noch von 1913.

### Grundstein

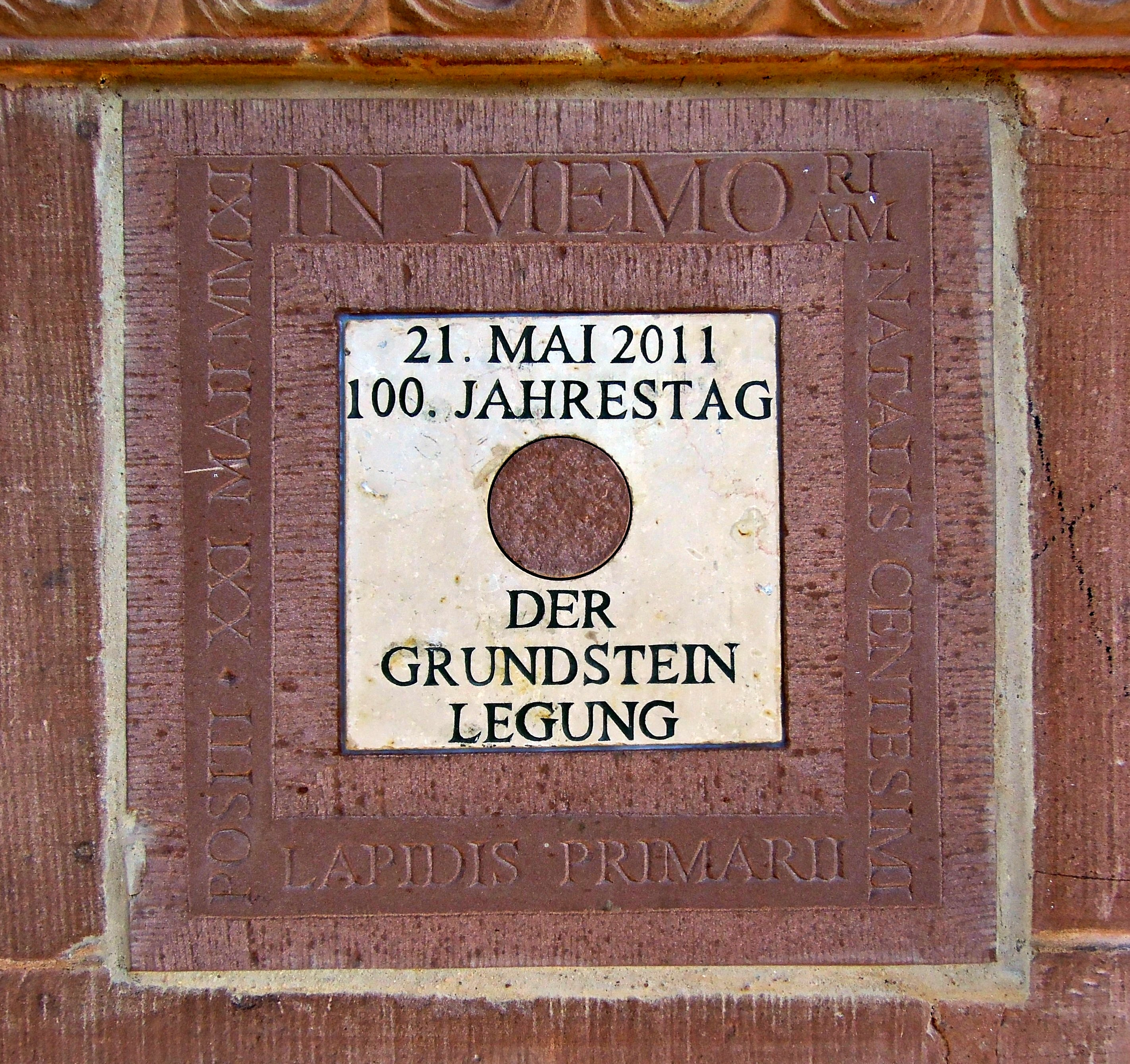
Erinnerungsstein von 2011

Zwischen der Marienkapelle und der Sakristeitür ist der Grundstein der Kirche zu finden. Er wurde am 28. Mai 1911 von dem Trierer Bischof Michael Felix Korum gelegt und stammt aus den Domitilla-Katakomben in Rom. Die Umschrift lautet: Lapis primarius positus die DIE XXVIII MAII MDCCCCCXI ex coemeterio SS Nerei Achillei et Domitillae („Grundstein, gelegt am 28. Mai 1911 aus dem Friedhof der heiligen Nereus, Achilleus und Domitilla“).
Zum 100. Jahrestag der Grundsteinlegung wurde am 21. Mai 2011 links neben dem Hauptportal ein Erinnerungsstein in die Wand eingesetzt. Die Umschrift lautet: In memoriam natalis centesimi lapidis primarii positi XXI MAII MMXI („zum Gedächtnis des 100 Jahrestages der Grundsteinlegung am 21. Mai 2011“). Die verschiedenen Daten 21. Mai und 28. Mai 1911 als Tag der Grundsteinlegung haben folgenden Grund: Am 21. Mai wurde von der Kirche die Grundsteinlegung für den 28. Mai 1911 verkündet.

### Vasa Sacra

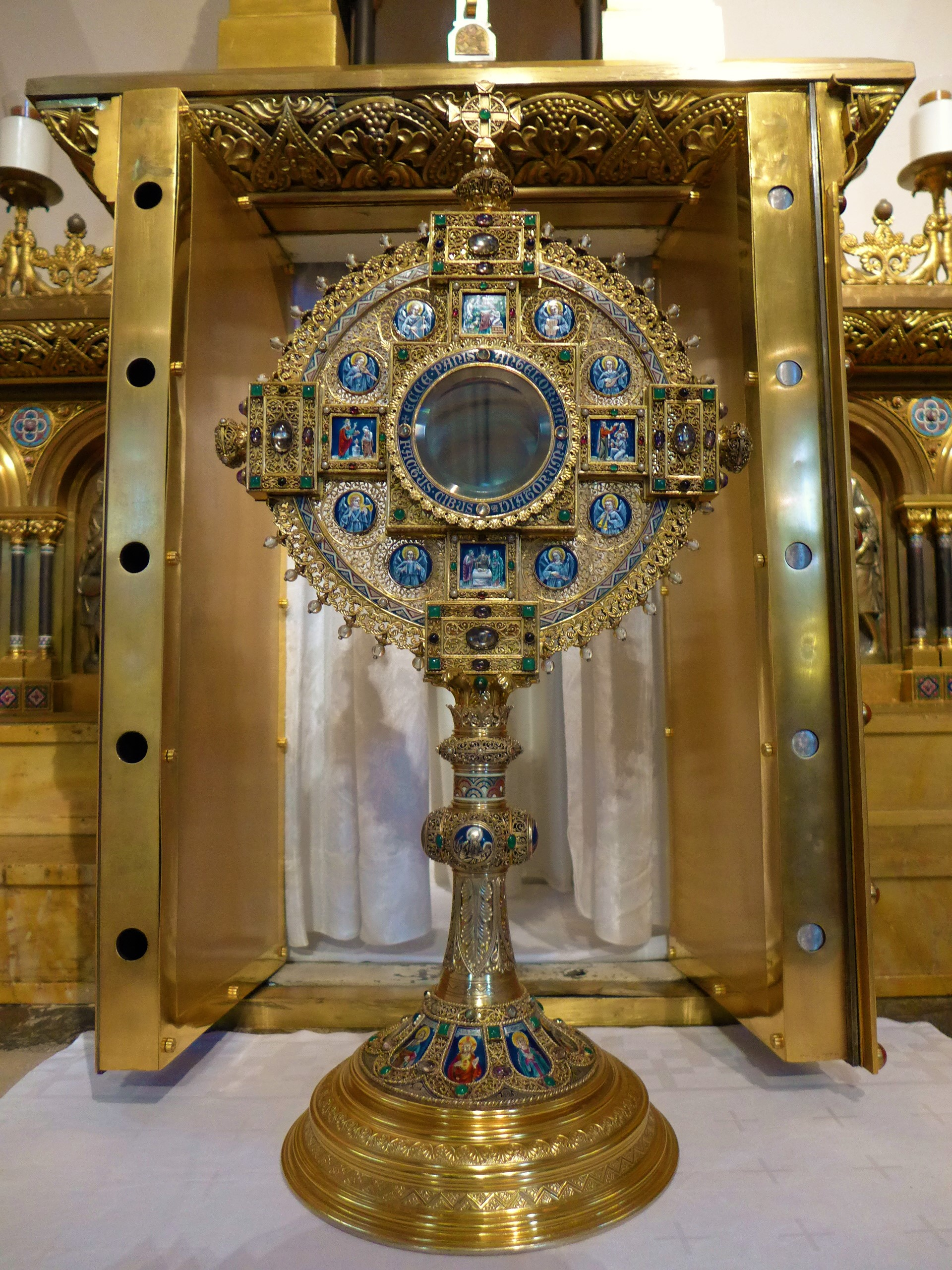
Neoromanische Scheibenmonstranz vor dem geöffneten Tabernakel, Höhe ca. 1 m

Der Saardom verfügt über eine reiche neoromanische Ausstattung von Vasa Sacra aus seiner Erbauungszeit. Die etwa einen Meter hohe neoromanische Scheibenmonstranz aus Gold und Emaillearbeiten ist reich mit Edelsteinen und Perlen geschmückt. Da Monstranzen erst mit der gesamtkirchlichen Einführung des Festes der leiblichen Gegenwart Christi in der Eucharistie im Jahr 1264 durch die Bulle Transiturus de hoc mundo des Papstes Urban IV. entstanden, existieren keine Exemplare dieser liturgischen Zeigegefäße aus der romanischen Kunstepoche. Folglich konnten sich neoromanische Monstranzen nur an Ausführungen späterer Kunstepochen orientieren. So nahm man Formanleihen an barocken Sonnenmonstranzen und kombinierte deren Aufbau mit dem reichen Fundus romanischer Ornamentformen der Architektur, Skulptur, Malerei und Goldschmiedekunst dieser Epoche. Die Saardom-Monstranz ist von romanischen Scheibenkreuzen inspiriert, wie sie sich unter anderem im Hildesheimer Domschatz erhalten haben. Die Umschrift des Hostieneinsatzes Ecce panis angelorum factus cibus viatorum stammt aus der Fronleichnamssequenz des heiligen Thomas von Aquin. Die kunstvoll durchbrochene Scheibe um den Hostieneinsatz zeigt im Uhrzeigersinn alttestamentliche Szenen, die als Hinweise auf die Transsubstantiation verstanden werden:
- Das Opfer Abrahams: Bei der von Gott dem Abraham aufgetragenen Opferung seines Sohnes Isaak wird der Austausch des Menschenopfers durch das Tieropfer vollzogen. Die versuchte Opferung Isaaks wird dabei als Symbol der Kreuzigung Christi verstanden, da die frühe Kirche Isaak als den Prototyp Jesu sah und den versuchten Akt der Opferung Isaaks als Vorwegnahme des Opfertodes am Kreuz deutete (Gen 22,1–19 EU). Beide, Isaak und Jesus, werden in engen Zusammenhang gestellt: Beide sind als einziger („eingeborener“) Sohn Träger der Verheißung. Beide werden geopfert, wobei Isaaks nicht vollzogenes Opfer bereits vollgültiges Opfer ist. Beide tragen ihr „Holz“ selbst zum Opferaltar. Beides geschieht auf einem Berg und ist Offenbarung Gottes für die Menschen.
- Der Mannaregen stillt den Hunger der Israeliten beim Durchzug durch die Wüste, Ex 16 EU (Das „Himmelsbrot“ als Vorwegnahme der Eucharistie)
- Das erste Paschamahl vor dem Auszug aus Ägypten, Ex 12,1–20 EU (Das geopferte Lamm als Vorwegnahme des Kreuzesopfers Jesu)
- Der Priesterkönig von Salem, Melchisedek, reicht Abraham Brot und Wein (der Ersatz des Tieropfers durch das pflanzliche Opfer als Vorwegnahme der eucharistischen Gestalten statt des blutigen Tempelopfers), Gen 14,17–19 EU

Die alttestamentlichen Szenen sind jeweils von musizierenden Engeln umgeben. Auf dem Fuß der Monstranz sind das Heiligste Herz Jesu, die Jungfrau und Gottesmutter Maria, der heilige Josef sowie Apostel und weitere Heilige dargestellt. Der Halteknauf des Schaftes zeigt die vier Evangelisten.
Die Rückseite der Monstranz ist reich ziseliert. Die Monstranz wurde im Jahr 1913 von der renommierten Düsseldorfer Goldschmiede Heinrich Joseph Wilms gefertigt. Goldschmied Wilms unterhielt seit dem Jahr 1889 eine Werkstatt in Düsseldorf, in den Jahren 1902 bis 1909 fertigte er in Arbeitsgemeinschaft mit dem Goldschmied Clemens Münster. Ähnliche neoromanische Scheibenmonstranzen (z. B. in Silber vergoldet, getrieben, gegossen, graviert, Niello, Emaille, Glassteine, Edelsteine) schuf Wilms für die Kirchengemeinden St. Ludgerus in Essen-Werden, St. Maria Rosenkranz in Düsseldorf-Wersten und St. Nikolaus in Wipperfürth. Die Monstranz wurde von einer Anzahl Dillinger Familien gestiftet.
Der zugehörige neoromanische Messkelch zeigt als Emaillearbeit im Fußbereich die vier Evangelisten. Er wurde im Jahr 1913 von der im Jahr 1845 gegründeten Trierer Golschmiedewerkstätte Brems-Varain geschaffen.

## Orgeln

### Erste Orgel

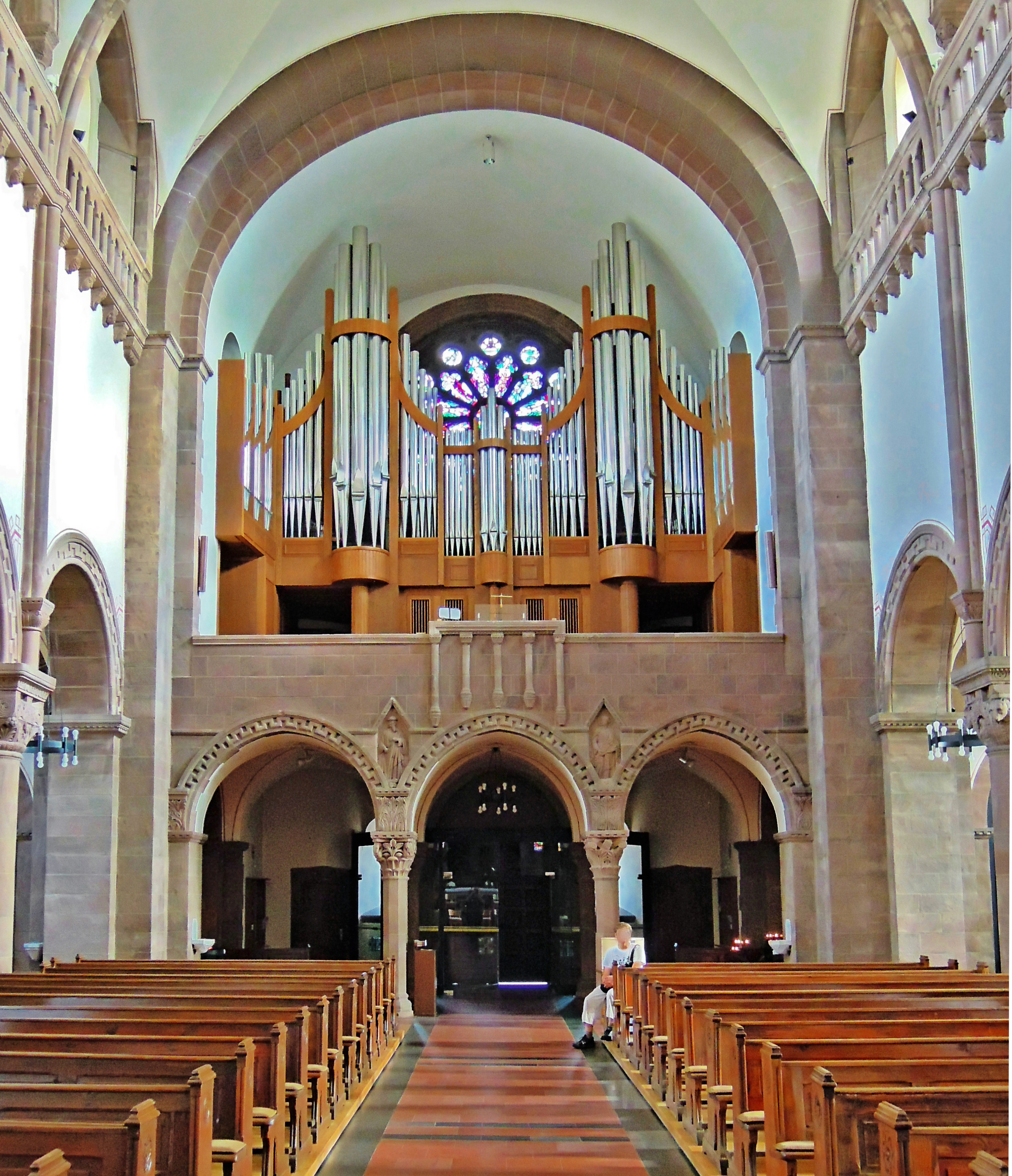
Gürzenich-Orgel
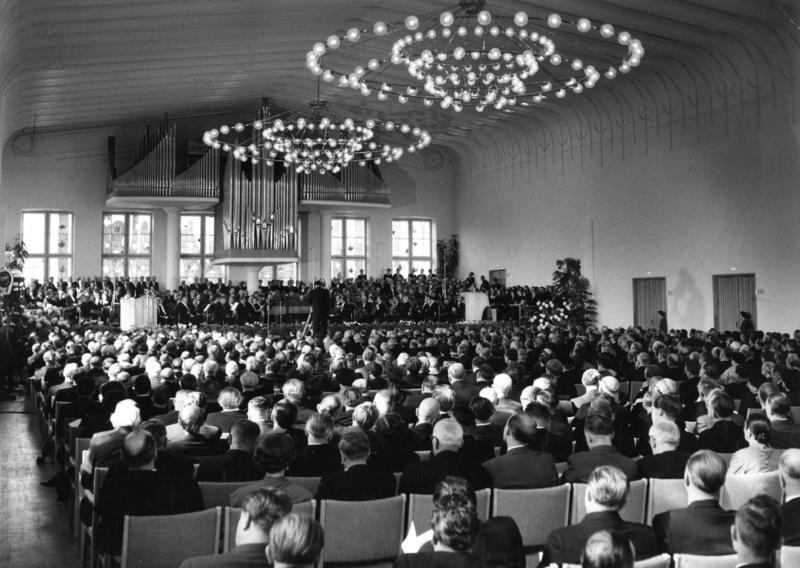
Köln, Gürzenich, Eröffnung am 2. Oktober 1955, Blick auf die heutige Saardom-Orgel im ursprünglichen Aufbau
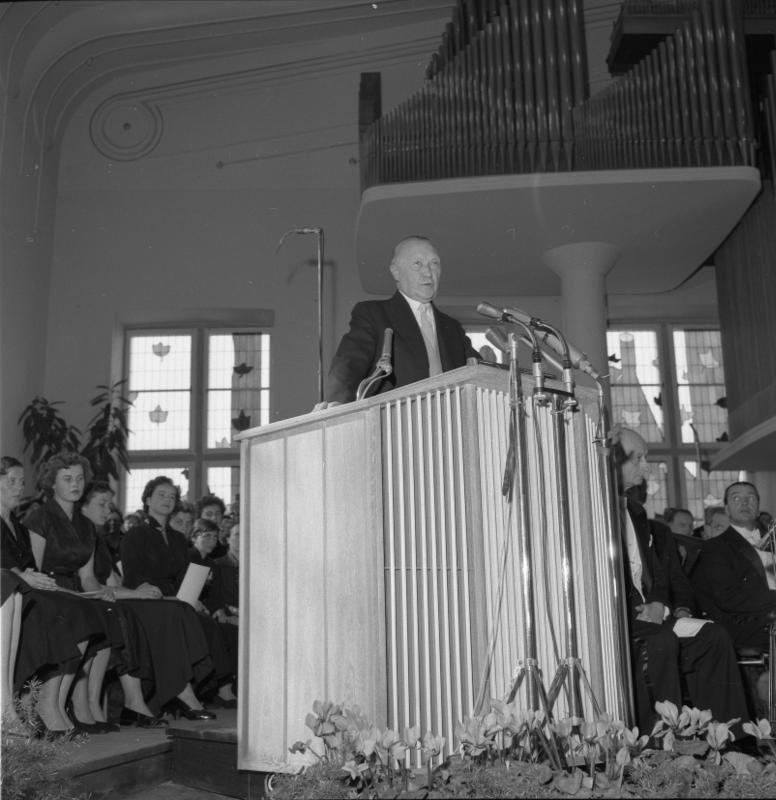
Köln, Einweihung der Gürzenich-Orgel durch Bundeskanzler Konrad Adenauer

Die erste Orgel des Dillinger Saardoms war im Jahr 1914 von der Firma Johannes Klais Orgelbau geschaffen worden. Das Instrument hatte 46 Register auf drei Manualen und Pedal. Es war im deutsch-romantischen Stil disponiert und wies insoweit viele Gemeinsamkeiten mit der ehemaligen Stadthallenorgel der Stadt Viersen auf. Das neunteilige Orgelgehäuse war im neoromanischen Stil gestaltet und ähnelte der Orgel in Groß St. Arnold (Arnoldsweiler). Die Bekrönung der beiden großen Gehäusetürme war an die architektonische Gestaltung des Oktokon (Vierungsturm) des Saardomes angelehnt und das Klangbild war geprägt von der spätromantischen Stilepoche des Orgelbaus. Diese Orgel war damals eine der größten Orgeln im Bistum Trier und wurde von der Fachwelt wegen des Klanges hoch geschätzt. Klais hatte in den Jahren 1901 bis 1908 für den Trierer Domchor zwei neoromanische Orgelprospekte in ähnlicher Manier nach dem Entwurf von Dombaumeister Wilhelm Schmitz angefertigt. Auch hier waren die Gehäusetürme als architektonische Kuppeltürme gestaltet und durch neoromanische Bogengalerien miteinander verbunden. Da es im Mittelalter zur Zeit der Romanik noch keine großen Orgelanlagen gab, orientierte man sich bei der Konzeption der neoromanischen Orgelprospekte an romanischen Schreinen und Retabeln oder an romanischer Sakralarchitektur. Aufgrund der Tatsache, dass die Amtszeit des Bauherrn des Saardomes, Mathias Prior, als Geheimsekretär des Trierer Bischofs in die Zeit der großen Reromanisierungphase des Trierer Domes durch Dombaumeister Schmitz fällt, ist eine motivische Beeinflussung des Prospektes der Saardom-Orgel durch die beiden neoromanischen Trierer Domorgeln vorstellbar.
Die erste Orgel des Saardomes hatte pneumatische Kegelladen, vier feste (für Piano, Mezzoforte, Forte und Tutti) und drei freie Kombinationen, eine Crescendowalze sowie zwölf Koppeln (II/I, III/I, III/II, Sub III/I, Sub II/I, Super III/I, Super II/I, III/P, II/P, I/P, Super III/P, Generalkoppel, Leerlaufkoppel I. Manual, Hochdruckstimmen ab, Octavkoppeln ab).
Die Disposition von 1914 lautete:
| I Hauptwerk C–g3 |               |     |
| 1.               | Bordun        | 16′ |
| 2.               | Prinzipal     | 8′  |
| 3.               | Fugara        | 8′  |
| 4.               | Amorosa       | 8′  |
| 5.               | Dulciana      | 8′  |
| 6.               | Großgedackt   | 8′  |
| 7.               | Octave        | 4′  |
| 8.               | Rohrflöte     | 4′  |
| 9.               | Octavin       | 2′  |
| 10.              | Mixtur V      |     |
| 11.              | Cornet III–IV |     |
| 12.              | Trompete      | 8′  |

| II Positiv C–g3 |                  |       |
| 13.             | Geigenprincipal  | 16′   |
| 14.             | Dolce            | 8′    |
| 15.             | Unda maris       | 8′    |
| 16.             | Flûte harmonique | 8′    |
| 17.             | Gedackt          | 8′    |
| 18.             | Flûte octaviante | 4′    |
| 19.             | Quinte           | 2 ⁄3′ |
| 20.             | Piccolo          | 2′    |
| 21.             | Clarinette       | 8′    |

| III Schwellwerk C–g3 |                   |     |
| 22.                  | Lieblich Gedackt  | 16′ |
| 23.                  | Principal         | 8′  |
| 24.                  | Viola d’amour     | 8′  |
| 25.                  | Quintatön         | 8′  |
| 26.                  | Vox coelestis     | 8′  |
| 27.                  | Bordun            | 8′  |
| 28.                  | Praestant         | 4′  |
| 29.                  | Cremona           | 4′  |
| 30.                  | Flauto travers    | 4′  |
| 31.                  | Flautino          | 2′  |
| 32.                  | Harm. Aetherea IV |     |
| 33.                  | Sesquialter II    |     |
| 34.                  | HD Sologamba      | 8′  |
| 35.                  | HD Tibia          | 8′  |
| 36.                  | HD Tuba mirabilis | 8′  |

| Pedal C–f1 |             |         |
| 37.        | Prinzipal   | 16′     |
| 38.        | Violon      | 16′     |
| 39.        | Subbass     | 16′     |
| 40.        | Echobass    | 16′     |
| 41.        | Quintbass   | 10 2⁄3′ |
| 42.        | Praestant   | 8′      |
| 43.        | Violoncello | 8′      |
| 44.        | Octave      | 4′      |
| 45.        | Posaune     | 16′     |

Die Orgel wurde am 27. August 1944 durch einen Angriff einer Staffel Republic P-47 Thunderbolt der 394. US-Jagdgruppe auf Dillingen und die Explosion eines Munitionszuges im Dillinger Bahnhof zu 80 % zerstört. Nach Kriegsende wurde das Instrument durch den Orgelbauer Reimsbach aus Wallerfangen notdürftig, ohne die neoromanische Architektur des alten Gehäuses, wieder aufgebaut.
Dieses Provisorium versah seinen Dienst bis zum Jahr 1974, als man hinter dem Orgelprospekt eine elektronische Orgel mit mehreren Lautsprecherboxen aufstellte, deren Mängel (rascher Verschleiß der elektronischen Teile und anhäufende Störungen) jedoch bald offenbar wurden und man den Bau einer neuen Orgel planen musste.

### Gürzenich-Orgel

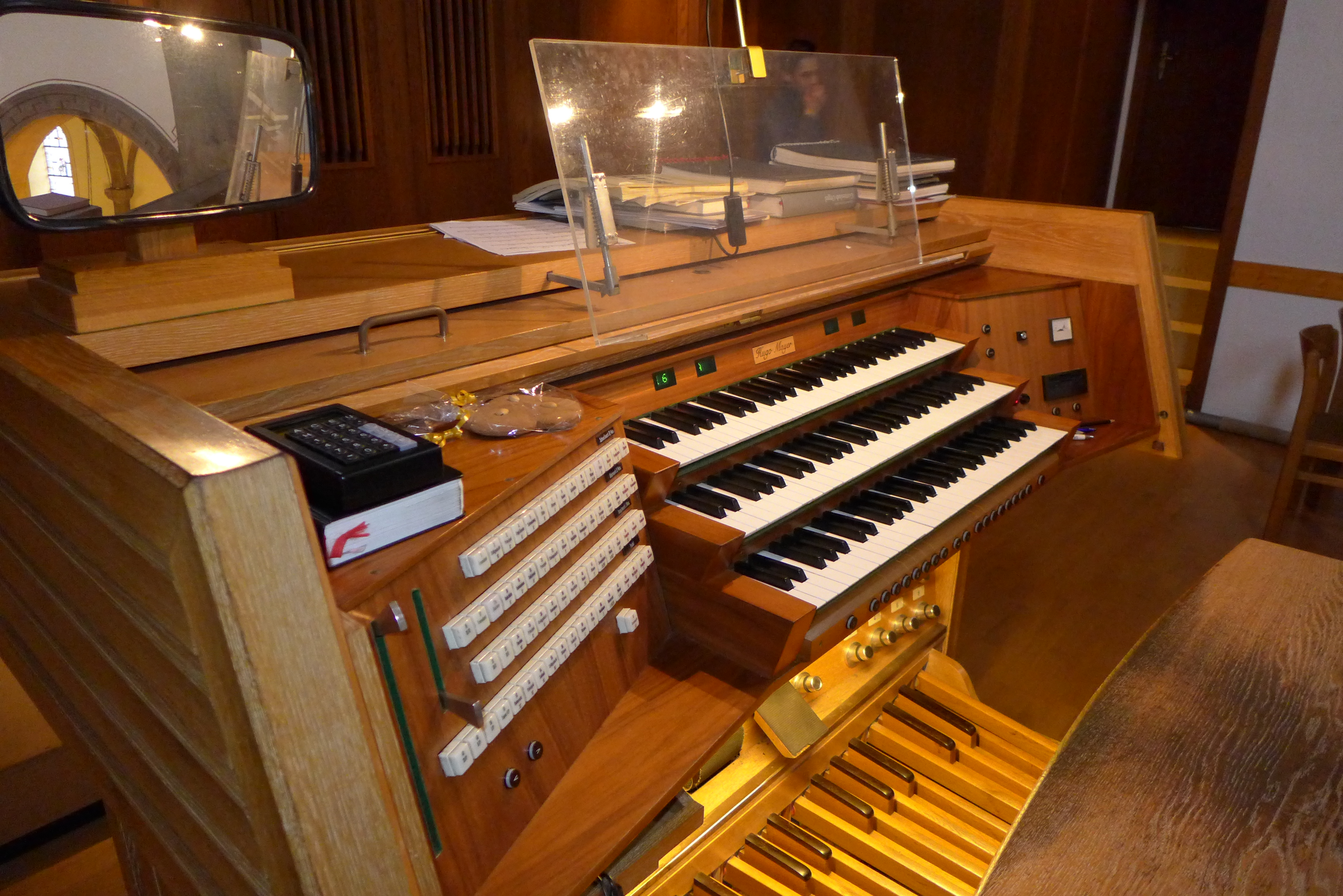
Fahrbarer Spieltisch der Gürzenich-Orgel im Saardom

Warnfried Bartmann, Pastor der Pfarrkirche von 1983 bis 1997, gründete am 26. April 1994 einen Orgelbauverein, um mit für die hohen Kosten für die Anschaffung einer neuen Orgel aufzukommen. Im Jahr 1986 zog das Kölner Gürzenich-Orchester in die neuerbaute Kölner Philharmonie um, so dass die in der Nachkriegszeit geschaffene Gürzenich-Orgel zunehmend ungenutzt blieb und daraufhin zum Verkauf ausgeschrieben wurde.
Die Gürzenich-Orgel der Firma Johannes Klais Orgelbau aus Bonn wurde im Jahr 1996 durch die Gemeinde Hl. Sakrament unter 12 Mitbewerbern erworben und durch die Firma Hugo Mayer Orgelbau aus Heusweiler im Saardom auf der Orgel- und Sängerempore des Langhauses aufgestellt. Nur durch den hervorragenden Zustand der Orgel war dies möglich. Der neue elfteilige Prospekt orientiert sich in abstrahierender Weise am neoromanischen Aufbau der ersten Saardom-Orgel. Durch die grundtönige Intonation mit französischem Einfluss (vor allem bei den Zungenregistern) ist die Orgel im Vergleich zu ihrem ehemaligen Standort klanglich wesentlich verbessert worden. Im Jahr 2006 wurde das Instrument in Teilbereichen nachintoniert und um ein Register (Bombarde 32’) durch die Firma Thomas B. Gaida (Wemmetsweiler) erweitert. Die Orgel hat momentan 56 (58) Register mit über 4300 Pfeifen auf Kegelladen. Als Besonderheit wurde im Saardom als Effektregister ein 25-töniges, aus Messingrohren gegossenes Glockenspiel als Fernwerk im Vierungsturm eingebaut. Die Trakturen des Instruments sind elektrisch. Das Gesamtgewicht der Orgel beträgt ca. 16 Tonnen, die von einem Stahlgerüst hinter dem Orgelgehäuse getragen werden. Am Palmsonntag, dem 30. März 1996, fand die Orgelweihe mit der ersten Bespielung durch den aus Dillingen stammenden Organisten Andreas Rothkopf statt.
Die Disposition lautet wie folgt:
| I Hauptwerk C–g3 |                 |       |
| 1.               | Bordun          | 16′   |
| 2.               | Prinzipal       | 8′    |
| 3.               | Grobgedeckt     | 8′    |
| 4.               | Gemshorn        | 8′    |
| 5.               | Oktave          | 4′    |
| 6.               | Blockflöte      | 4′    |
| 7.               | Nasat           | 2 ⁄3′ |
| 8.               | Oktave          | 2′    |
| 9.               | Sesquialtera II | 2 ⁄3′ |
| 10.              | Mixtur VI–VIII  | 2′    |
| 11.              | Scharf IV       | 1′    |
| 12.              | Trompete        | 16′   |
| 13.              | Trompete        | 8′    |
| 14.              | Trompete        | 4′    |

| II Oberwerk C–g3 |               |              |
| 15.              | Rohrflöte     | 8′           |
| 16.              | Quintadena    | 8′           |
| 17.              | Salizional    | 8′           |
| 18.              | Prinzipal     | 4′           |
| 19.              | Kleingedeckt  | 4′           |
| 20.              | Oktave        | 2′           |
| 21.              | Waldflöte     | 2′           |
| 22.              | Gemsquinte    | 1 ⁄3′        |
| 23.              | Sifflöte      | 1′           |
| 24.              | Terzsept      | 1 ⁄7′ + 4⁄5′ |
| 25.              | Scharf V–VI   | 1′           |
| 26.              | Zimbel II     | 1⁄4′         |
| 27.              | Holzdulzian   | 16′          |
| 28.              | Krummhorn     | 8′           |
|                  | Tremulant     |              |
|                  | Röhrenglocken |              |

| III Schwellwerk C–g3 |                           |        |
| 29.                  | Stillgedeckt              | 16′    |
| 30.                  | Prinzipal                 | 8′     |
| 31.                  | Englische Gambe           | 8′     |
| 32.                  | Schwebung                 | 8′     |
| 33.                  | Flöte (überblasend ab c0) | 8′     |
| 34.                  | Oktave                    | 4′     |
| 35.                  | Quinte                    | 2 ⁄3′  |
| 36.                  | Spitzflöte                | 2′     |
| 37.                  | Terz                      | 1 3⁄5′ |
| 38.                  | Mixtur IV–VI              | 1 ⁄3′  |
| 39.                  | Basson                    | 16′    |
| 40.                  | Oboe                      | 8′     |
| 41.                  | Trompette harmonique      | 8′     |
| 42.                  | Clairon                   | 4′     |
|                      | Tremulant                 |        |

| Pedal C–f1 |                         |       |
| 43.        | Untersatz               | 32′   |
| 44.        | Prinzipal               | 16′   |
| 45.        | Subbaß                  | 16′   |
|            | Stillgedeckt (= Nr. 29) | 16′   |
| 46.        | Oktave                  | 8′    |
| 47.        | Gedeckt                 | 8′    |
| 48.        | Oktave                  | 4′    |
| 49.        | Flöte                   | 4′    |
| 50.        | Nachthorn               | 2′    |
| 51.        | Hintersatz IV–V         | 2 ⁄3′ |
| 52.        | Mixtur V–VI             | 2′    |
|            | Bombarde (Ext. Nr. 53)  | 32′   |
| 53.        | Posaune                 | 16′   |
| 54.        | Metalldulzian           | 16′   |
| 55.        | Trompete                | 8′    |
| 56.        | Schalmei                | 4′    |

- Koppeln (elektrisch): II/I, III/I, III/II, I/P, II/P, III/P, Super I/P
- Spielhilfen: 2048-fache Setzeranlage, Sequenzer, Diskettenlaufwerk, Crescendowalze, Tutti

## Glocken
Am 23. Februar 1913 wurden die Glocken von Pfarrer Mathias Prior geweiht. Die fünf Glocken (Bronzegemisch: ein Teil Kupfer / 20 Teile Zinn) waren von der Glockengießerei Otto in Hemelingen bei Bremen gegossen worden:
- Allerheiligstes Sakrament: 93 Zentner
- St. Josef: 57 Zentner
- St. Maria: 40 Zentner
- St. Johannes: 28 Zentner
- St. Odilia: 23 Zentner

Die sechste mitgelieferte Glocke von 16 Zentnern, St. Donatus (Ortspatron der Dillinger Nachbargemeinde Roden), wurde dem Geläute der alten Johanneskirche hinzugefügt. Sie und ihr 3 Zentner schwerer Vorgänger wurden täglich um 10 Uhr abends geläutet, um die Wirtshausgänger zum Heimgang zu bewegen. Im Volksmund wurde sie deshalb die „Lumpenglocke“ genannt.
Bei der Tonstimmung hatte man auf eine Harmonie des Geläutes des Saardomes mit dem der benachbarten evangelischen Kirche in Dillingen geachtet.
Im vierten Kriegsjahr des Ersten Weltkrieges mussten die Glocken auf Befehl der Obersten Heeresleitung vom 1. April 1917 im Herbst 1917 für ein Entgelt von 2 Mark pro Kilo Metall für Kriegszwecke abgegeben werden.
Im Jahr 1924 konnte man unter enormen finanziellen Aufwendungen ein vierstimmiges Gussstahlgeläut (85-40 Zentner) vom Bochumer Verein anschaffen. Für qualitativ hochwertigere Bronzeglocken stand kein Geld zur Verfügung. Die Tonfolge b – d – f – g sind die Anfangstöne der marianischen Antiphon Salve Regina. Die Glocken kosteten 363.140 Reichsmark. Die größte Glocke, die Josefsglocke, hängt wegen ihres großen Ausschwingens während des Läutens alleine im Ostturm. Die drei anderen Glocken befinden sich im Westturm. Das Gesamtgewicht der vier Glocken beträgt 10.850 kg.
Eigentlich sollten die Glocken schon im Gussjahr 1923 geliefert werden, doch verzögerte sich ihre Ankunft in Dillingen wegen des alliierten Einmarsches ins Ruhrgebiet um ein ganzes Jahr. Nach der Ankunft der Glocken am Dillinger Bahnhof wurden die Glockenwagen an Tauen von Dillinger Jugendlichen zum Saardom gezogen und am 25. Mai 1925 geweiht. Die größte Glocke (St. Josef,  Ostturm) wird nur an hohen Feiertagen und beim Tod eines Gemeindemitgliedes geläutet.
Im Jahre 1953 waren die Glocken mindestens zweimal im österreichischen Sender Rot-Weiß-Rot im Rahmen der Sendung Mittagsglocken zu hören (9. Juli sowie 18. November).
Die Glocken wurden im Jahr 2013 einer umfassenden Sanierung unterzogen, die vom ersten Advent bis Mitte Dezember dauerte. Die neu eingebauten Klöppel wurden geschmiedet und ihr Gewicht anders verteilt, um einen weicheren Klang zu erzielen und den Ausschwung der Glocken zu verringern. Somit sollte auch die Belastung des Glockenstuhls reduziert werden. Die Sanierungskosten beliefen sich auf etwa 60.000 Euro.
Übersicht
| Glocke | Name                      | Gewicht | Durchmesser | Schlagton |
| ------ | ------------------------- | ------- | ----------- | --------- |
| 1      | St. Josef                 | 2600 kg | 1882 mm     | b0        |
| 2      | Allerheiligstes Sakrament | 1350 kg | 1490 mm     | d1        |
| 3      | St. Maria                 | 1010 kg | 1333 mm     | f1        |
| 4      | St. Johannes              | 0700 kg | 1170 mm     | g1        |

## Krippendarstellung

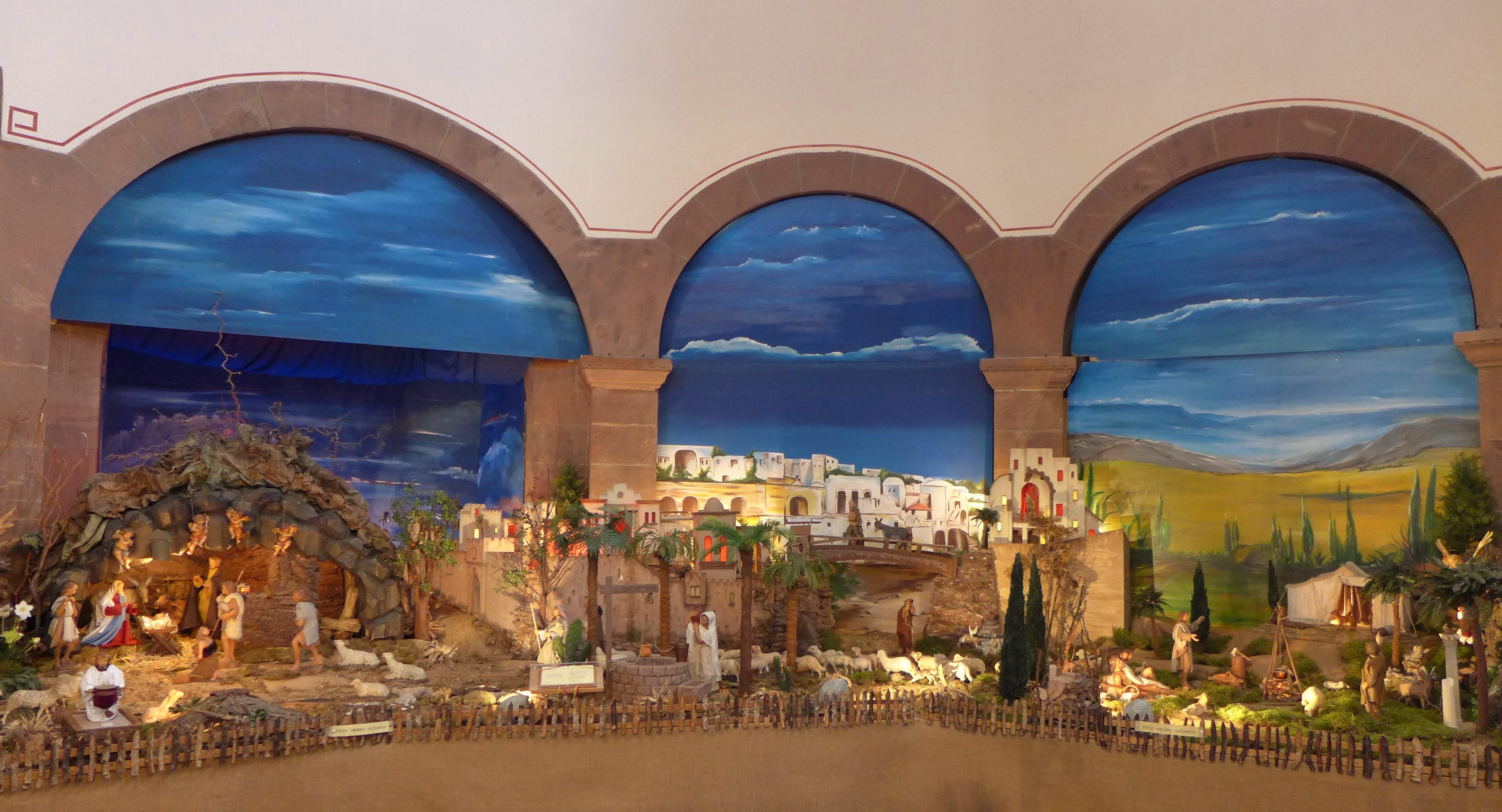
Saardom, Weihnachtskrippe im rechten Querhaus

Die ersten Krippenfiguren des Saardomes wurden in den 1920er Jahren angeschafft. Die ersten Figuren bestanden aus Gips. Die Krippe wurde seit dieser Zeit in der Josefskapelle aufgebaut. In der Amtszeit von Pfarrer Josef Goergen wurden in den Jahren 1946/1947 holzgeschnitzte Figuren in naturbelassener Ausführung aus dem Missionshaus in St. Wendel bezogen. Unter Pfarrer Alois Winkel wurde in den frühen 1950er Jahren begonnen, auf der Basis der erhalten gebliebenen Krippenausstattung der Vorkriegszeit eine neue größere Krippenanlage durch Spenden Dillinger Geschäftsleute zu erstellen. Zu gespendeten Figuren aus Gips kamen im Jahr 1953 holzgeschnitzte Schafe und Kamele des Dillinger Bildhauers Nikolaus Theobald (1874–1957). Theobald, der als Steinbildhauer die kleinteiligen Bildhauerarbeiten des Hauptportals geschaffen hatte, schnitzte zusätzlich zur Krippe die adventliche Szene der Verkündigung des Herrn mit den Figuren des Erzengels Gabriel und der Jungfrau Maria in der Größe von 1,10 Metern.
In den Jahren 1957 und 1958 wurden weitere hölzerne Ankleidefiguren (Hl. Familie und acht Hirten sowie die Heiligen Drei Könige) von 40 cm Größe im Südtiroler Grödner Tal bestellt und von dem Bildschnitzer Vincenz Malsinger aus St. Ulrich gefertigt. Die vorhandenen Krippenfiguren aus Gips wurden nun als Ankleidefiguren verwendet. Der Krippenhintergrund sowie das Hintergrundbild der Verkündigungsszene wurden vom Dillinger Kunstmaler Heinrich Faißt gemalt. Die von einem Birkenholzzaun eingefasste Krippenanlage hatte nun eine Länge von 2,50 Metern.
In den folgenden drei Jahrzehnten wurden Teile der Krippe zerstört oder gestohlen. Im Jahr 1987 wurde die bisherige Krippendarstellung durch Salzglasur-Keramikfiguren aus dem Kannenbäckerland ersetzt, die Pfarrer Warnfried Bartmann bei seinem Wechsel nach Dillingen von seiner Neuwieder Gemeinde zum Abschied geschenkt worden waren.
Ab dem Jahr 1990 wurden die alten Krippenfiguren des Saardomes durch die Initiative Pfarrer Warnfried Bartmanns und des Pfarreimitglieds Erwin Ney reaktiviert. Das Heilige Grab der Karwoche wurde dabei zur Geburtshöhle umgestaltet. Weitere Figuren wurden im Jahr 1990 bei der Holzschnitzerwerkstatt Otto Comploy in St. Ulrich im Grödner Tal durch die Bildschnitzer Albert Moroder und Heinrich Kostner angefertigt und die alten Figuren der 1950er Jahre wurden dabei neu gefasst. Das Hintergrundbild erstellte das Dillinger Pfarreimitglied Parwin Aschrafi. Die Bildhauerwerkstätten Lang aus Oberammergau, Anri aus Gröden, und Johann Perathoner, Heinrich Demetz sowie Albert Moroder aus St. Ulrich fertigten im Jahr 1991 zusätzliche Figuren. Monika Bieniossek malte ein neues Hintergrundbild. An den Kulissenarbeiten waren Schüler der Dillinger Odilienschule beteiligt. Insgesamt besteht die aktuelle Krippe des Saardomes aus 90 Figuren und zusätzlichen Kleinteilen und Beigaben. Die Gipsfiguren der Heiligen Familie aus den 1920er Jahren gingen im Jahr 1994 als Stiftung an die kroatische Pfarrei Jelsa.

## Pfarrhaus

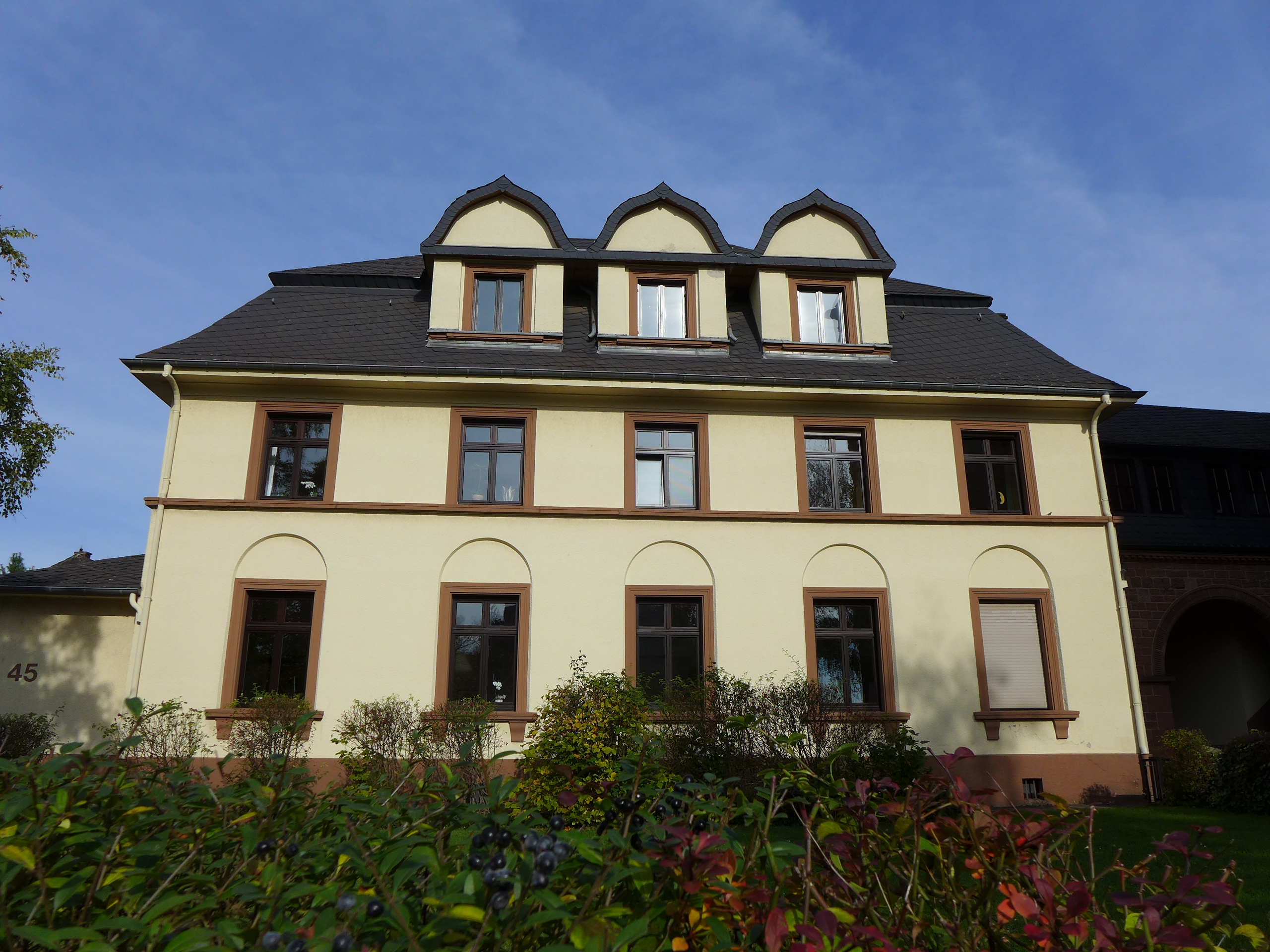
Pfarrhaus

Das Pfarrhaus erbaute Peter Marx zeitgleich mit dem Saardom im Stil der sogenannten Reformarchitektur. Damit begann sich Marx vom Historismus abzuwenden, blieb aber zunächst noch weitgehend traditionellen Baumaterialien und Bauweisen treu. Wegen des Rückgriffs auf regionale Traditionen lässt sich ein großer Teil der der Reformarchitektur zugerechneten Bauten auch mit dem schon länger bekannten Begriff Heimatschutzarchitektur, auch Heimatarchitektur, bezeichnen. So verwendet auch Marx am Pfarrhaus des Saardomes barockisierende Formen der Saarregion, etwa das schiefergedeckte Mansardenwalmdach, verputzte Fassaden und Sandsteingewände und verwendet ortstypische Materialien wie die Mettlacher Platten bei der Verlegung der Böden. Die grundlegende architektonische Kubatur des Pfarrhauses orientiert sich in abstrahierender Weise an barocken Bauten der näheren Umgebung Dillingens wie dem Adelssitz de Bely in Düren (Saar), Schloss Buseck in Eppelborn (Ortsteil Bubach-Calmesweiler), Schloss Fremersdorf, dem Hilbringer Schlösschen, dem Hauptbau von Schloss Münchweiler oder dem Öttinger Schlösschen in Wadern.
Das Pfarr- und Jugendheim in der Dr. Prior-Straße gegenüber dem Pfarrhaus entwarf der Dillinger Architekt Konrad Schmitz in den 1950er Jahren als flachgedeckte Dreiflügel-Anlage, die einen Innenhof umschließt. Im linken Gebäudeflügel war ein Saalbau mit Bühne eingerichtet, dessen Glasfront sich zum Innenhof öffnete. Der mittlere, niedrigere Gebäudeteil bildete das Foyer, der rechte Flügel beherbergte Vortrags- und Bewirtungsräume, Küche, Sanitäranlagen sowie Übernachtungsmöglichkeiten. Die Fassaden der beiden Seitenflügel sind zur Dr. Prior-Straße mit rötlichem Sandstein verkleidet und nehmen so Bezug zum Sandsteinbau des Saardomes. Seit dem Frühjahr 2014 ist im Gebäude ein Tagespflegeheim (St.-Franziskus-Tagespflege, im linken Gebäudeflügel) sowie eine generationenübergreifende Begegnungsstätte (im rechten Gebäudeflügel) in der Trägerschaft der Marienhaus-Gesellschaft eingerichtet.

## Seelsorger

### Pfarrer von Hl. Sakrament
- Mathias Joseph Prior: 1913–1946 / vorher Pfarrer der Kirche St. Johann in Dillingen
- Josef Goergen: 1946–1947
- Alois Winkel: 1947–1959
- Arthur Nikolas: 1959–1970
- Thomas Kopp: 1970–1983
- Warnfried Bartmann: 1983–1997
- Ottmar Dillenburg: 1998–2005
- Gerhard Jacob: 2006–2022
- Patrik Schmidt: 2012–2022

Am 1. Januar 2011 wurde der Seelsorgebezirk „Pfarreiengemeinschaft Dillingen“ (Hl. Sakrament / St. Josef / Maria Trost / St. Maximin) gegründet.

### Kooperatoren von Hl. Sakrament
- Rainer Matthias Müller: 2003–2009
- Peter Jackl: seit 2011

### Vikare von Hl. Sakrament
- Michael Rams: 1988–1991
- Heinz Haser: 1991–1995
- Andreas Bronder: 1995–1998
- Jörg Dunsbach: 1998–2001
- Wolfgang Breininger: 2001–2003
- Carsten Peil: 2005–2008

### Kapläne von Hl. Sakrament
| Name             | von  | bis  |
| ---------------- | ---- | ---- |
| Peter Hennes     | 1914 | 1915 |
| August Zeuner    | 1914 | 1919 |
| Peter Braun      | 1914 | 1915 |
| Johann Lenz      | 1915 | 1917 |
| Jakob Wallenborn | 1915 | 1918 |
| Jakob Arnez      | 1917 | 1921 |
| Kornelius Vogt   | 1917 | 1919 |
| Albert Bernardi  | 1919 | 1920 |
| Richard Harig    | 1920 | 1921 |
| Josef Jungbluth  | 1921 | 1926 |

| Name                 | von  | bis  |
| -------------------- | ---- | ---- |
| Philipp Müller       | 1921 | 1925 |
| Paul Ludwig          | 1922 | 1925 |
| Bernard Edel         | 1925 | 1931 |
| Leonard Koos         | 1925 | 1927 |
| Friederich Schneider | 1927 | 1931 |
| Friederich Busch     | 1929 | 1933 |
| Jakob Massing        | 1931 | 1936 |
| Johann Bach          | 1931 | 1936 |
| Alois Hansen         | 1933 | 1935 |
| Matthias Kolligs     | 1936 | 1939 |

| Name                | von  | bis  |
| ------------------- | ---- | ---- |
| Peter Mauer         | 1936 | 1943 |
| Josef Breul         | 1939 | 1941 |
| Peter Deschang      | 1941 | 1947 |
| Dominik Johnen      | 1943 | 1946 |
| Albert Feld         | 1947 | 1950 |
| Günther Backes      | 1950 | 1953 |
| Otto Faber          | 1953 | 1957 |
| Johannes Himmrich   | 1957 | 1961 |
| Johannes Knauf      | 1961 | 1964 |
| Johannes Rochwalski | 1964 | 1967 |

| Name             | von  | bis  |
| ---------------- | ---- | ---- |
| Gotthard Freitag | 1967 | 1971 |
| Gerd Braun       | 1971 | 1974 |
| Helmut Gammel    | 1974 | 1976 |
| Winfried Kollig  | 1977 | 1980 |
| Manfred Thesen   | 1980 | 1983 |
| Heinrich Ant     | 1983 | 1985 |
| Wolfgang Hermann | 1985 | 1988 |
| Martin Laskewicz | 2008 | 2010 |

### Diakone von Hl. Sakrament
- Werner Wertgen: 1985
- Jörg Meyrer: 1987
- Hatto Ehrhardt: 1988
- Stefan Feldhausen: 1989
- Guido Lacher: 1990
- Marius Merkelbach: 1991
- Christoph Eckert: 1992
- Klemens Mohr: 1993
- Joachim Wagner: 1994
- Frank Klupsch: 1995
- Volker Malburg: 1996

### Primizianten von Hl. Sakrament
- Wilhelm Wein: 1913
- Heinrich Hoffmann: 1918
- Adolf Hoffmann: 1921
- Johann Scholt: 1925
- Wilhelm Schulte: 1928
- Paul Fechler: 1931[87]
- Josef Zadow: 1933
- Josef Gärtner: 1936
- Alfons Gärtner: 1936
- Ernst Zech: 1938
- Josef Avril: 1938
- Ludwig Zimmermann: 1948
- Toni Loyo: 1950
- Herbert Mussler: 1956
- Hermann Burger: 1961
- Wolfgang Gottstein: 1962
- Klaus Konstroffer: 1967
- Manfred Vogt: 1968
- Manfred Kostka: 1991
- Thomas Semel: 1996